# 三菱Lancer
三菱Lancer（日语：三菱·ランサー，Mitsubishi Lancer）乃日本三菱汽車自1973年至2024年間製造生產的次緊湊型車或緊湊型轎車，臺灣官方名稱為菱帥，香港官方名稱為力勁，中國官方名稱為藍瑟。在不同的市場或時期銷售的車款名稱包含三菱Colt Lancer、道奇\普利茅斯Colt、克萊斯勒Valiant Lancer、克萊斯勒 Lancer、老鷹Summit、印度斯坦Lancer、東南菱帥、三菱Mirage等。日本市場已經在2010年停止販售（第七代於日本名為Galant Fortis），全球市場於2017年8月停售，臺灣市場則稍加修改外觀而持續至2024年3月底停產。

## 概要
在三菱汽車的發展史上，起初先製造生產次緊湊型車三菱Colt，後來Colt Galant逐漸演變成中型車之後，為了填補緊湊型轎車的空缺而發展出Lancer之車款，甚至後來更衍生出掀背車型的Mirage。為了進一步做出市場區隔及提高銷售量，該車款的設計趨近Galant，並且和Mirage共用某些零件配備，不過這種新設的行銷策略卻缺乏連貫性。此外為了刻意和日本國內的競爭對手區隔，原廠自第一代起便積極參與以拉力賽為重點的運動賽事，成功塑造出其操控性能優越的形象。
在海外銷售及生產方面，這款車亦是三菱汽車的主力車種。從1973年至2008年之間，Lancer在全世界總共賣出6百萬輛以上，並且衍生出雙門掀背車三菱Lancer Celeste(1975年至1981年) 、以世界拉力錦標賽為目標而開發的三菱Lancer Evolution (1992年至2016年)等車款。關於其車名「Lancer」，在英語裡意指長矛輕騎兵。

## 歷史

### 第一代A70/A140系（1973年－1979年）
1973年 - 第一代Lancer於2月正式面世，驅動方式為前置後驅，車體風格有二、四門轎車等二種。動力來源共有1.2L直列四缸OHV 4G42型、1.4L直列四缸OHV 4G33型、1.6L直列四缸SOHC 4G32型等三種引擎，於是區分成1200STD（二門）、1200EL（二/四門）、1200/1400GL（二/四門）、1400SL（二/四門）、1600GSL（二門）等五種級別。同年9月部分變更，所有車型在外觀上增加車尾飾板，1600GSL改成四門，並追加二門1600GSR，後來成為拉力賽競技車輛來源的熱門車型。此外還追加了五門旅行車，此車型在稍後的小改款時由於符合汽車廢氣排放標準，持續生產到1985年2月為止。
此外，三菱Lancer在不同市場換牌生產時出現不同的車名：
- 道奇Colt（英语：Dodge Colt）（美國）
- 三菱Colt Lancer（南美洲）
- 克萊斯勒Lancer（澳洲）
- 普利茅斯Colt（加拿大）

1974年 - 10月實施小改款，轎車型的車尾燈從直立型改成L型，車牌位置也從尾燈中央移至後保桿下方。
1975年 - 11月全車系皆符合昭和51年度汽車廢氣排放標準（（日語）昭和51年度排出ガス規制），新車貼有三菱MCA系統的標誌。
1976年 - 11月實施小改款，隨著車頭進氣壩改變設計，部分車型取消了霧燈，車頭兩側的方向燈從橫向改成縱向，尾燈從L字形改成橫條形，車牌位置改到尾燈中央。除了旅行車型以外，1.2L引擎換裝成1.2L直列四缸OHV 4G36型，二門轎車「1200STD」車型停產。二/四門「1200EL」車型取代原「1200 Popular」，標準配備計有155SR13輻射層輪胎、調幅廣播收音機、車側保護飾條等。
1977年 - 7月進行部分改良，1.4L引擎改換成1.4L直列四缸OHV G12B型、1.2L引擎換成1.2L直列四缸OHV G11B型，1.6L引擎則換成1.6L直列四缸SOHC G32B型（「1600GSR」車型除外）；於是全車系裝有MCA-JET技術，符合昭和53年汽車廢氣排放標準（唯「1600GSR」車型除外）。
1978年 - 3月再度進行改良，四門1.6L車型因為前保桿加大，恢復進氣壩上的霧燈；另外增加四門「GL Extra」車型。原廠新設立名為「Car Plaza」的經銷商體系，舊有的店舖稱作「Galant店」，於是Lancer變成Galant店的專賣車款。

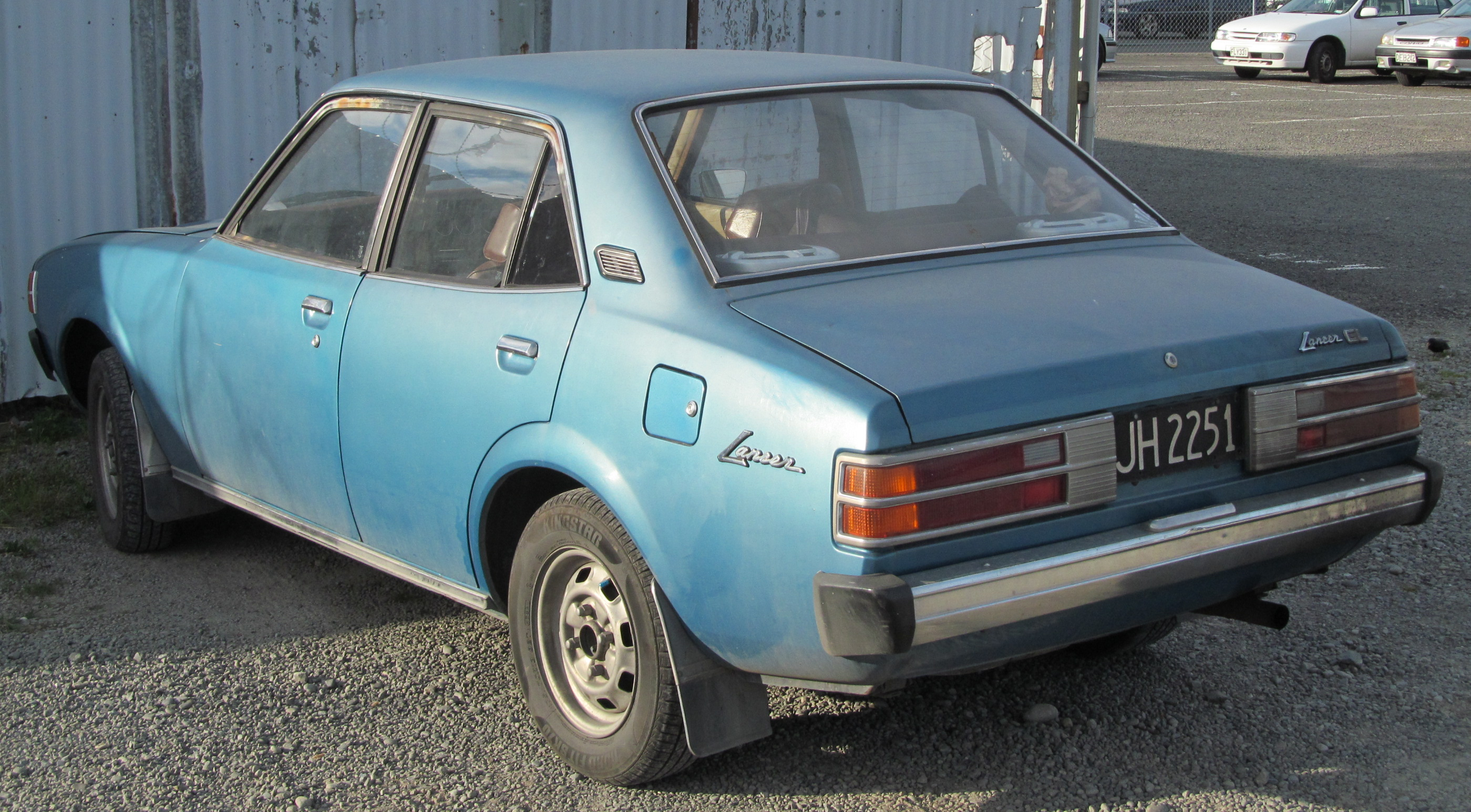
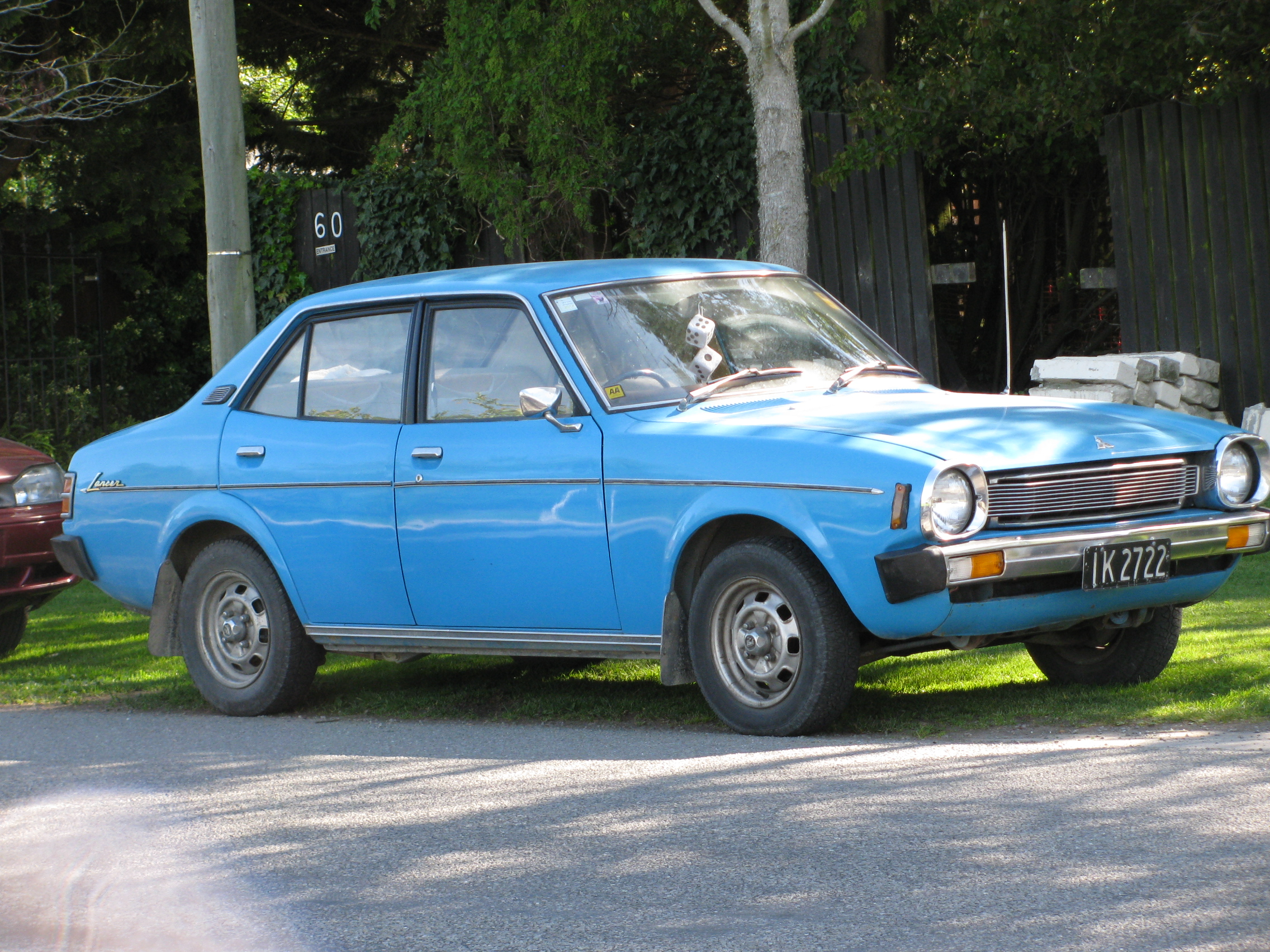
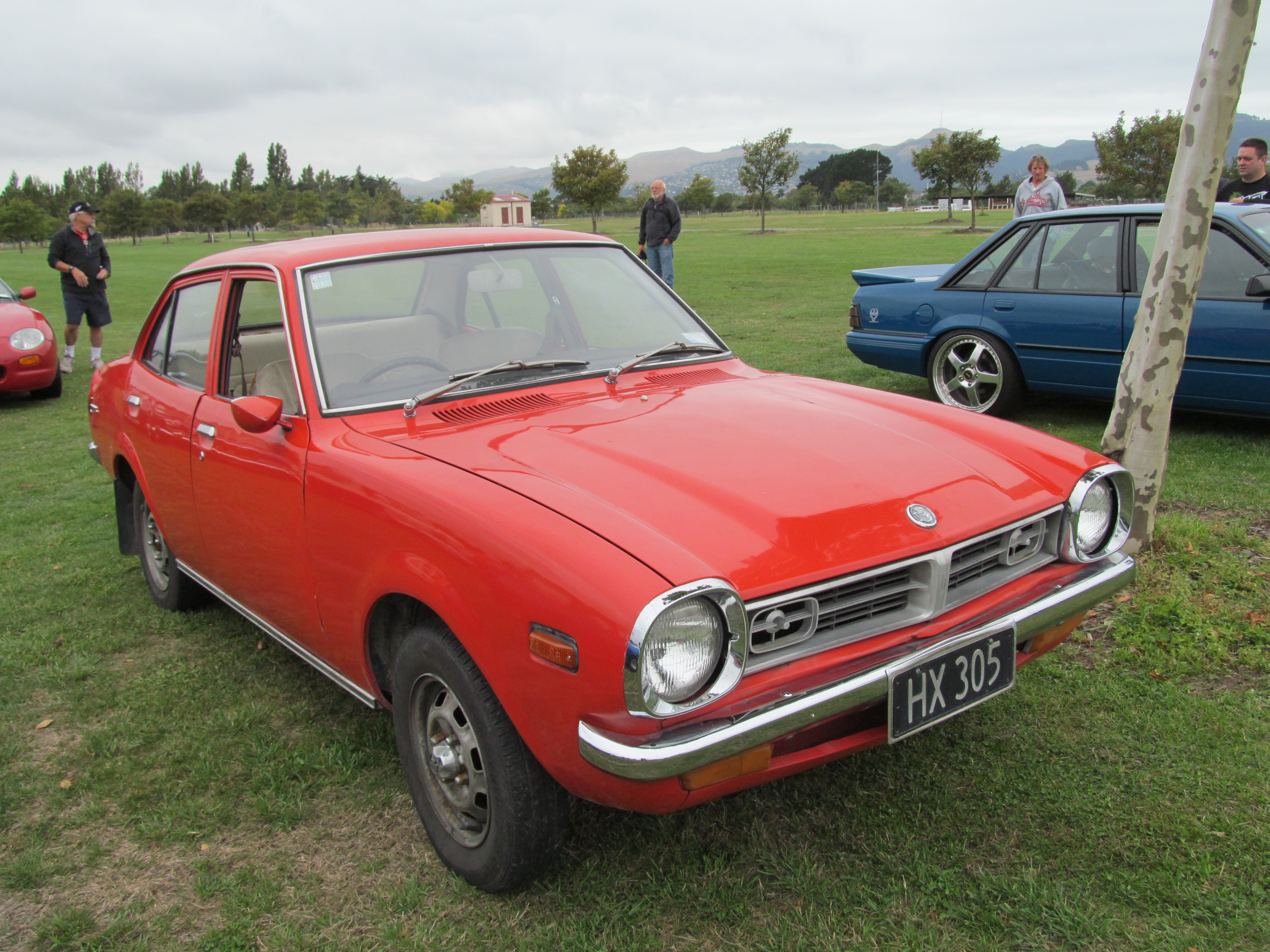
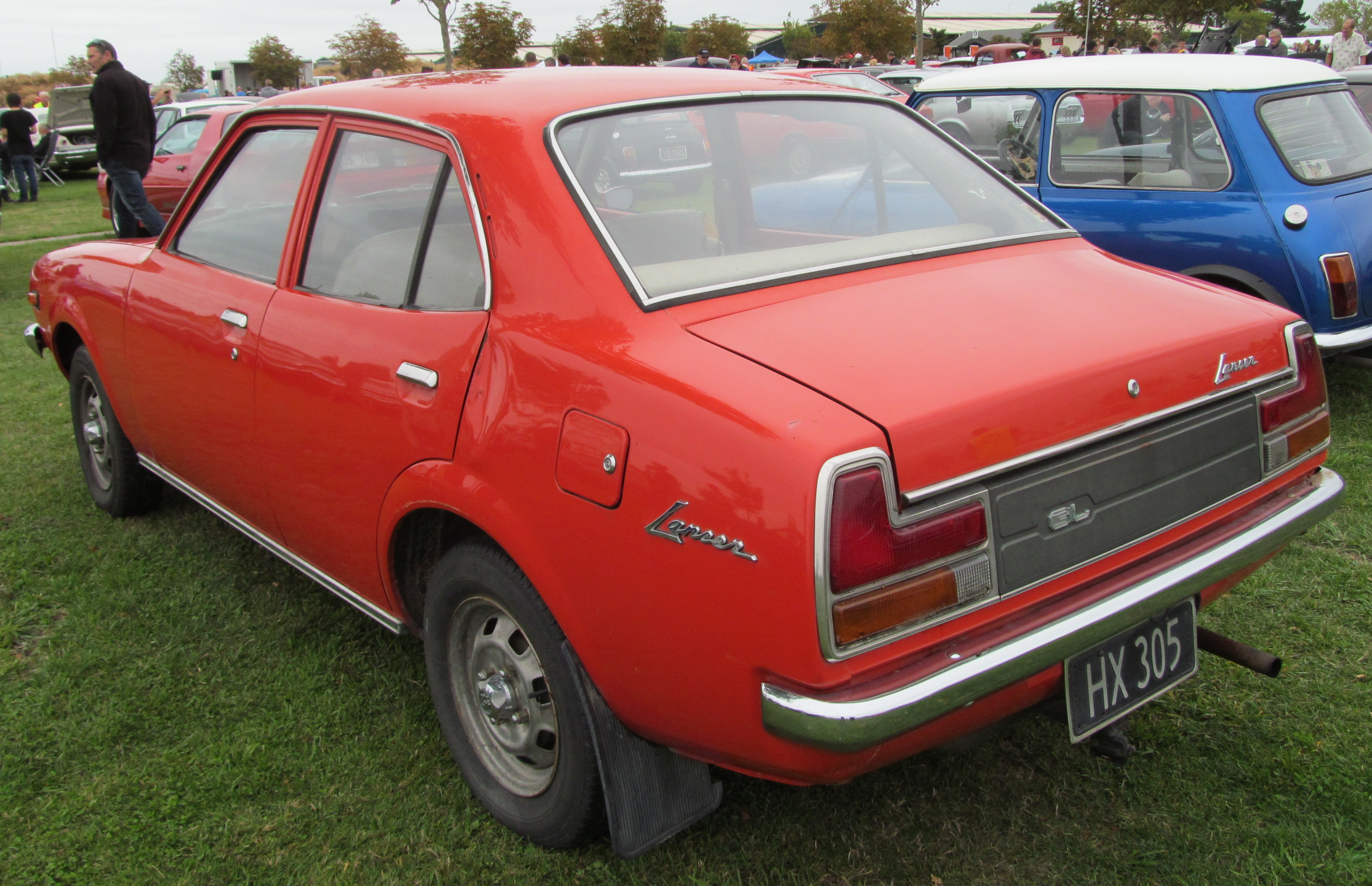
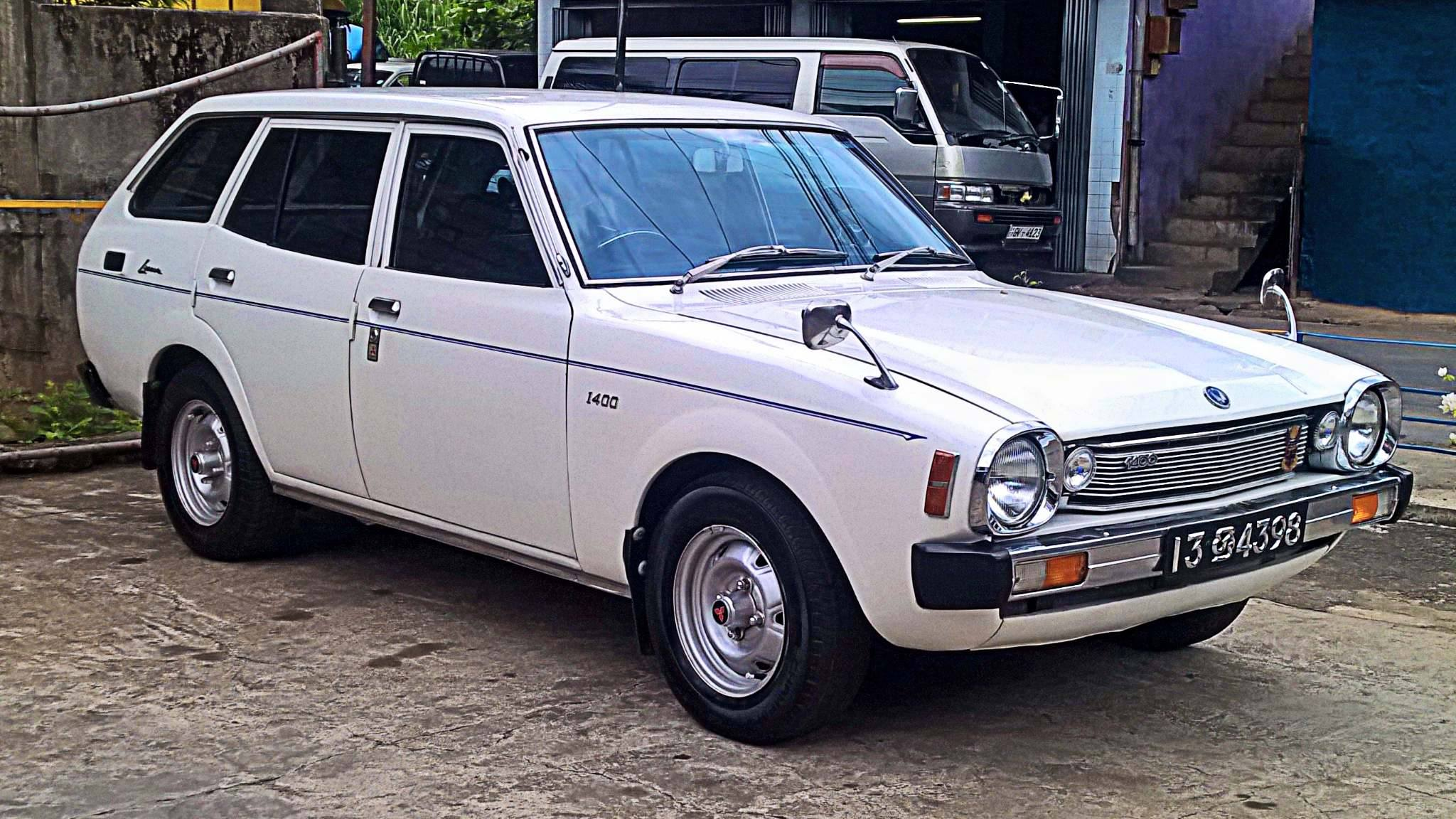
旅行車型
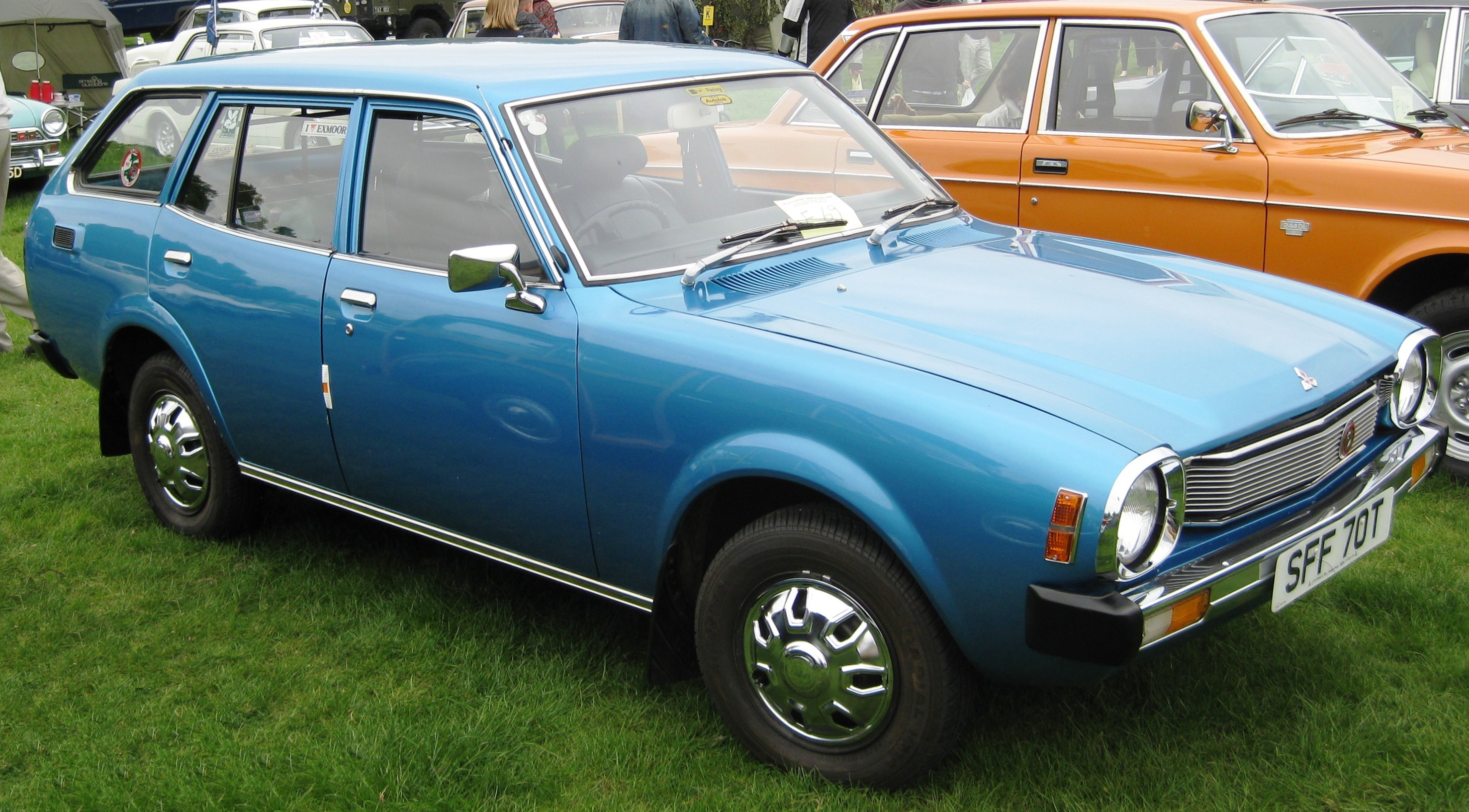
旅行車型
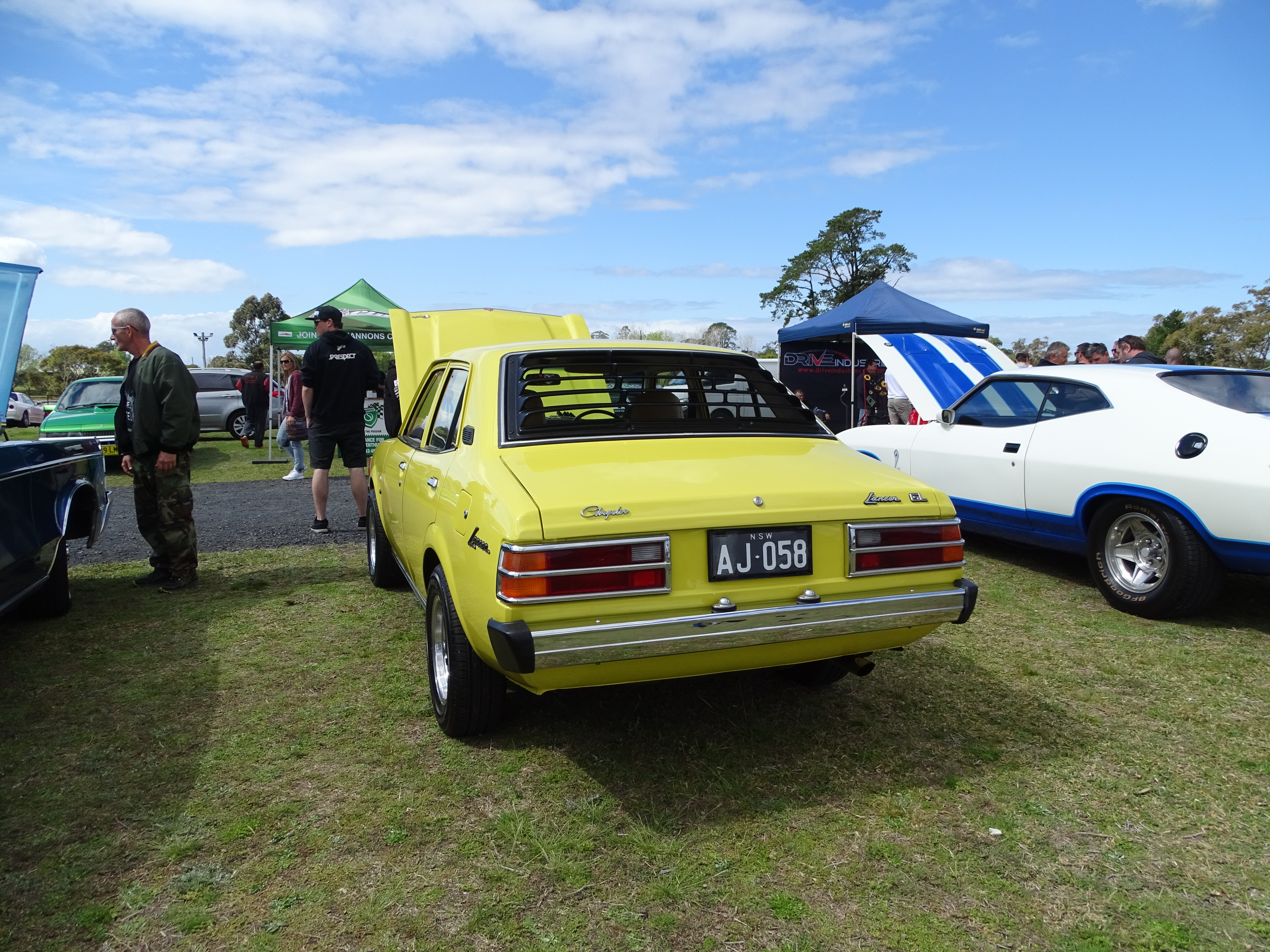
克萊斯勒Lancer車尾（後期型）
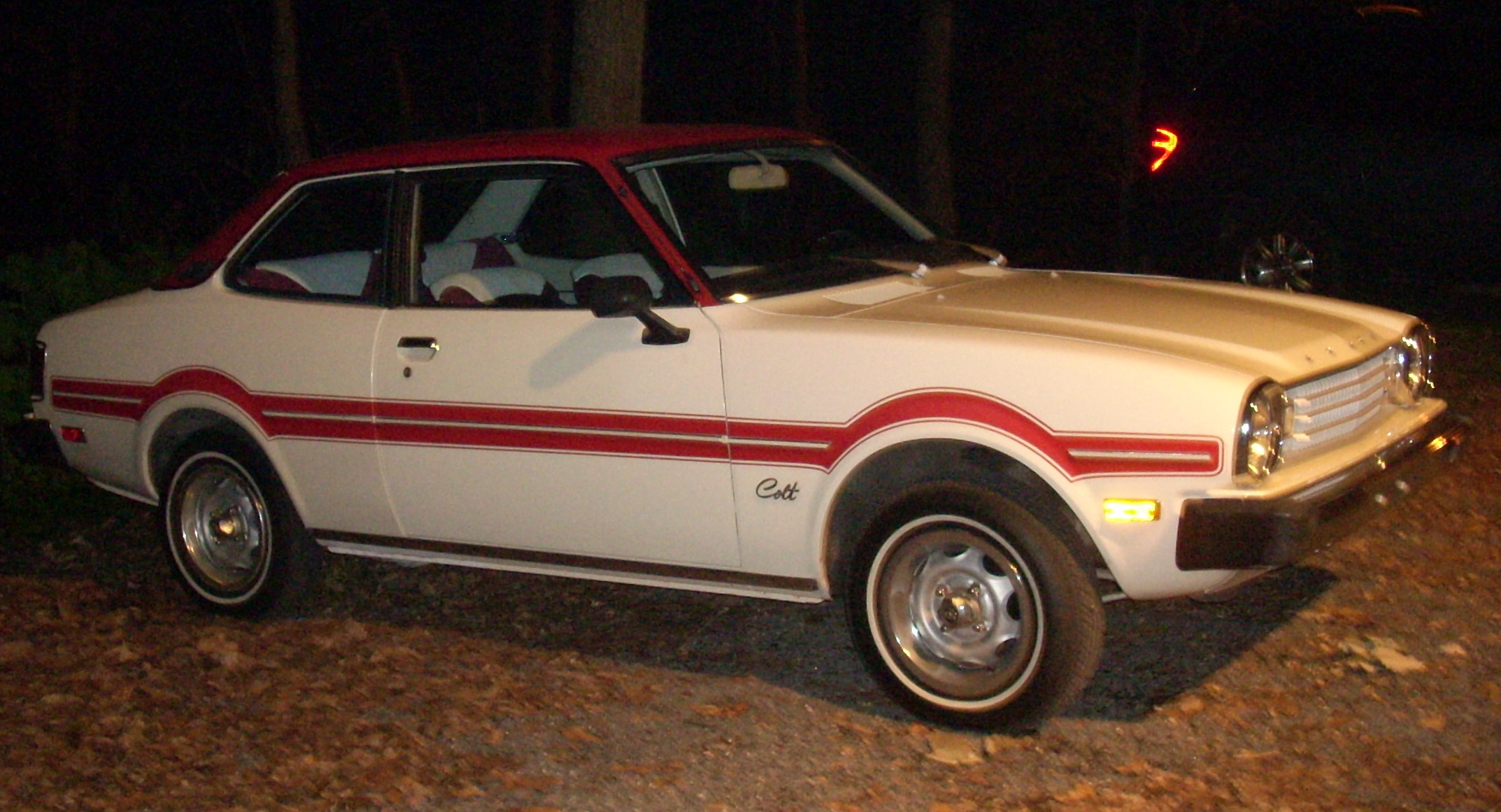
道奇Colt

#### 三菱Colt Lancer 1600 GSR

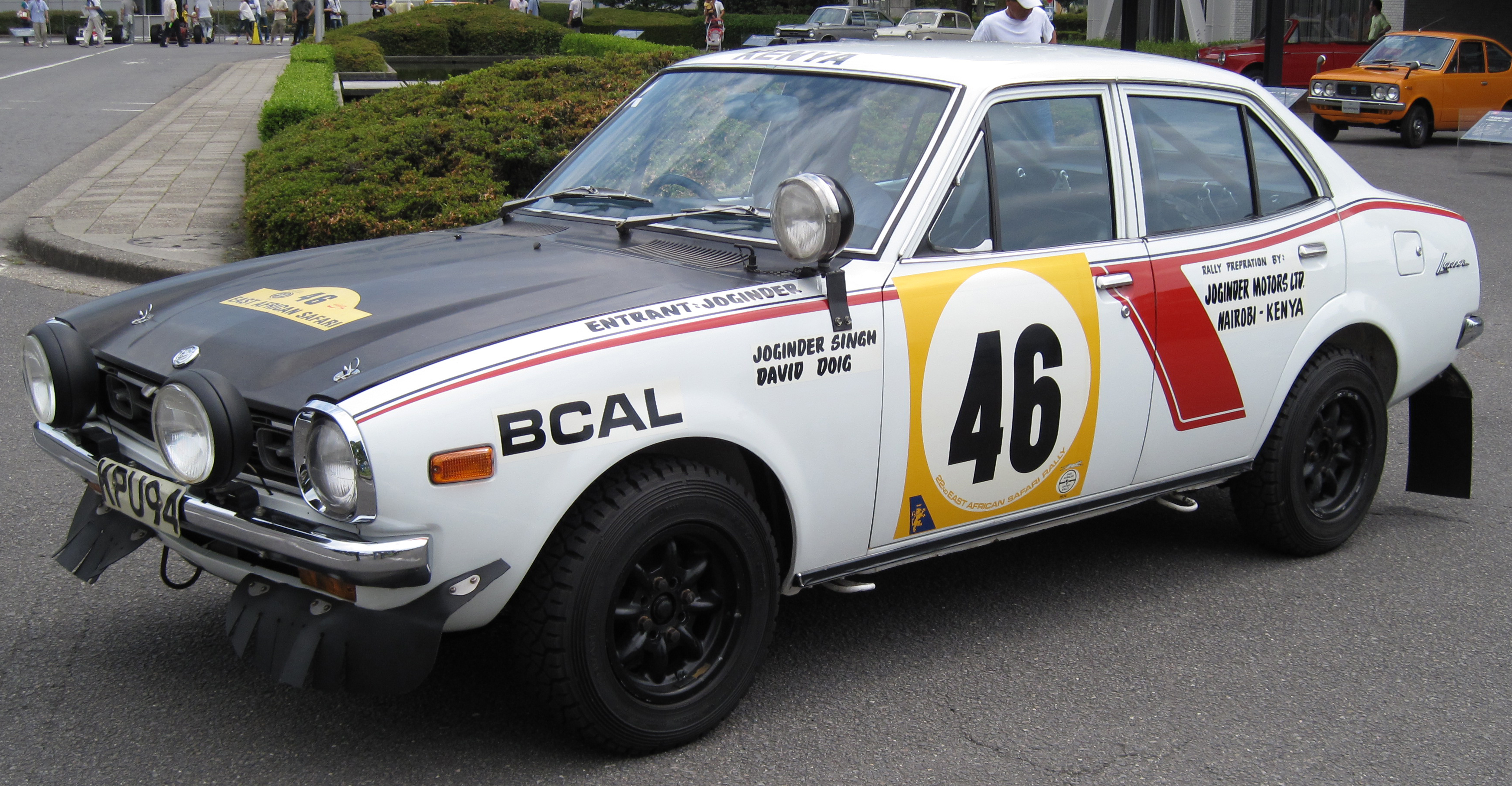
1974年肯亞拉力賽摘冠的Lancer 1600 GSR

原廠在歐洲推出了高性能版本的Lancer，稱作「Colt Lancer 1600 GSR」，藉以達成他們在越野賽車方面的抱負，特別是肯亞拉力賽。由於該車款屢屢在這場號稱是全世界最艱苦的拉力賽中奪冠，它在非洲贏得了「汽車之王」的封號。這輛三菱Colt Lancer 1600 GSR在賽事中可輸出171ps / 7,800rpm的最大馬力以及162N⋅m / 5,500rpm的最大扭力，市售街道版則原本具有110ps的最大馬力，但1976年因受到汽車廢氣排放標準限制而減至100ps。
頭幾年三菱以Colt和Galant參賽獲得零星的優勝之後，旋即決定以Lancer投入著名的肯亞拉力賽。在赤道燠熱的氣溫下征服長達6千公里的崎嶇地形，這場被喻為世上最艱困的比賽通常只有五分之一的參賽車輛能夠抵達奈洛比的終點線。1974年至1977年之間三菱車隊創下令人稱羨的紀錄，13輛參賽車輛僅有1輛無法完成比賽，最厲害的是1976年奪下前三名，橫掃整場比賽。該車輛首度亮相是1973年於澳洲舉辦的南十字星拉力賽，包辦了前四名。三菱的賽車手安德魯·考恩在1970年代主宰這場賽事，從1972年至1976年連續5年問鼎冠軍；他也勇奪1977年象牙海岸拉力賽的冠軍。

### 第二代A170系（1979年－1987年）
1979年 - 3月大改款的第二代Lancer問世，車身尺寸加大，車名亦改成Lancer EX，車體風格僅有四門轎車之設定。在底盤方面，從廣告宣傳口號「迷你Galant Σ，迷你Eterna Σ」即可看出該車款的底盤乃是前述二個車款的縮小版。動力輸出可選擇1.4L直列四缸SOHC G12B型或1.6L直列四缸SOHC G32B型等二種引擎；驅動方式和第一代同樣是前置後驅。前輪懸吊為麥花臣式，後輪則為四連桿固定軸式懸吊系統。變速箱有四速及五速手排之設定，另有三速自排變速箱專供1.6L引擎使用。前輪碟煞是全車系的標準配備，最高階車款則為四輪碟煞。
1980年 - 2月追加一具1.8L直列四缸SOHC G62B型引擎，可配搭五速手排或三速自排變速箱；另外1.4L車型亦可搭配三速自排變速箱。
1981年 - 4月搭載2.0L直列四缸SOHC 4G63T型渦輪增壓引擎的歐規版開始交車販售，由於裝有ECI電子控制燃料噴射裝置（Electronic Control Injection），最大馬力可達170ps。該版本因為無法通過汽車廢氣排放標準而沒有引進日本當地，但是有53輛以平行輸入的方式進口。ECI電子控制燃料噴射裝置是由三菱和化油器製造商三國工業（今MIKUNI）共同開發的新技術，簡單來說此項技術以超音波計算吸入管內的卡門渦街，將數值轉換成電脈衝以檢測出空氣量，從而控制置於節流閥之前的兩顆燃料噴射器。噴射器以螺旋狀噴出，使得燃料變成霧化。另有燃料增加系統可對應節氣門開啟的程度，其功能相當於化油器的加速泵。
同年5月實施小改款，追加後保桿並變更尾燈造型設計，同時追加一具1.2L直列四缸SOHC G11B型引擎。11月時淘汰舊有的1.8L引擎，改作1.8L直列四缸SOHC 4G62T型渦輪增壓引擎，但沒有中冷器，僅搭配五速手排變速系統。
1983年 - 11月實施第二度小改款，變換進氣壩的造型，更新成ECI電子控制燃料噴射技術，「1800GSR Turbo」及「1800GT Turbo」兩款車型加裝氣冷式中冷器。除了變更轉向齒輪比、強化煞車系統，底盤及車身的點焊數量也增多。渦輪增壓車型的外觀比照歐規版2000 Turbo，改成全車空力套件。新設「1800GSL Turbo」車型，配有電動遙控車頭反光鏡、AM/FM/錄音帶收音機、帶有橘色條紋的車側保護飾條，不過並沒有中冷器，變速箱可選五速手排或三速自排。

#### 運動賽事

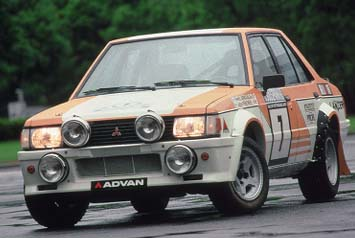
彭帝·艾立卡拉所駕駛的Lancer EX 2000 Turbo

1982年8月芬蘭籍賽車手彭帝·艾立卡拉駕駛一輛Lancer EX 2000 Turbo參加世界拉力錦標賽的芬蘭拉力錦標賽，結果奪得該站的第3名；這輛車是WRC裡第一輛使用電子燃料噴射裝置的車輛。

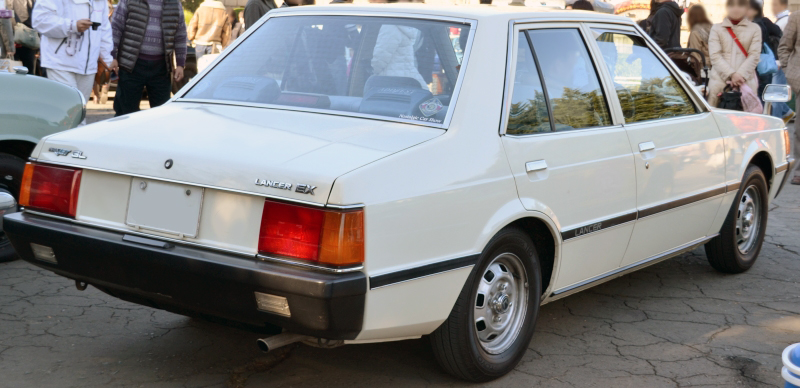
前期型車尾
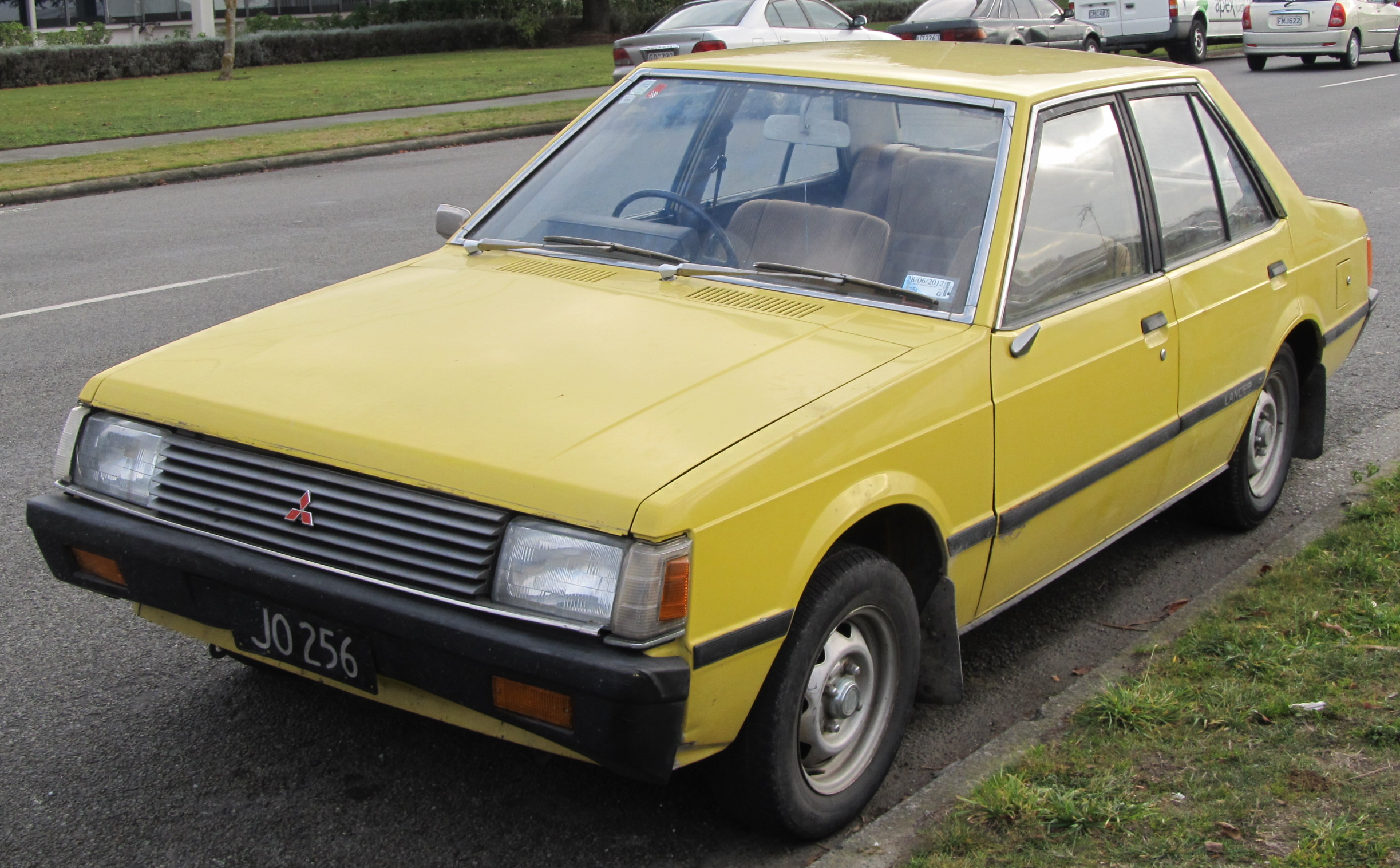
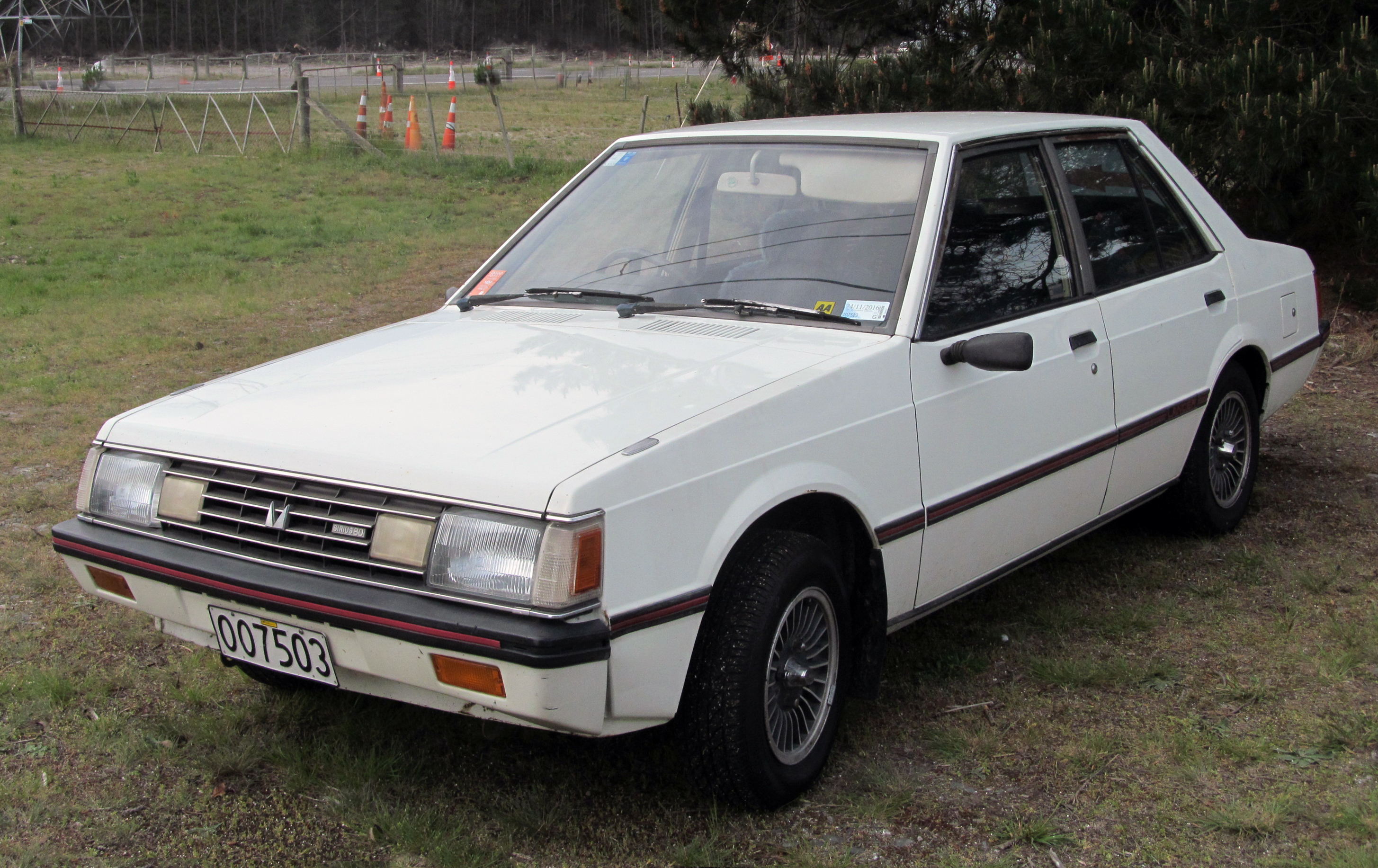
車頭進氣壩與霧燈設計僅限日規版1800SE
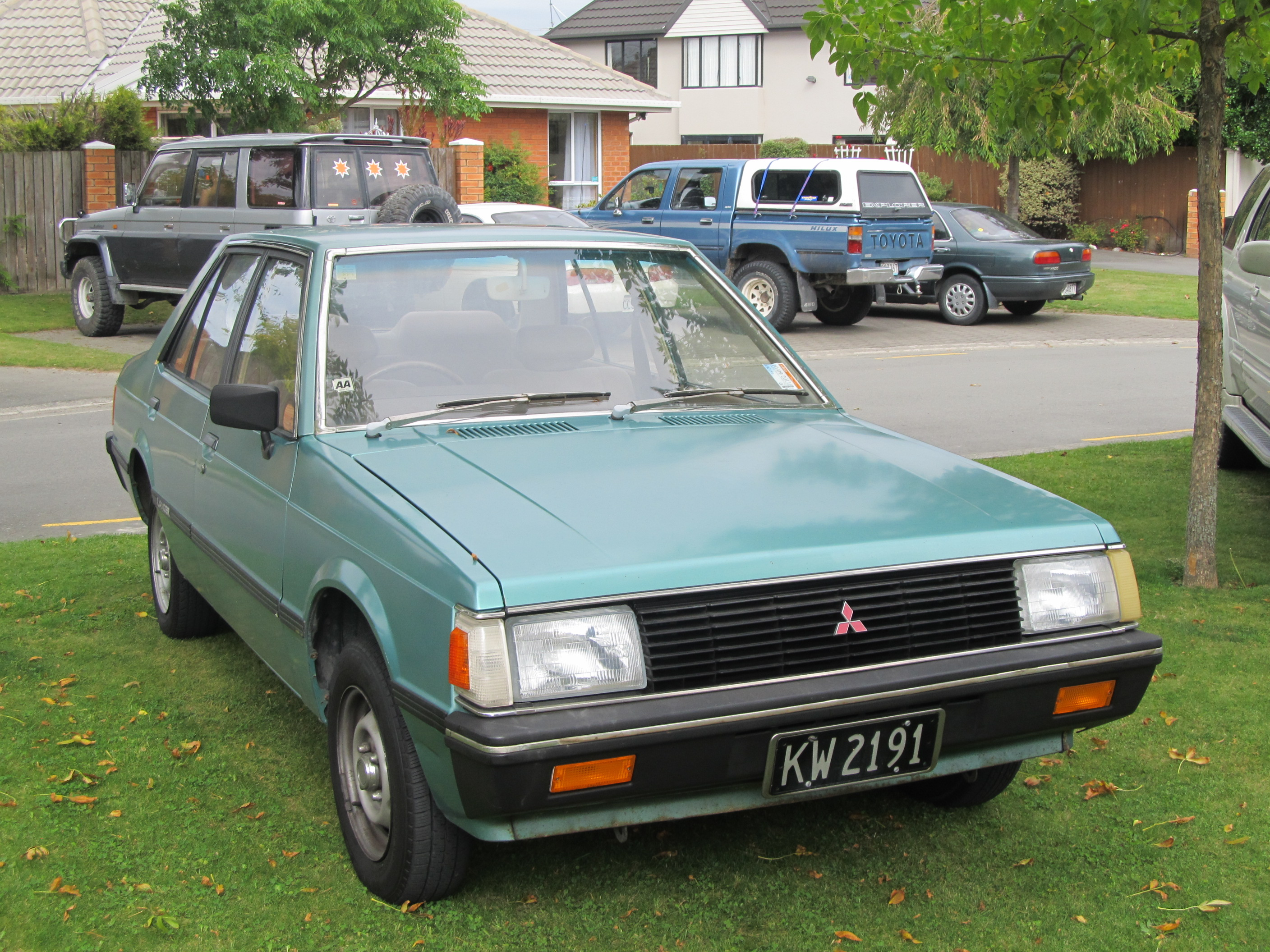
第一次小改款
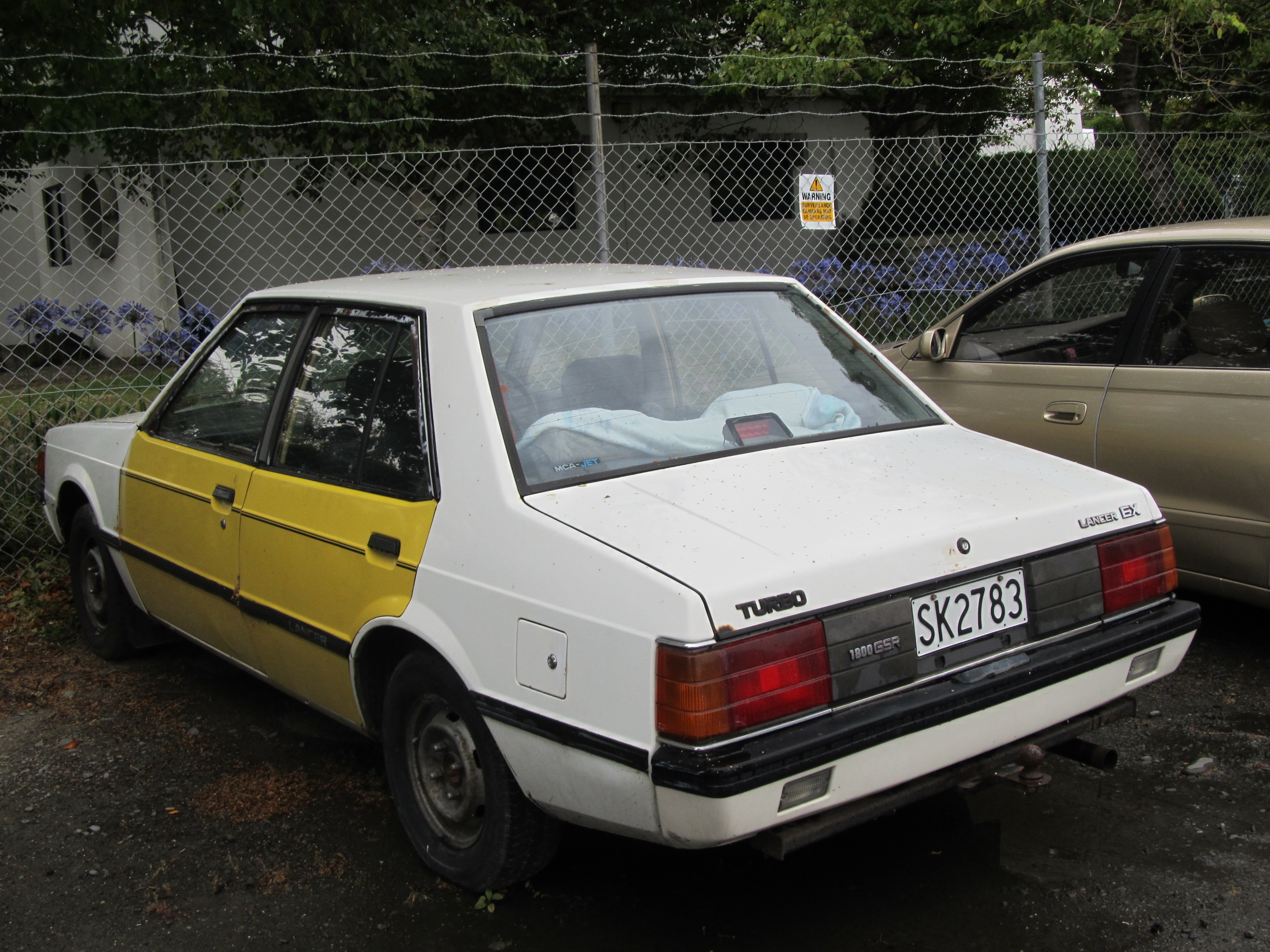
1800 GSR Turbo車尾
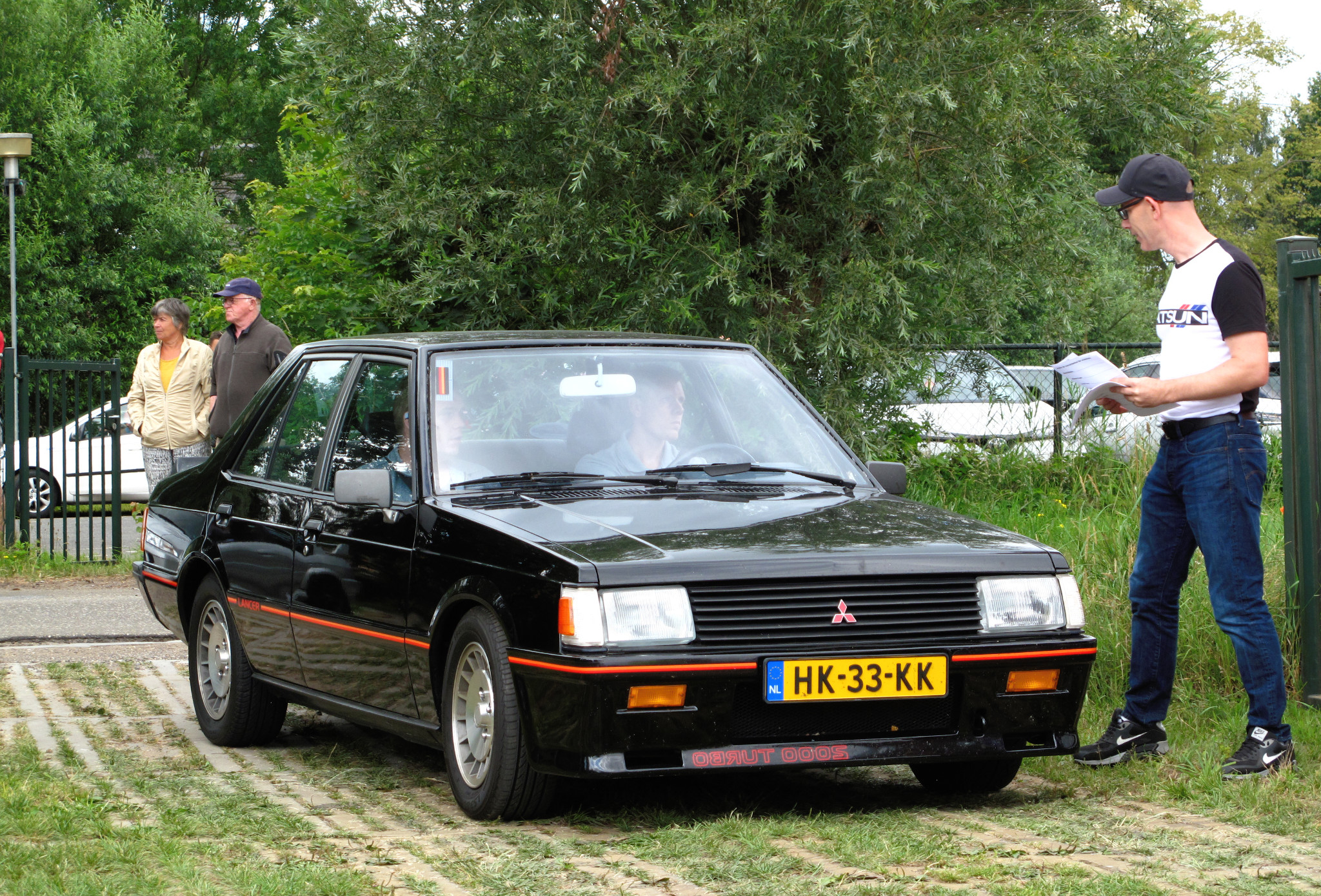
歐規版2000 Turbo車頭
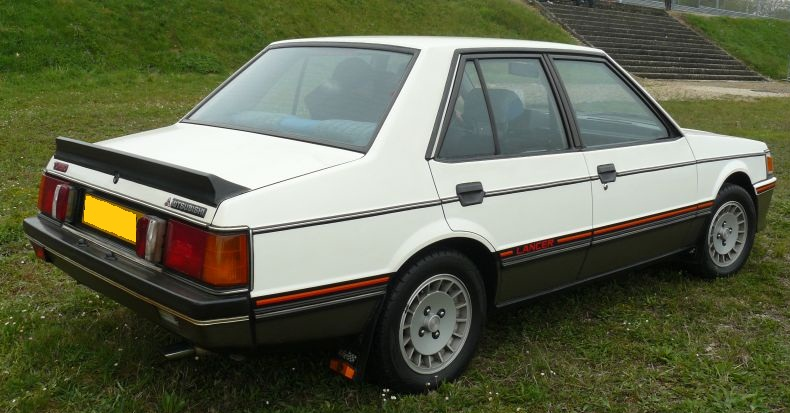
歐規版2000 Turbo車尾

#### 三菱Lancer Fiore
三菱Lancer Fiore可視為三菱Lancer的前置前驅版本，但其實是三菱Mirage的衍生車款，僅供Galant店經銷體系販售。機械構造上與Mirage相同，差別僅在於進氣壩等細節之處。由於原廠同時期推出前置後驅的Lancer EX及前置前驅的Lancer Fiore，非但造成消費者的混淆，亦直接影響其銷售成績。為了方便起見，本文一併記敘Lancer Fiore，某些媒體誤將此車款當成Lancer的第三、四代，事實上並非如此。關於車名「Fiore」，在義大利語中意指花朵。

##### Lancer Fiore第一代A150系（1982年－1983年）
1982年 - 2月將掀背車型的第一代Mirage改成四門轎車，稱之為Lancer Fiore。本質上與Mirage一樣，差別只在於進氣壩造型等細節而已；動力來源有1.2L直列四缸SOHC G11B型及1.4L直列四缸SOHC 4G12/G12B型等二種引擎。同年8月追加1.4L直列四缸SOHC 4G12T型渦輪增壓引擎，可輸出最大馬力105ps / 5,500rpm，最大扭力15.5kg·m / 3,000rpm。

##### Lancer Fiore第二代C10A系（1983年－1988年）
1983年 - 10月與第二代Mirage同時發表大改款，兩者之間的差異僅在於進氣壩、內裝等細部，動力心臟可選擇1.3L直列四缸SOHC 4G13/G13B型、1.5L直列四缸SOHC 4G15/G15B型、1.6L直列四缸SOHC 4G32T/G32B型渦輪增壓，以及1.8L直列四缸SOHC 4D65型柴油引擎等四種。頂級的「CX Extra」車款甚至將液晶式電子儀表板、自動加熱器、AM/FM電子同調收音機、前座電動車窗等列入標準配備。
1985年 - 2月衍生車種三菱Lancer Wagon上市。
1986年 - 10月和Mirage一起實施小改款。
1988年 - 6月隨著第三代Lancer的問世，Lancer Fiore至此正式走入歷史。

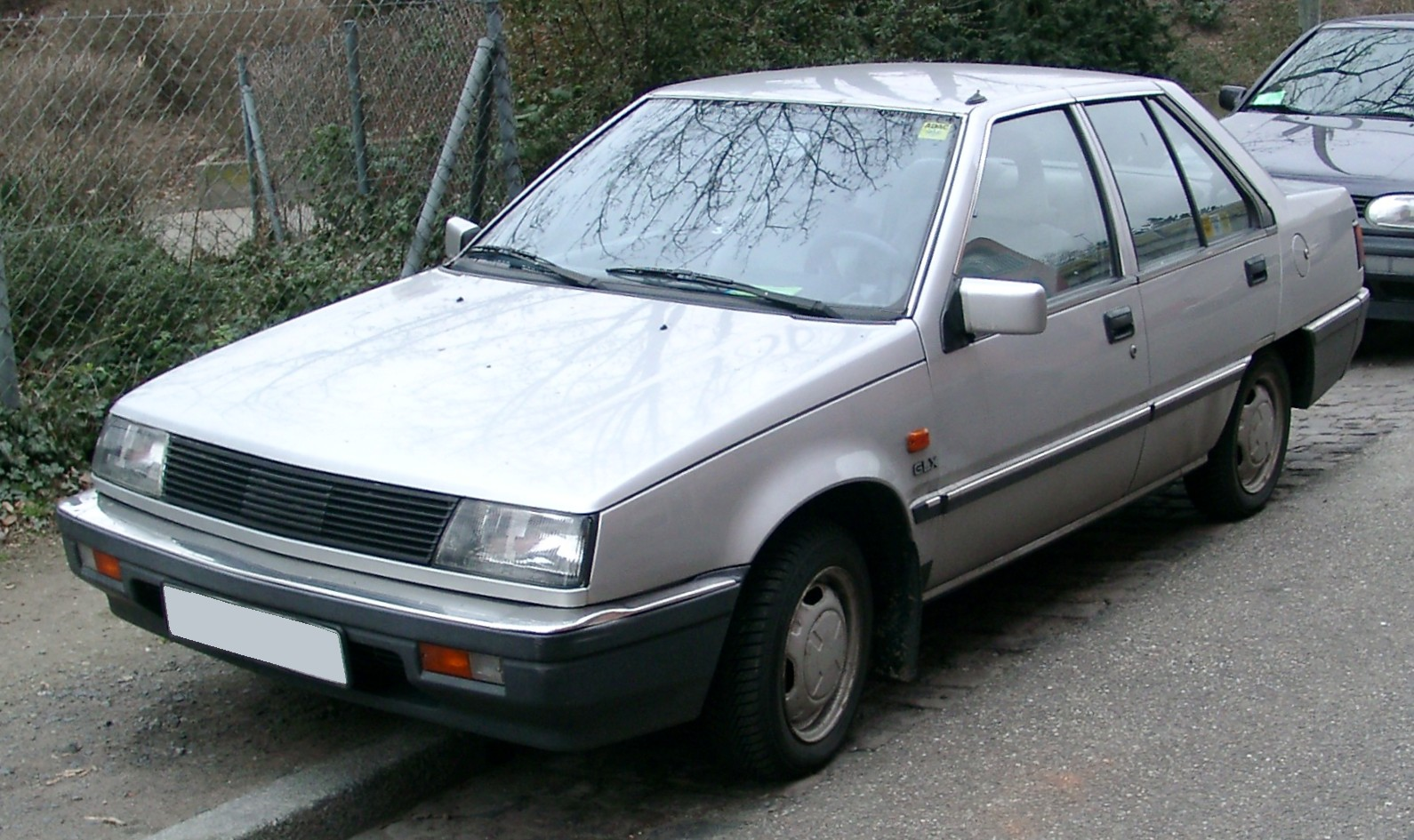
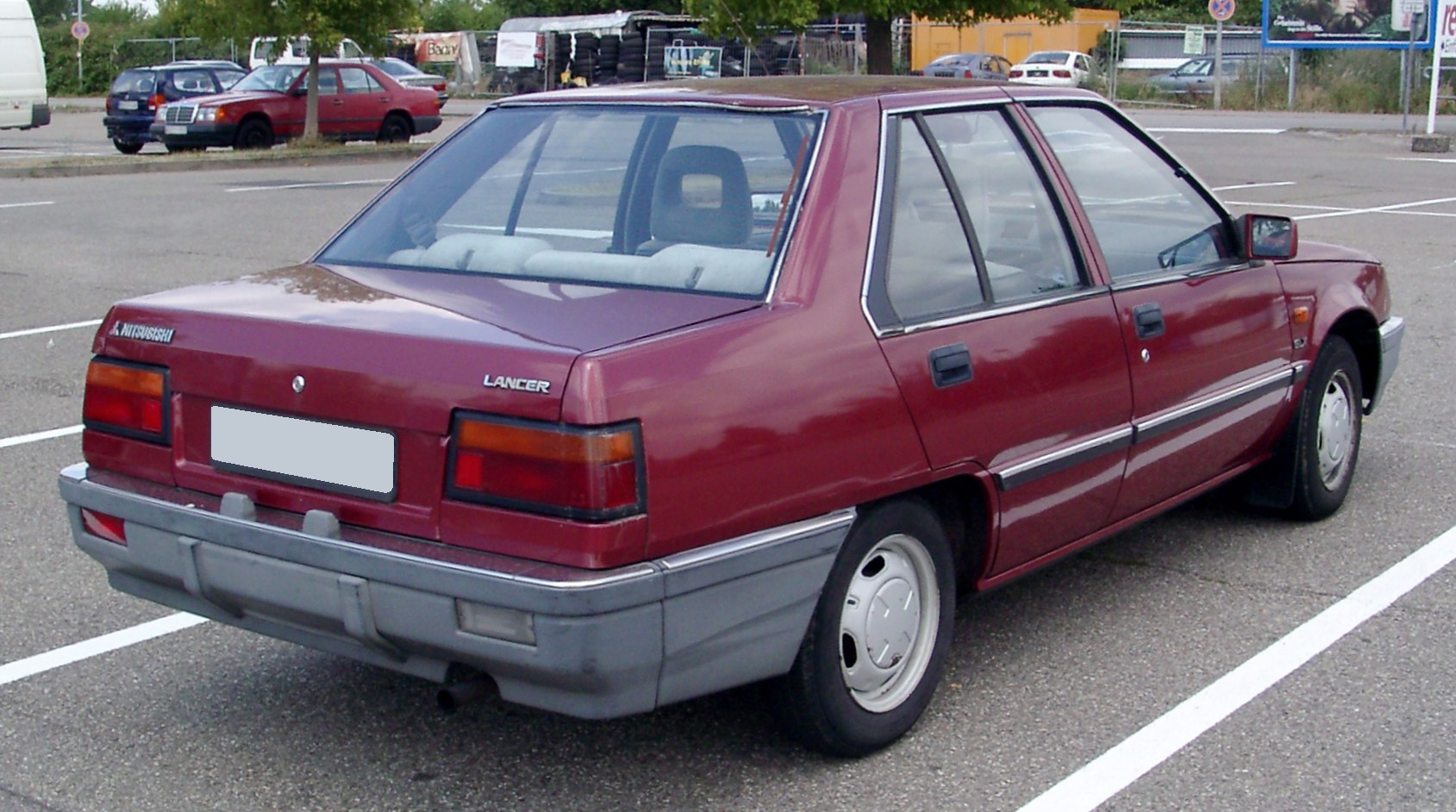

###### 第一代寶騰Saga
馬來西亞的寶騰汽車以第二代Lancer Fiore為原型，於1985年開始换牌生產第一代寶騰Saga。全車系皆為四門轎車之設計，配有1.3L直列四缸SOHC 4G13/G13B型及1.5L直列四缸SOHC 4G15/G15B型等二具引擎。除了馬來西亞以外，該車款在孟加拉、紐西蘭、汶萊、馬爾他、斯里蘭卡，甚至英國等市場也廣受歡迎。

### 第三代C60/C70系（1988年－1991年）
1988年 - 6月正式發表大改款的第三代車型，車名恢復使用單獨的「Lancer」而沒有其他綴名。原廠雖然將五門車型稱呼為「轎車」，但實質上屬於掀背車；另外Lancer自本代起成為Mirage的兄弟車。與同時期的三菱Eterna不同的是，四門凹背車只作為外銷之用，在日本市場並沒有設定。「GSR」旗艦車型採用1.6L直列四缸DOHC 4G61T型渦輪增壓引擎，搭配四輪傳動之設定，外形上像是同時期的Galant縮小版。
1989年 - 9月實施小改款，1.3L直列四缸SOHC 4G13型以及1.5L直列四缸SOHC 4G15型的引擎改成每汽缸三汽門，總共四汽缸十二汽門。
1990年 - 10月二度實施小改款，新增1.5L的經濟入門款「Elina」，以及4WD搭配4速自排的「SR」等二種車型。

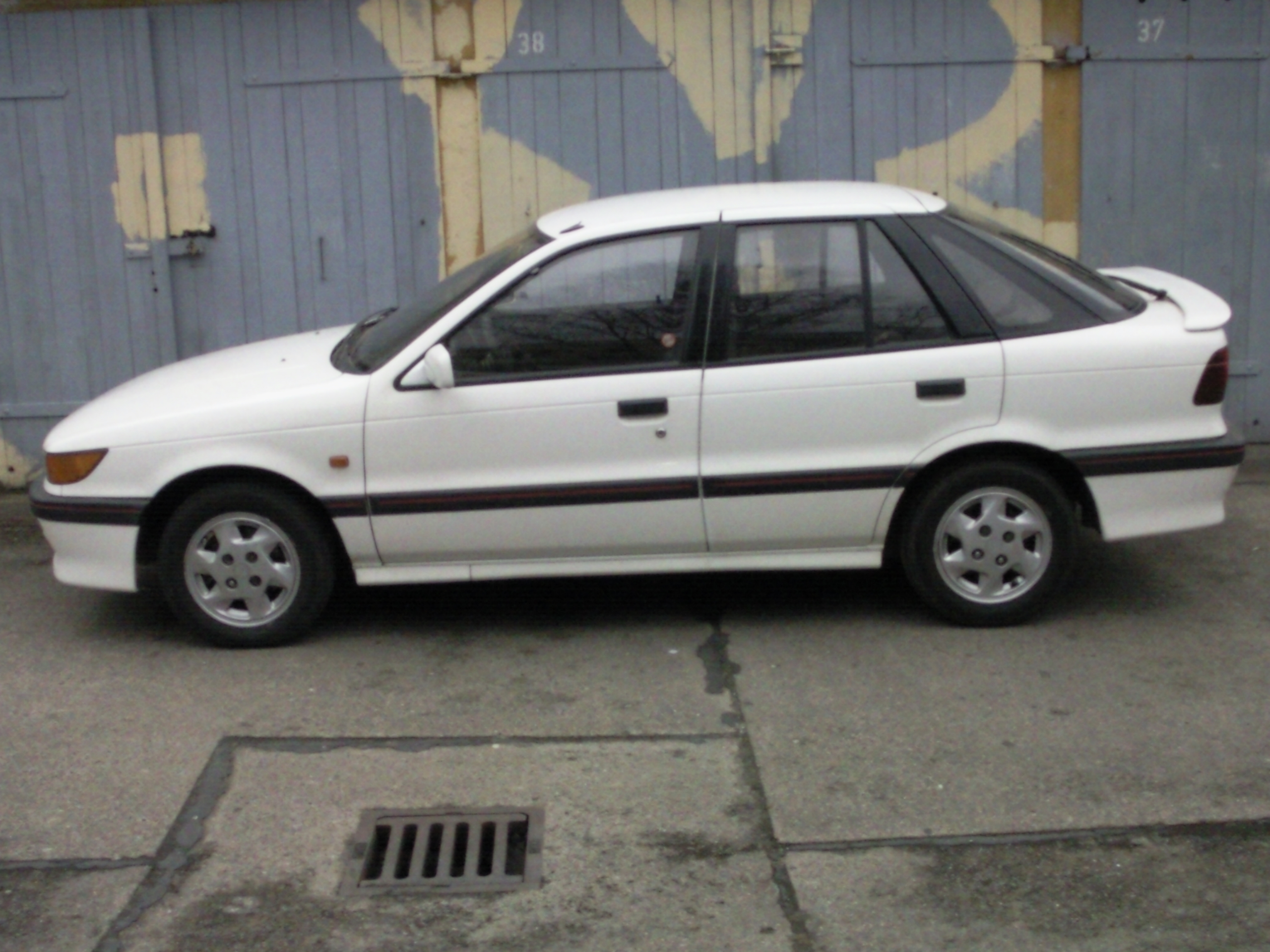
車側
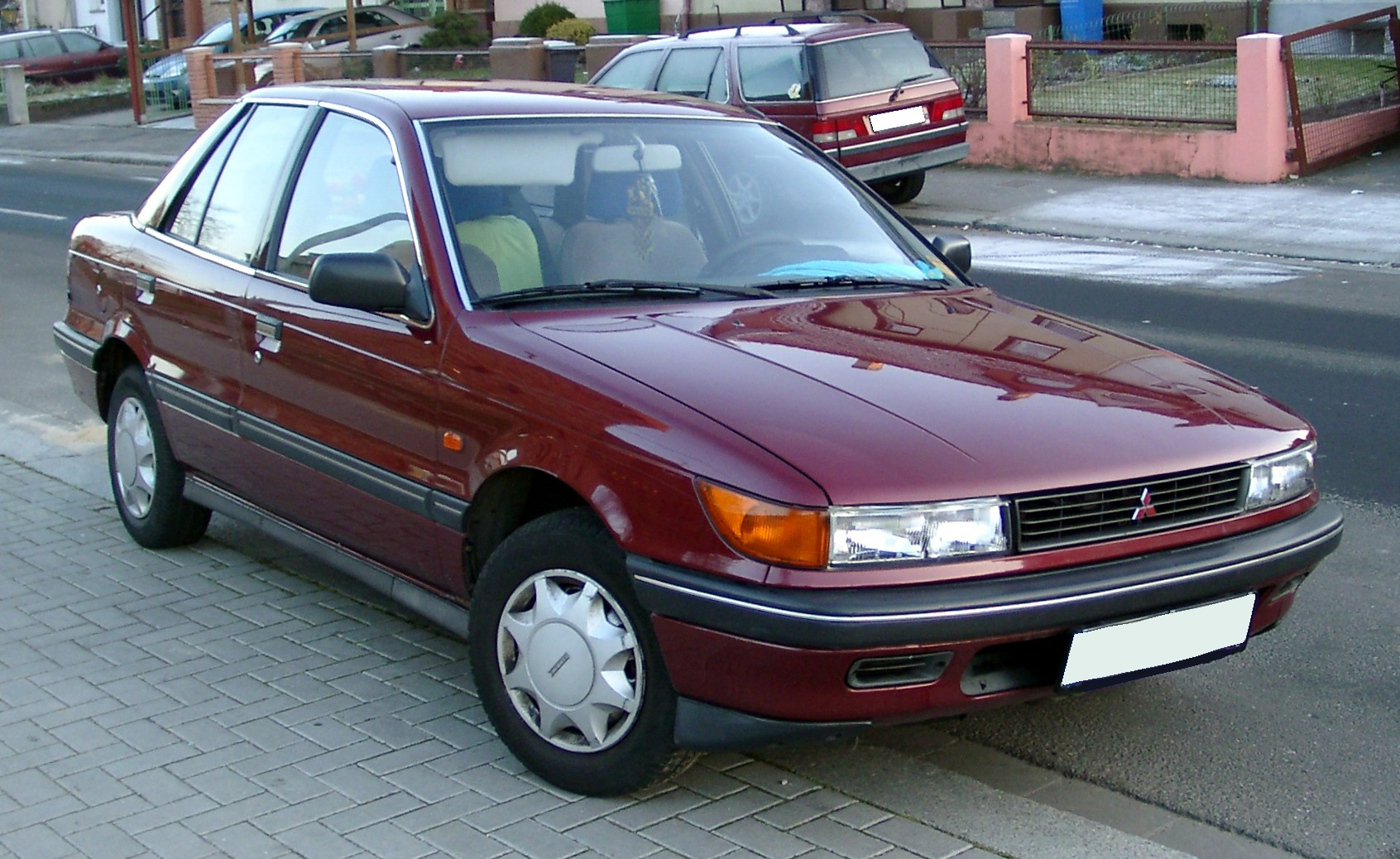
外銷五門車型
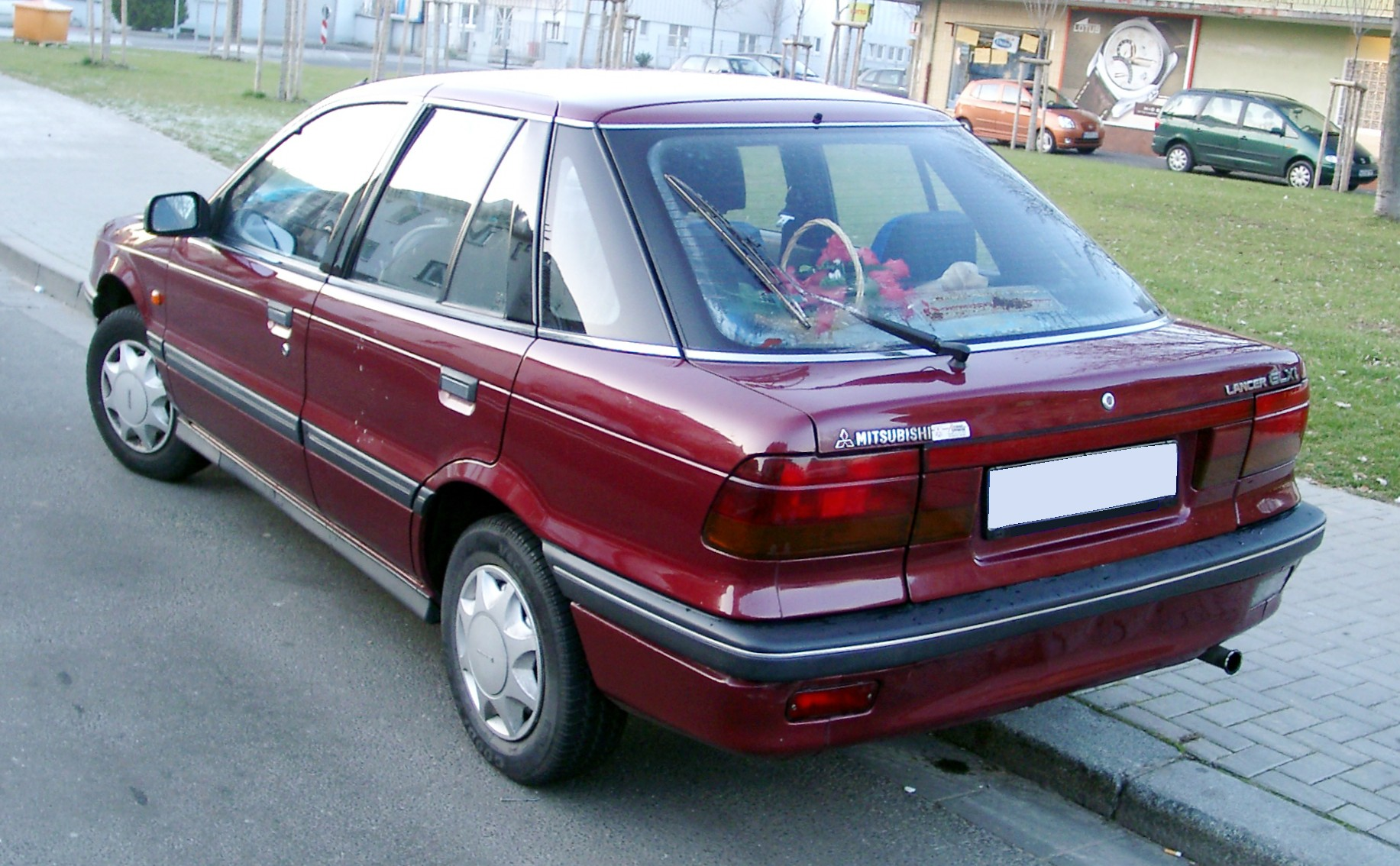
外銷五門車型
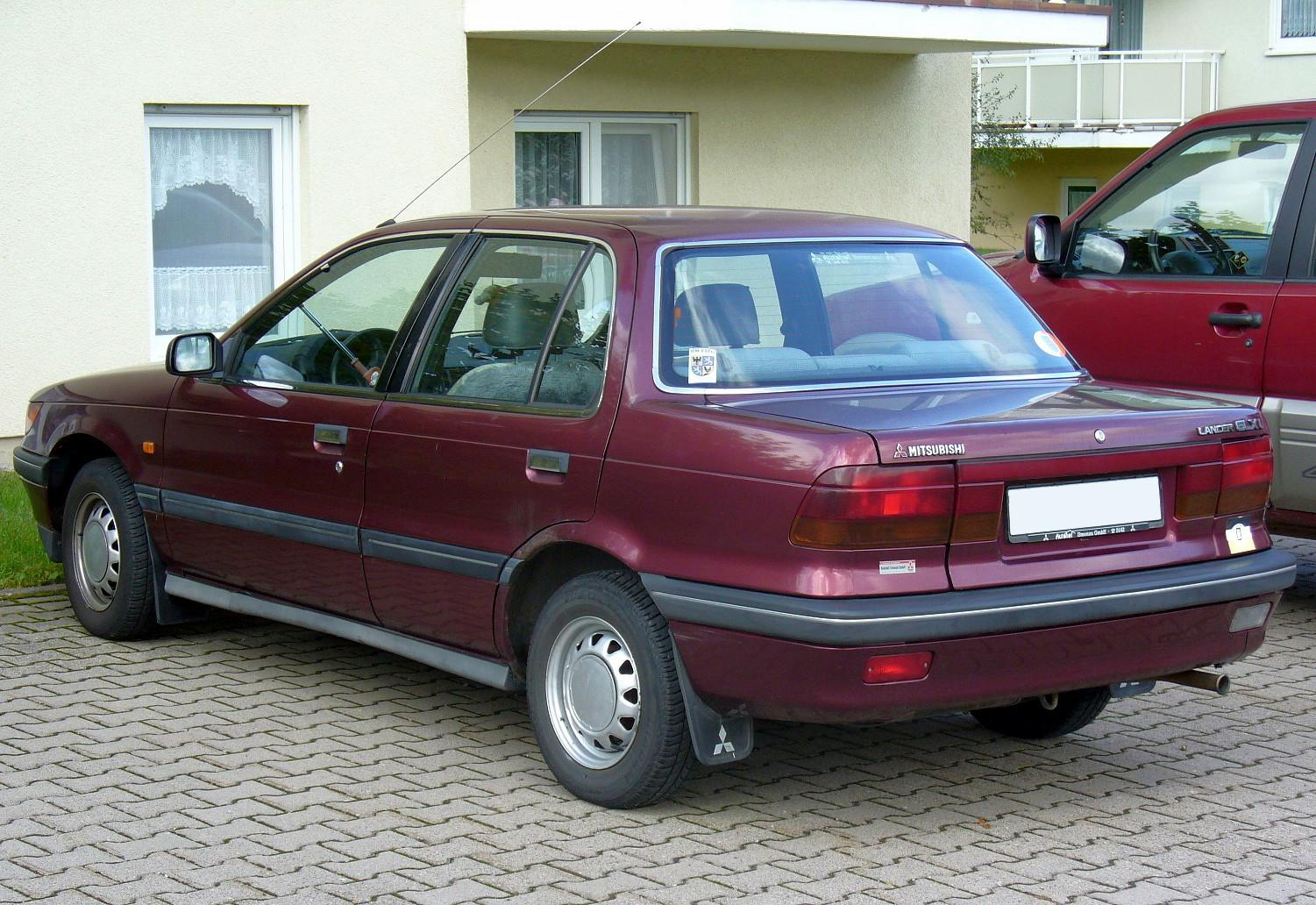
外銷四門車型
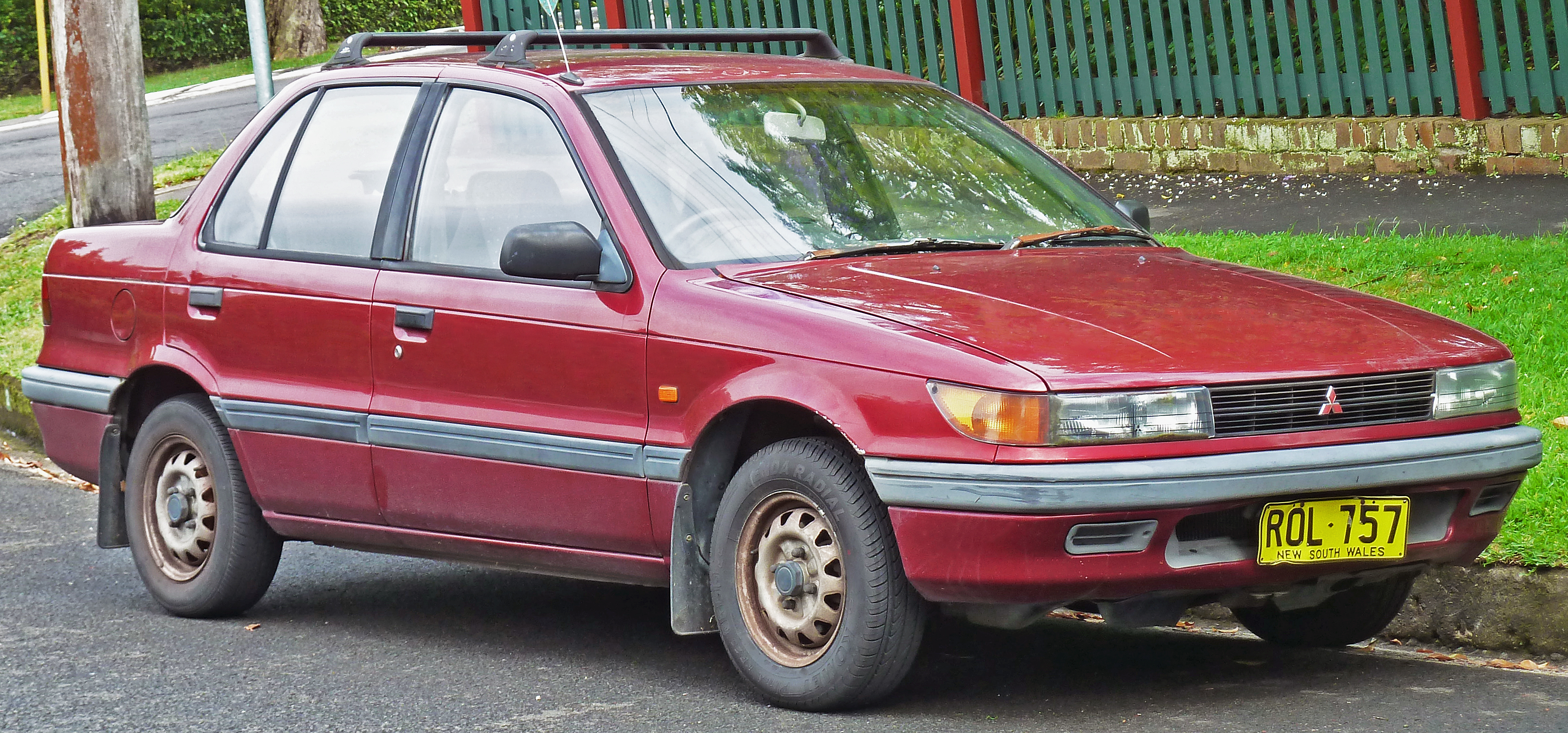
外銷四門車型

### 第四代CB0/CD0系（1991年-1995年）
1991年 - 大改款的第4代Lancer於10月正式問世，依舊沿襲上一代的策略，和兄弟車Mirage共用零組件，但刻意設計出更多差異，乍看之下像是不同的車種。旅行車型則以第二代Lancer Van繼續販售，直到1992年5月改由三菱Libero取代。動力心臟具有多元化的選擇，包括1.3L直列四缸SOHC 4G13型、1.5L直列四缸SOHC 4G15型、1.5L直列四缸DOHC 4G91型、1.6L直列四缸DOHC 4G92型、1.6L V型六缸DOHC 6A10型（這是當時全球最小的自然進氣V型六缸往復式汽油引擎）、1.8L 直列四缸DOHC 4G93型渦輪增壓引擎以及1.8L直列四缸SOHC 4D65型柴油引擎等。從此代開始，以運動化車型GSR/SR為基礎而改造的三菱Lancer Evolution正式衍生而出。
關於教練車，原廠以此代車型替代Galant，但為了符合車長須超過4,400mm的規定，前後保桿為加大的美規式樣。教練車車型並不是以Lancer為車名，而是叫做「三菱教練車」。這一代Lancer銷往北美洲市場時，更名為「三菱Mirage Sedan」。
1992年 - 值得注意的是2月發表名為「三菱Lancer 6」的車型，所搭載的1.6L V型六缸DOHC 6A10型引擎是當時全球車壇容積量最小的V型六缸引擎，打破了原先由馬自達MX-3所保持的紀錄。
1993年 - 12月中華汽車工業正式推出國產化的第四代Lancer，稱之為「三菱菱帥」。產品行銷策略以「全員尊重」為主軸，成功奠定家庭房車的形象，翌年便以7%的市場佔有率成為最暢銷車款，並奪下1994年度風雲車的頭銜。
1995年 - 5月臺灣市場實施小改款，其中「頂級菱帥」車型導入美規保桿、ABS防鎖死煞車系統、鋁合金輪框、前霧燈、電動天線、雙安全氣囊、四輪碟煞等，如此豐富的配備在當地1.6L房車級距中相當少見。直到1996年11月最終生產數量達到80,932輛為止，中華汽車共推出過「Exceed」、「Gentle」、「I do」、「Colorful」....等特仕車型。

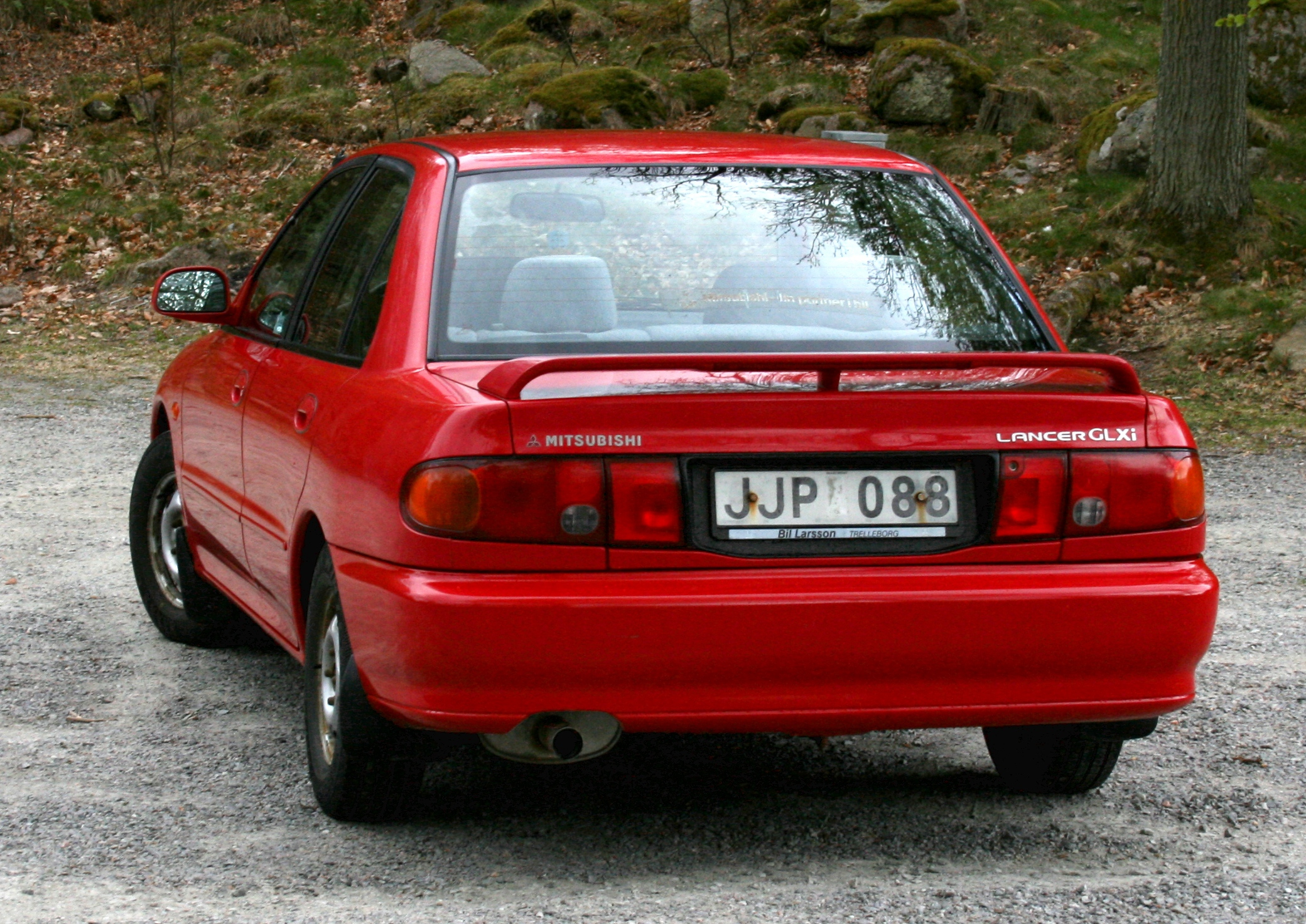
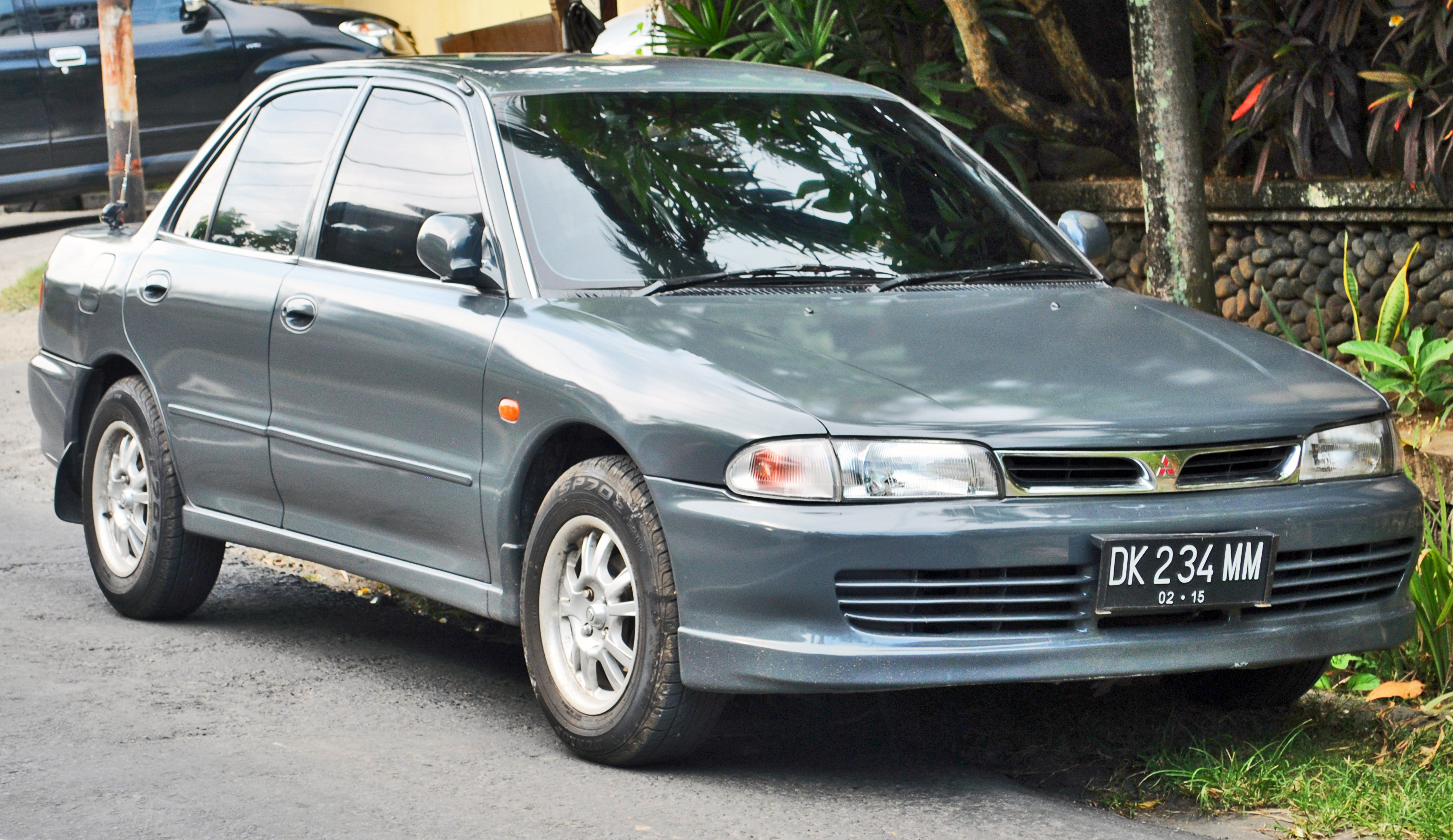
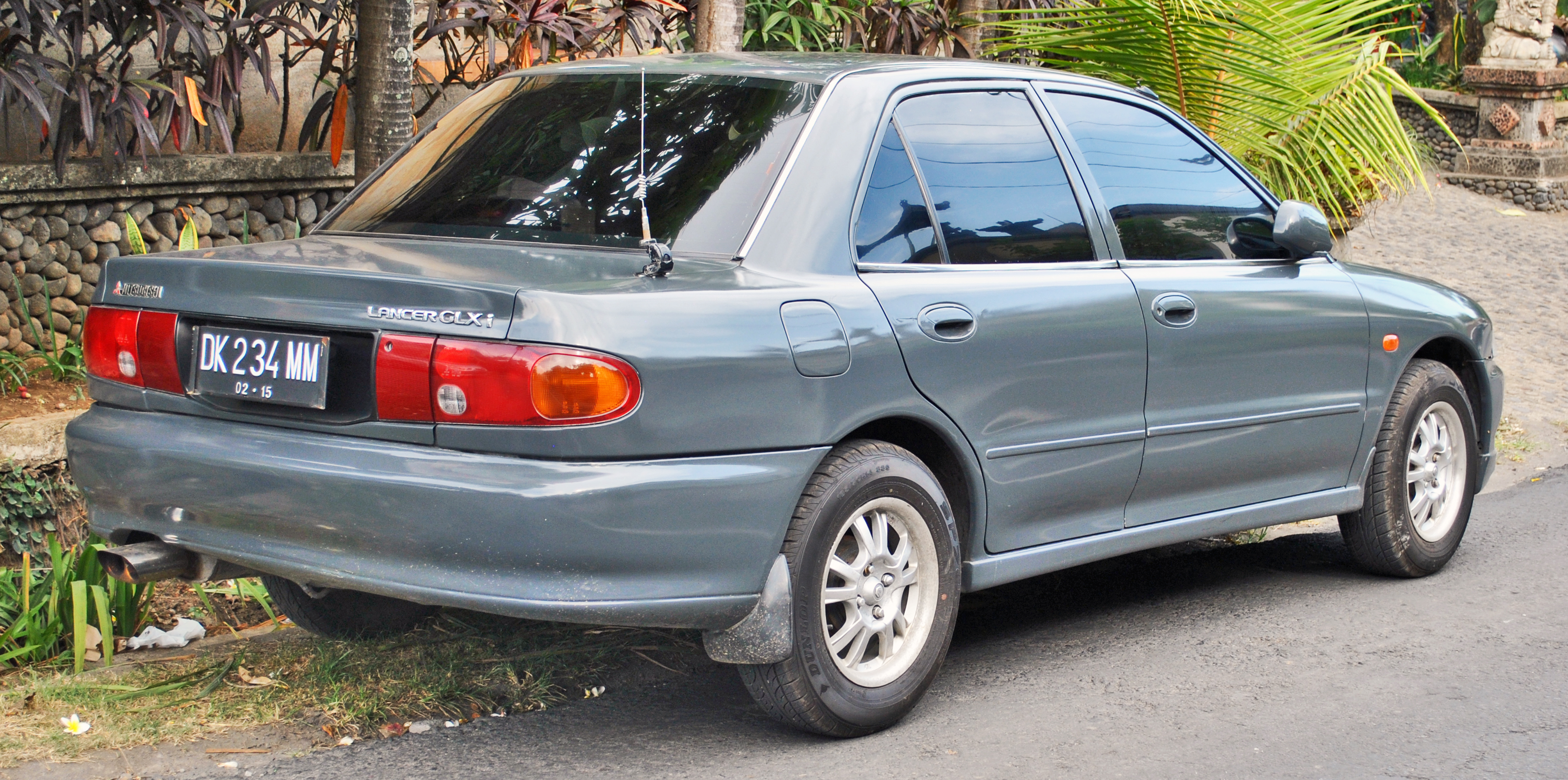
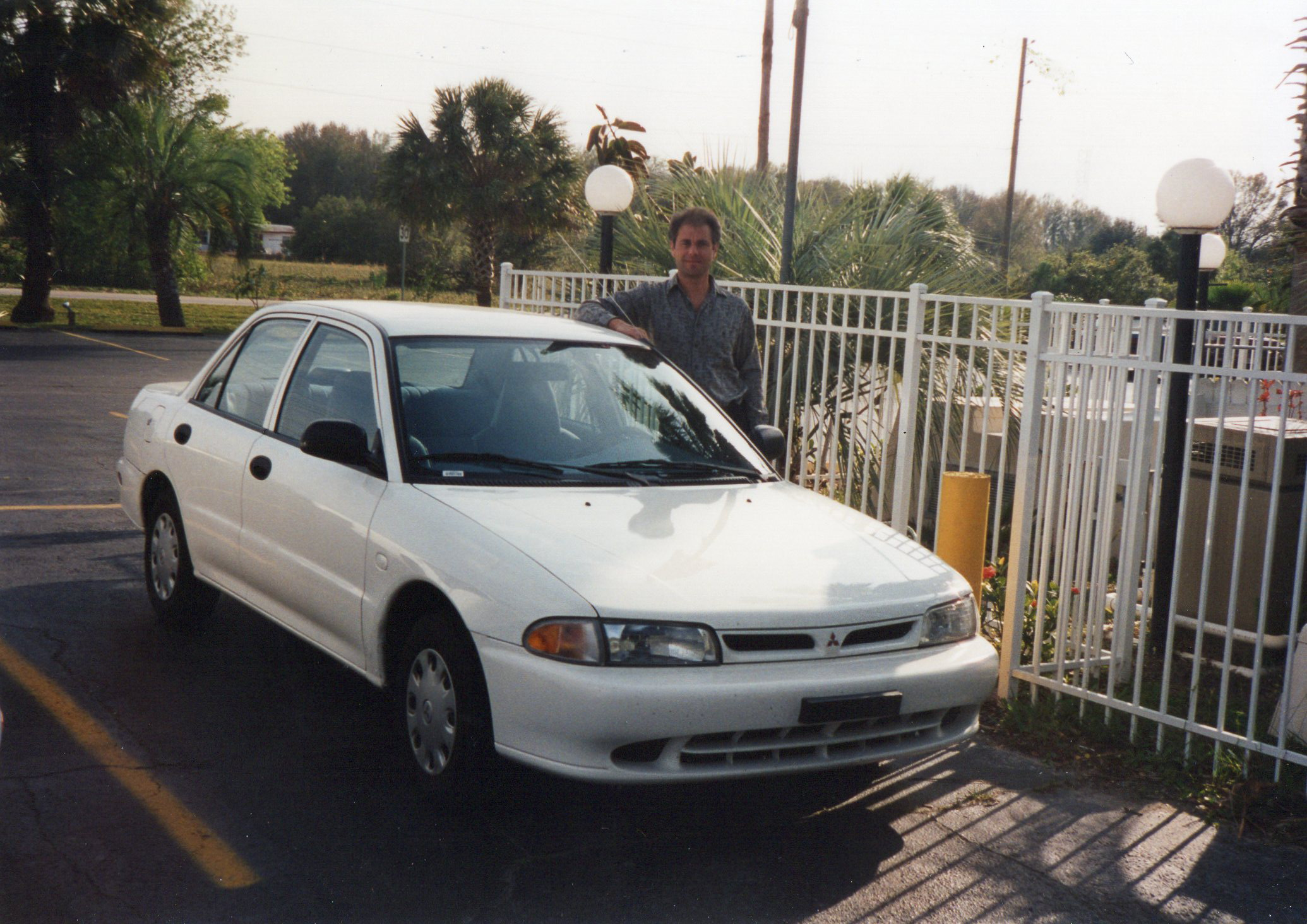
北美版稱為Mirage Sedan
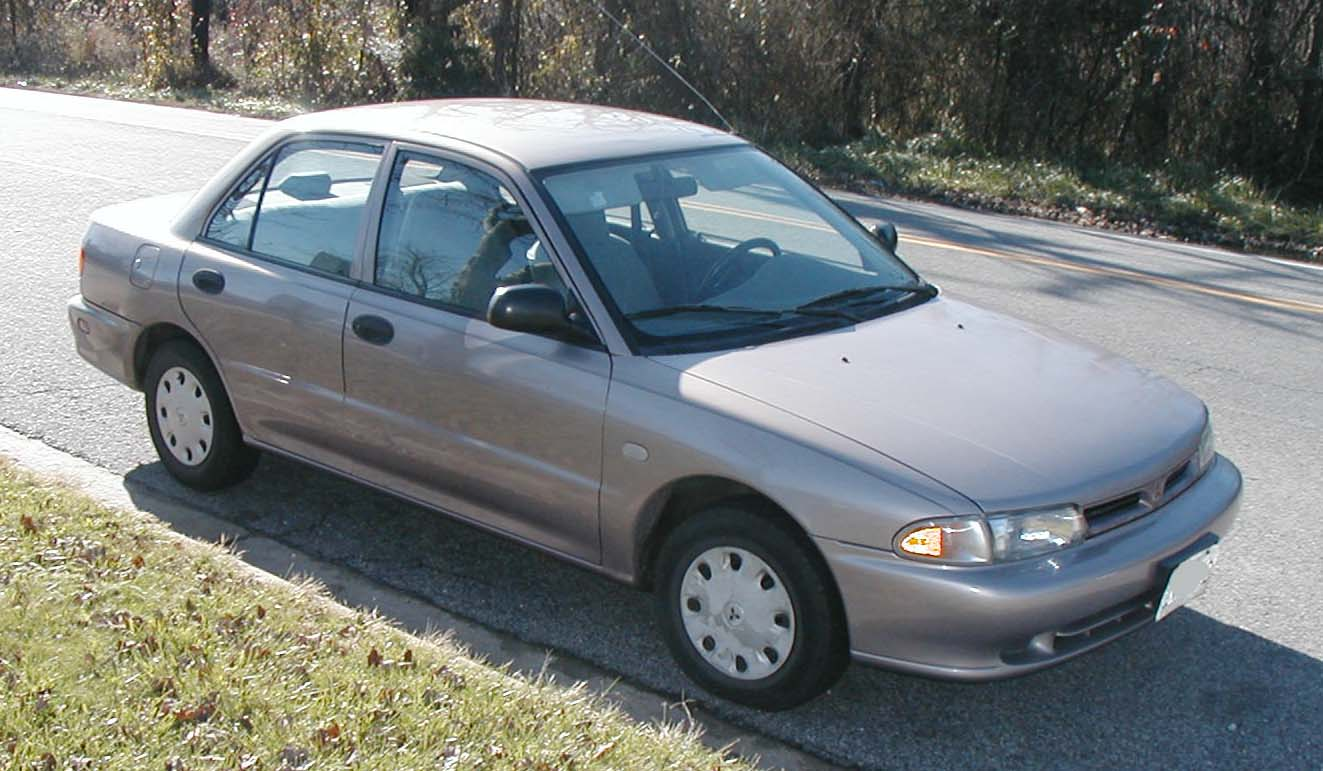

#### 寶騰汽車之衍生車種
1993年 - 馬來西亞的寶騰汽車以第四代Lancer的CB2A–CB4A-CD9A平台，自行修改儀表板、進氣格柵、引擎蓋等處之外觀設計，並沿用第四代Mirage四門凹背車的頭燈、前保桿及前擋泥板，以及第六代Galant五門斜背車的尾燈，推出了四門轎車及五門斜背車寶騰Wira。
1994年 - 寶騰汽車於年底推出三門掀背車寶騰Satria，並沿用第四代Mirage Colt外觀，但前保桿和擋泥板略有出入。
1996年 - 寶騰汽車於年底推出二門轎跑車寶騰Putra，並沿用第四代Mirage Asti外觀，機械構造近似第四代Lancer，頭燈與尾燈可彼此互換，但前保桿和擋泥板略有出入。
2002年 - 寶騰汽車推出二門多功能轎跑車或轎式皮卡貨車寶騰Arena，大部分機械構造皆源自第四代Lancer，車頭造型與前半段車廂近似四門轎車寶騰Wira，車身後半部則為開放式車斗。

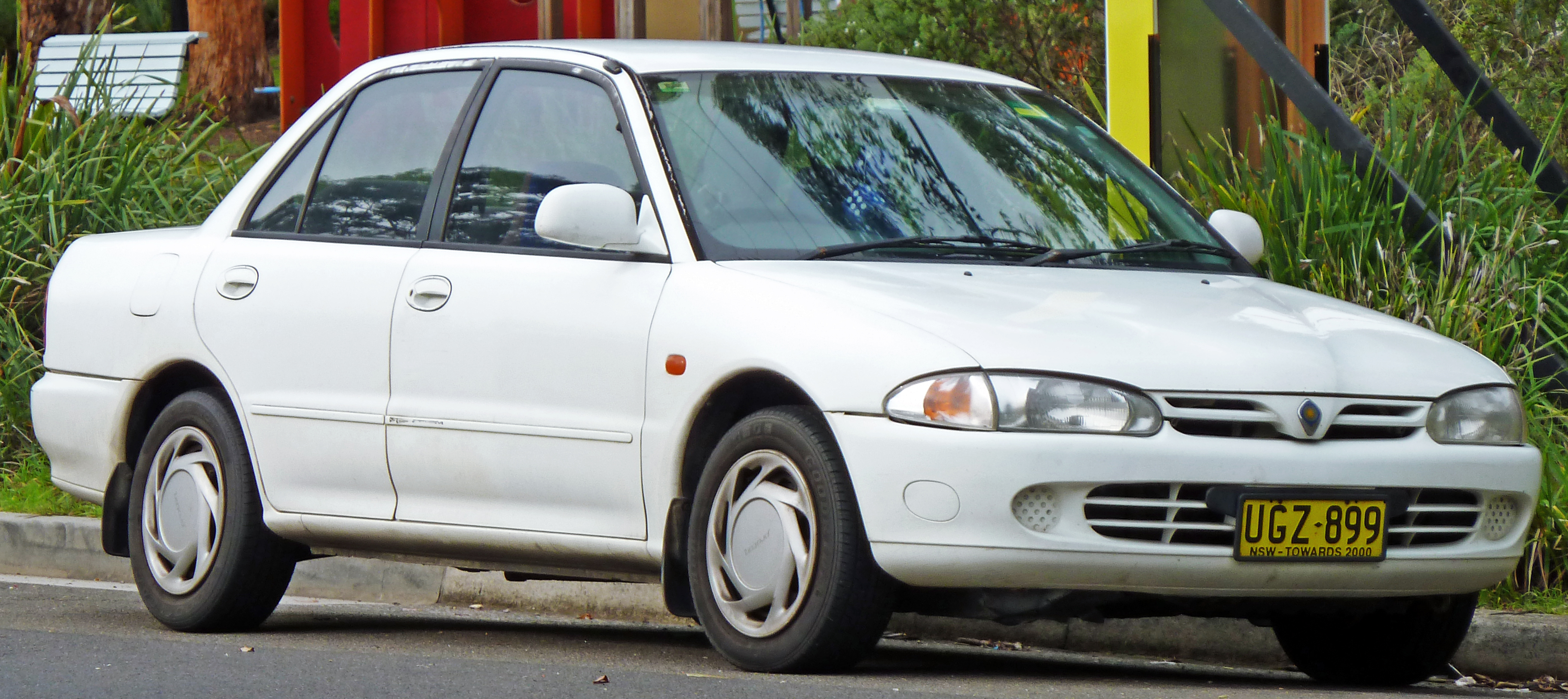
衍生車款寶騰Wira
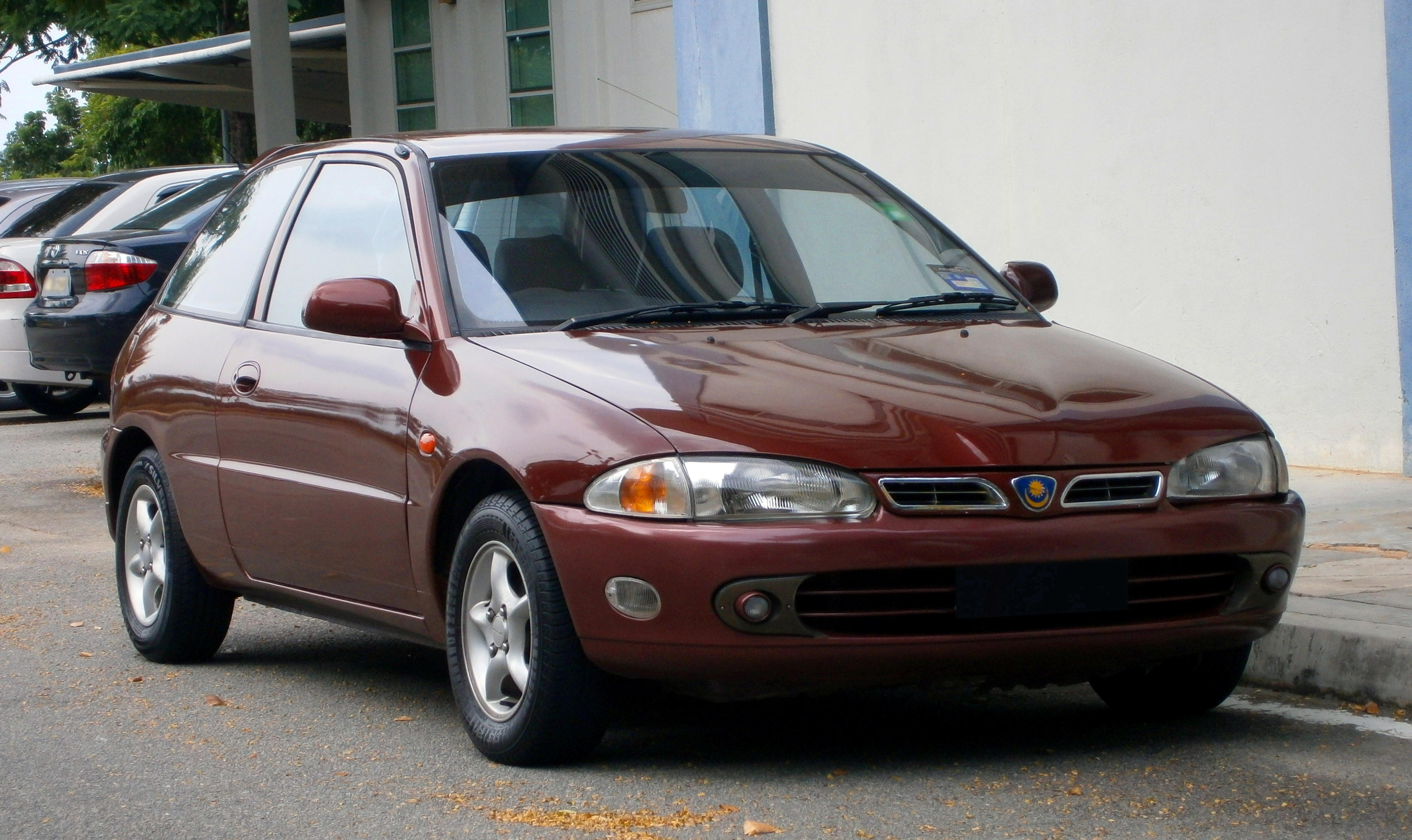
衍生車款寶騰Satria
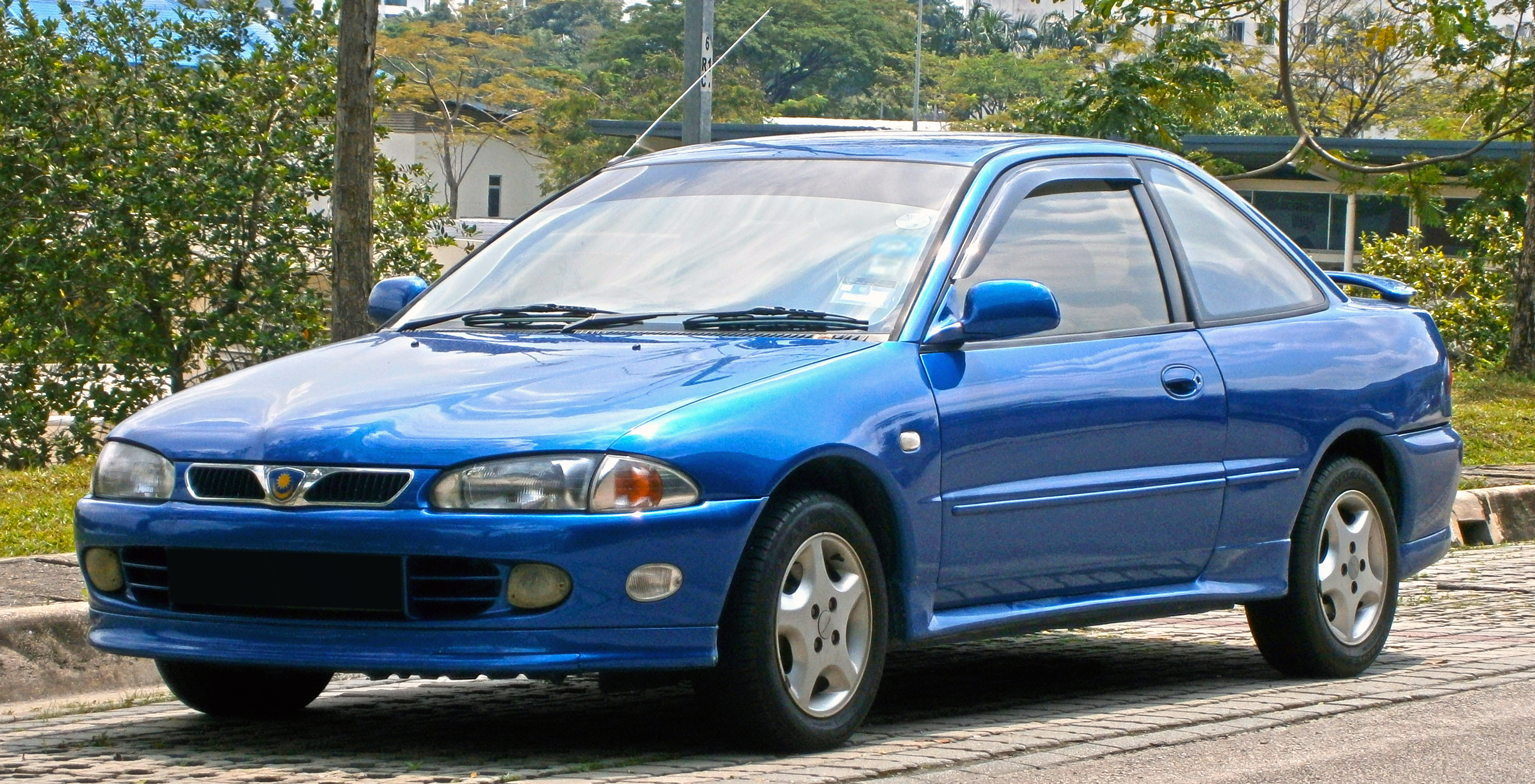
衍生車款寶騰Putra
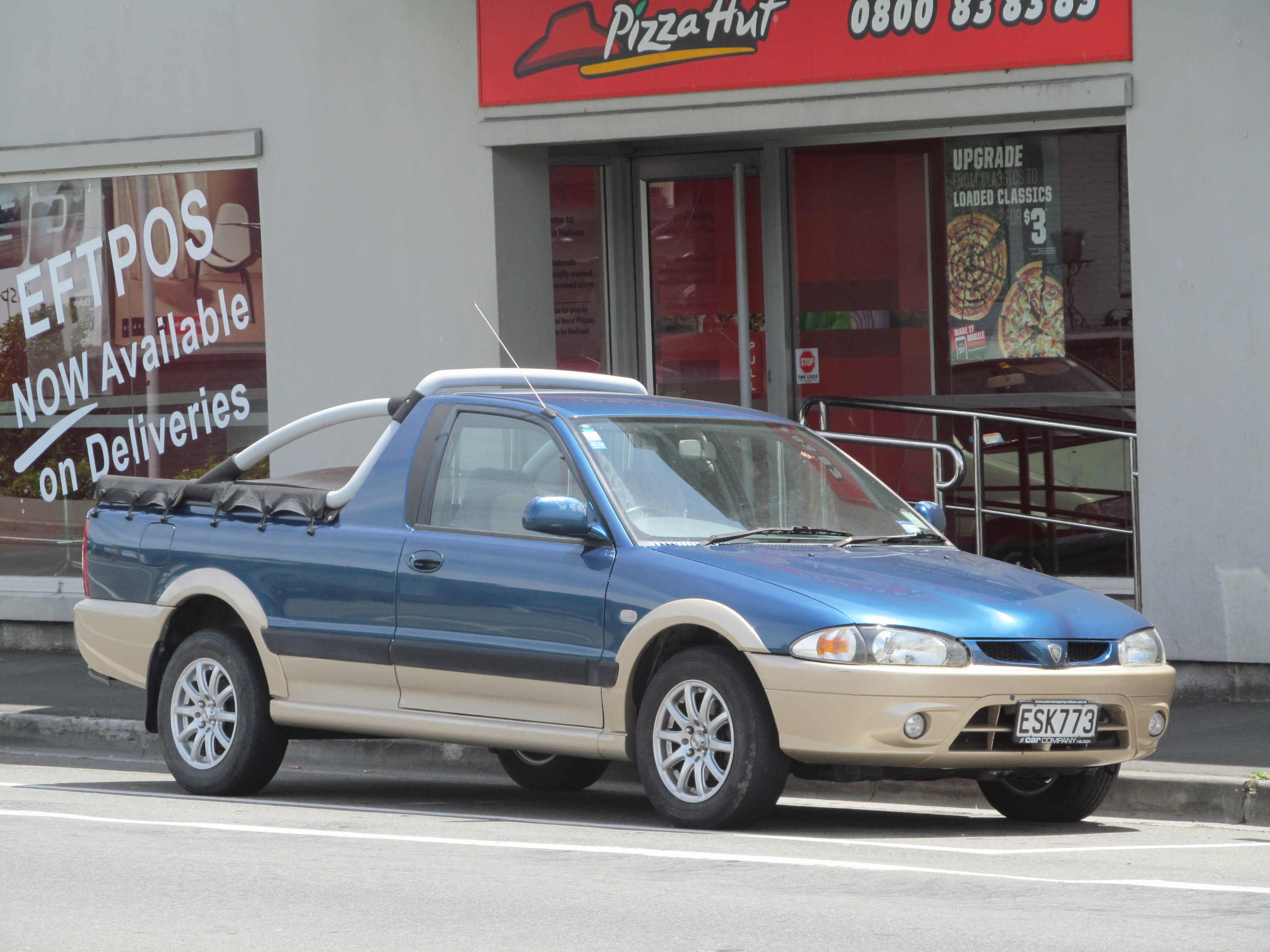
衍生車款寶騰Arena

### 第五代CK0/CM0系（1995年-2000年）
1995年 - 10月日本市場正式發售第五代Lancer，受到日本泡沫經濟破裂的影響而極力降低成本，於是絕大多數的零組件與Mirage共用，兩車種的差異僅僅在於水箱罩、行李廂等處。動力心臟除了從1.6L V型六缸DOHC 6A10型變更成1.8L V型六缸SOHC 6A11型引擎之外，其餘設定大抵未做變動。搭載MIVEC引擎的接單生產中，更設定了具備汽缸休止技術的MIVEC-MD規格。此代的外觀設計比前一代更運動化，而且由於INVECS-II型變速箱的緣故，引擎與變速箱位置和上一代相反。教練車車型去除Lancer之名，叫做「三菱教練車」，因換裝美規大型保桿而拉長車身長度。
1996年 - 臺灣中華汽車於11月27日發表國產化的第五代Lancer，推出1.8L級距的「Lancer Virage」，採用INVECS-II型變速箱搭配「Sports-Mode」手自排兩用系統，擁有同級車最大的140匹馬力。運動化的外觀及三角形尾燈神似第一代賓士C-Class，獲得許多年輕客層的喜愛。在內裝方面也屬於同級競品中的佼佼者，包含真皮座椅、12片CD音響、後座遮陽簾、全車環艙木紋飾板等配備，並可加價選配前座雙安全氣囊。Lancer Virage不僅挑起臺灣國產中型房車之戰，也促使該級距跨入1.8L引擎的領域，一直延續至今。
1997年 - 1月中華汽車發表1.6L的國產化第五代Lancer，同樣配置INVECS-II型變速箱。自此之後，臺灣市場開始區分成1.6L Lancer及1.8L Virage兩種車型。同年8月日本市場實行小改款，頭燈內部改為多面反射鏡，尾燈的配色也改變了，停銷1.5L直列四缸SOHC 4G15型引擎的車型。
1998年 - 12月臺灣市場實施小改款，全車系導入「Sports-Mode」手自排兩用系統、圖像式電腦恆溫空調、米色內裝配核桃木飾板等。另推出運動化版特仕車「Virage iO」，外觀上具備燻黑頭燈、運動化水箱罩等，內裝則換成黑色皮椅與金屬飾板等。
2000年 - 5月隨著大改款第六代Lancer的上市，日本市場停售第五代。不過其他地方仍繼續生產銷售：在印度除了第五代以外，第六代Lancer改稱「Cedia」一併於2006年發售（但取消「寶雷臉」車頭造型小改款後，改稱「Cedia Sports」），再加上進口的Lancer Evolution X，形成市面上同時有三種車款發行的奇特現象。直到2012年6月Lancer停產，翌年2013年Cedia Sports停產，Lancer Evolution X也於同年稍晚停止引進該地。

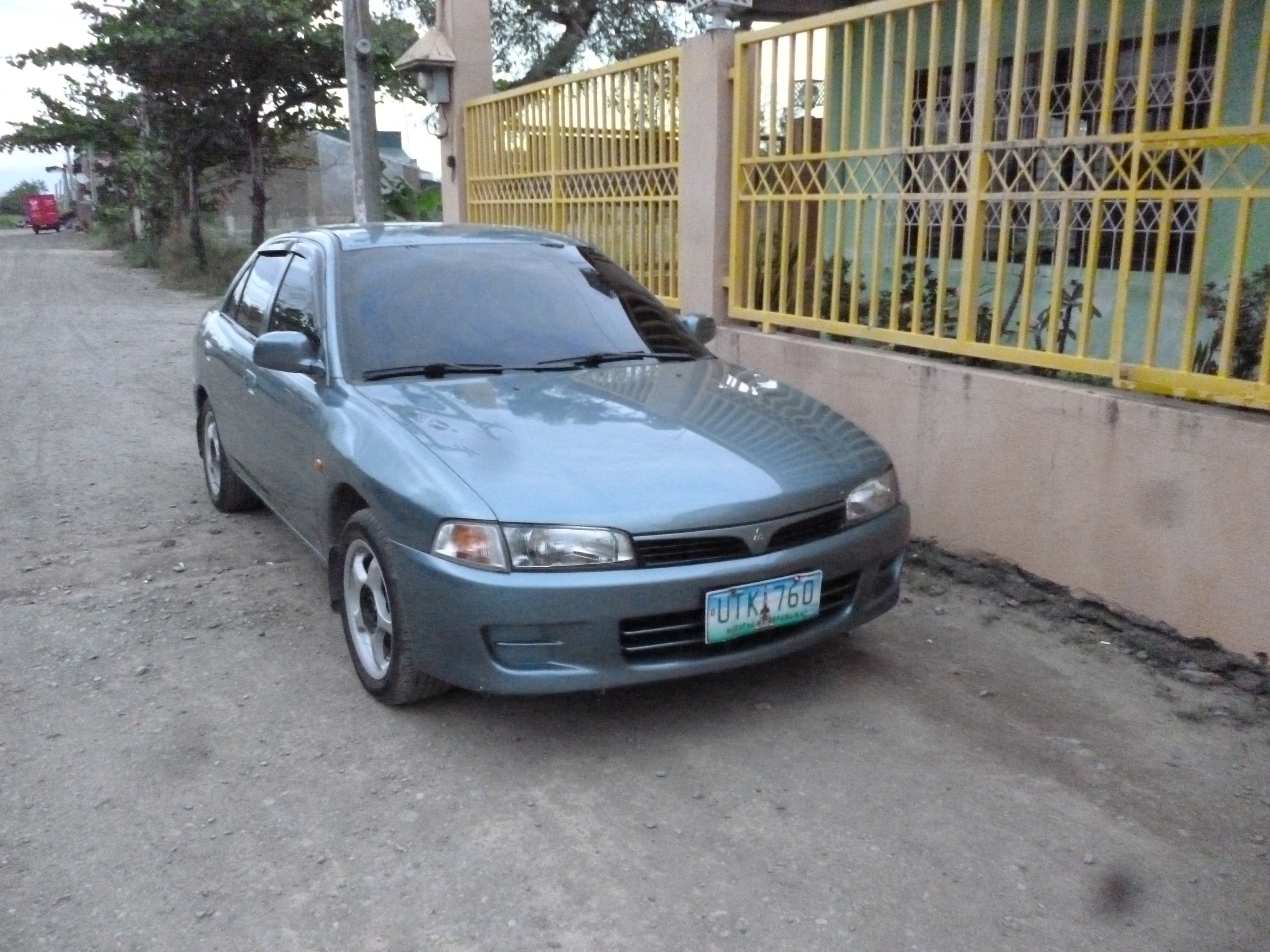
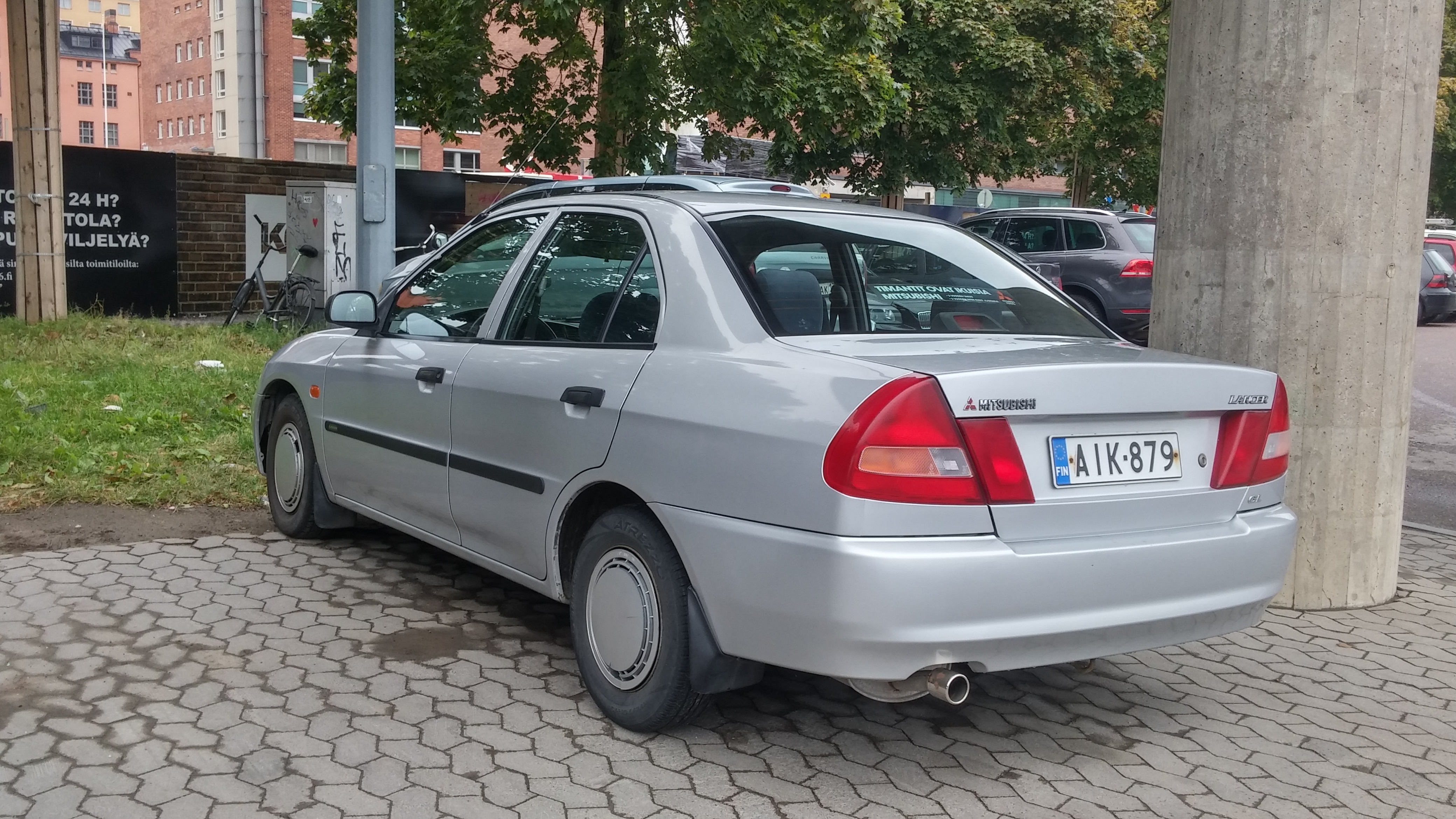

#### 東南汽車之衍生車種
在中國市場裡，東南汽車以第五代Lancer後期車型為基礎，搭載1.6L直列四缸SOHC 4G18型引擎輔以INVECS-II變速箱，掛上東南汽車的品牌發行「東南菱帥」。該公司同時也組裝生產掛著三菱品牌的「三菱藍瑟」，車頭進氣壩的設計卻源自時任三菱汽車設計總監的法國籍汽車設計師奧利佛·寶雷主導的「寶雷臉」。前者於2008年大改款，改名為「東南V3菱悦」。V3菱悅採用哈爾濱東安汽車發動機製造公司所供應的1.5L直列四缸DOHC 4G15M型引擎，這家通稱為三菱東安的引擎製造公司乃三菱汽車與東安發動機公司合資設立。2012年V3菱悅實施幾乎大改的小改款，使用酷似後述第六代Lancer後期型的外觀設計，且於2018年8月換裝由瀋陽航天三菱汽車發動機製造公司投產的1.5L直列四缸DOHC 4A91型引擎。

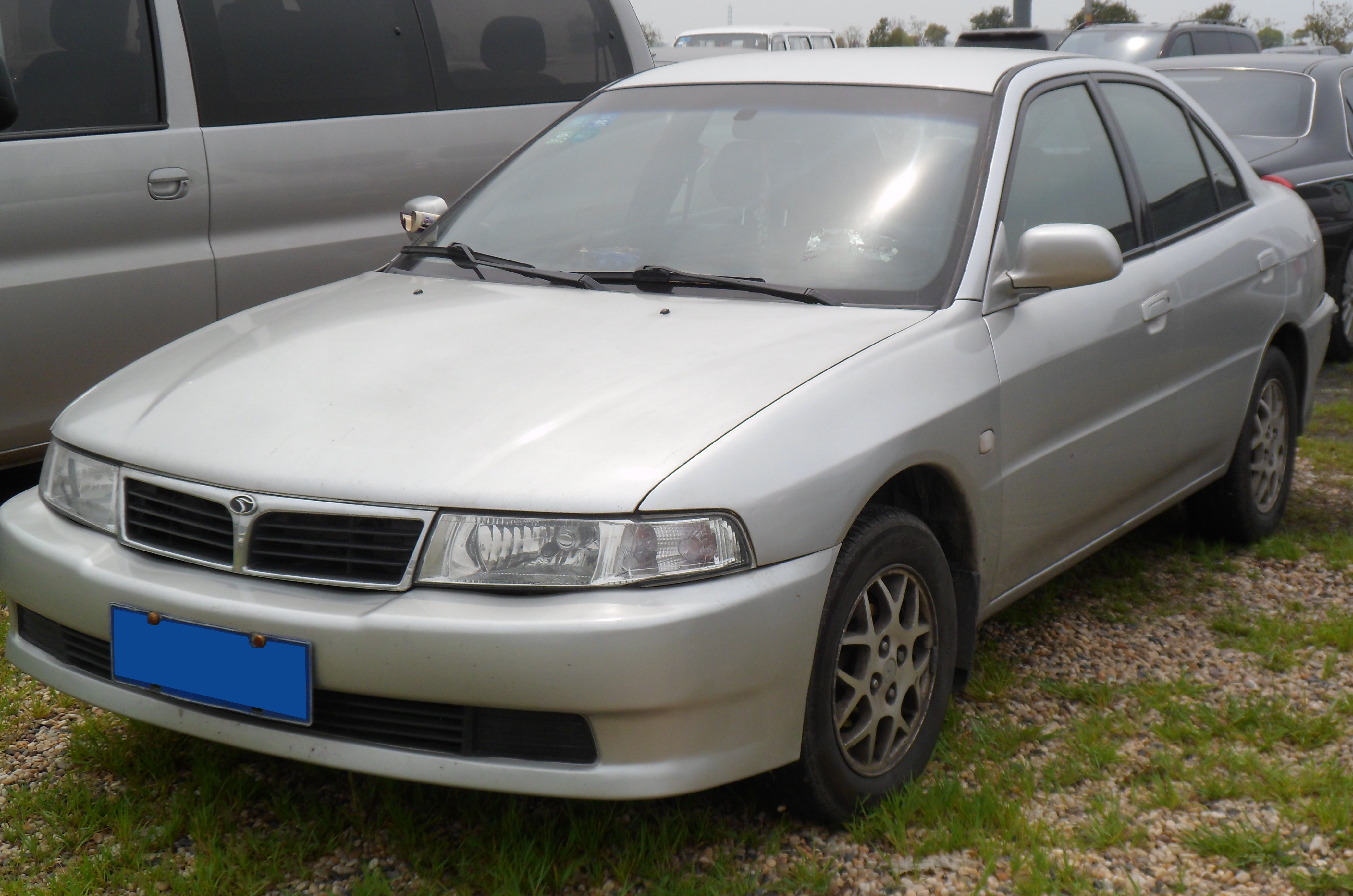
東南菱帥車頭
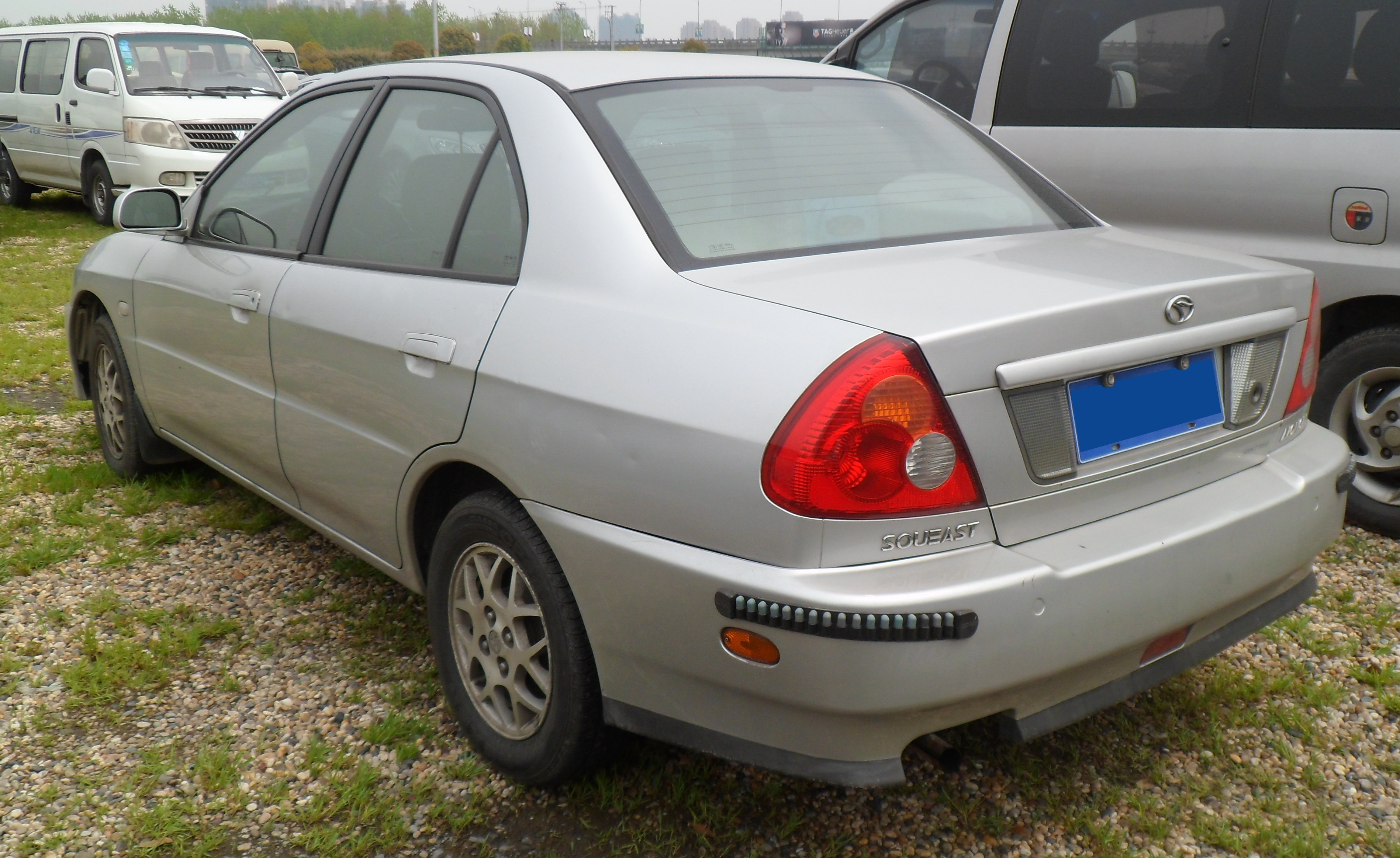
東南菱帥車尾
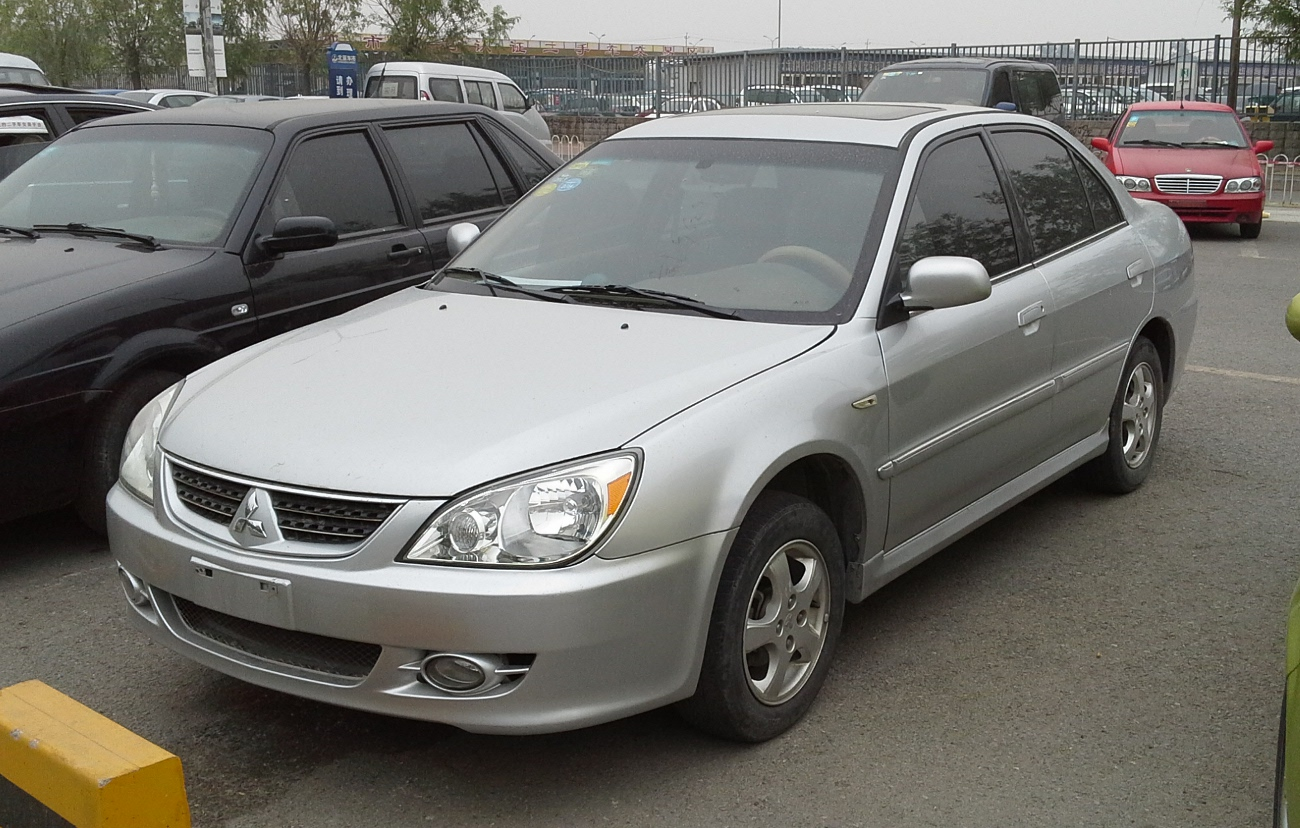
東南汽車修改的三菱藍瑟車頭
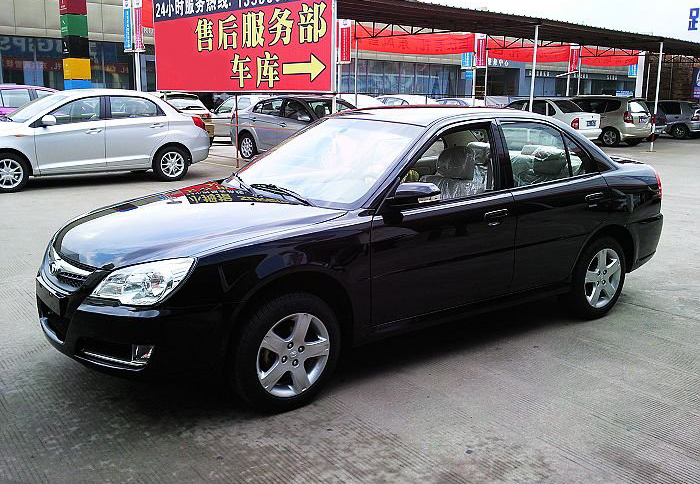
東南V3菱悦

### 第六代CS0系（2000年-2010年）
2000年 - 5月日本市場正式推出大改款的第六代Lancer，同時與Mirage Sedan統合。由於也在「Car Plaza」經銷商體系販售，車名稱為「Lancer Cedia」。動力心臟來自1.5L直列四缸DOHC 4G15型，搭配INVECS-III型CVT無段變速系統之下可輸出最大馬力為100hp / 6,000rpm、最大扭力為14.0kg·m / 3,500rpm。
1.8L直列四缸DOHC 4G93型引擎則搭配可模擬六速的「INVECS-III + Sport Mode」變速系統，得以搾出最大馬力130hp / 6,000rpm、最大扭力18.0kg·m / 3,750rpm。全新設計的底盤使得軸距來到2,600mm，營造出比前一代更大的車室空間。在懸吊系統方面，1.5L車型為採前麥花臣支柱式、後拖曳臂多連桿之設計，1.8L Touring車型更在後輪懸吊追加防傾桿。延續第四、五代的傳統，教練車車型仍保留下來，依舊稱作「三菱教練車」（2003年為止）。車身尺寸比普通車型更大，然而沒有像前兩代那樣安裝美規保險桿。2001年2月大改款的Lancer Evolution VII，乃是以此代車型作為基礎。
同年11月18日三菱Lancer Cedia Wagon發售，用以取代三菱Libero。12月中華汽車推出國產化的第六代Lancer，區分成1.6L Lancer、1.8L Virage、運動化1.8L Virage iO等三種車型，引擎動力仍沿用上一代，但是變速箱改換成可模擬六速的「INVECS-III + Sport Mode」系統，並可以加價選配新開發的「G-NET雙向護衛領航系統」、Panasonic GPS 衛星導航系統等配備。
2001年 - 5月實行部分改良，為了迎合部分消費者的需求，推出價格比較便宜的版本，搭載非缸内直噴型的1.5L直列四缸SOHC 4G15型引擎搭配五速手排變速系統。另外在外觀上的差異是沒有多面反射鏡式頭燈，因此從四顆鹵素燈泡（近、遠燈各自獨立）改成二顆（近、遠燈兼用）。
2002年 - 澳洲於7月正式販售第六代Lancer，順應當地市場習性一律使用2.0L直列四缸SOHC 4G94型的動力心臟。
2003年 - 1月6日三菱Libero Cargo的後繼車款Lancer Cargo正式問世。2月實施小改款，車名取消Cedia改回Lancer。受到汽車廢氣排放規定（（日語）自動車排出ガス規制）趨嚴的影響，停止使用燃油缸內直噴式的1.5L直列四缸DOHC 4G15型引擎，轎車版的「1.5 MX Touring」車型改用1.5L直列四缸SOHC 4G15型引擎，輪胎也從15吋降為14吋。在外觀方面，車頭進氣壩改成由奧利佛·寶雷主導設計的「寶雷臉」，全車系的頭燈改成二顆鹵素燈泡式。
臺灣市場亦於同年5月17日推出小改款「Global Lancer」，同樣改成「寶雷臉」的車頭造型，但尾燈延伸至後車廂門，並將藍牙無線通訊系統列為全車系標準配備，頂級車型甚至標配電子三段式調整懸吊系統；性能版的1.8L Virage iO則新設原裝進口Lancer Evolution三幅式方向盤、類手排排檔頭、賽車筒椅等配備。
2004年 - 日本市場在1月推出「Lancer Ralliart」，可選擇轎車或旅行車之外型，所搭載的1.8L直列四缸DOHC 4G93型渦輪增壓引擎可輸出165匹馬力。可是為了和Lancer Evolution有所區隔，驅動方式為FF、變速系統為四速自排；標準配備有可降15mm車身高度的懸吊系統、引擎室拉桿、16吋輪胎與專屬鋁圈、全車空力套件、Recaro賽車桶椅等。同年北美市場進行小改款，新增「Ralliart」、「LS Sportback」、「Ralliart Sportback」等三種車型，皆搭載2.4L直列四缸SOHC MIVEC 4G69型引擎。依照調校程度的差異，Ralliart的動力表現為162hp / 162lb⋅ft，Sportback的動力則是160hp / 162lb⋅ft。
2005年 - 1月日本第二度實施小改款，除了「Lancer Ralliart」車型之外，其餘車型更動進氣壩之設計，然而海外版Lancer仍舊維持「寶雷臉」車頭造型。新增2.0L直列四缸SOHC 4G94型引擎之動力選擇，用以取代原來的1.8L直列四缸DOHC 4G93型引擎。同年9月10日臺灣中華汽車推出「Lancer Spirit 1.6」與「Lancer Gentle 1.8」二款特仕車，前者的外觀配備是戰斧利刃型水箱護罩、側裙、大型擾流尾翼、鯊魚鰭造型音響天線等，內裝方面則是黑灰雙色皮布座椅、真皮包覆方向盤、霧銀金屬環艙飾板等。後者在外觀方面具備水滴式鑽帶方向燈、超白光大型鷹眼晶鑽頭燈及LED尾燈，內裝則有7吋VCD影音系統、前置單片吸入式CD音響及電動天窗等。
2007年 - 6月日本停止發售Lancer車系的旅行車車型，以及轎車車型的1.8 Ralliart、2.0 Exceed Navi、1.5 MX Touring等，包含日本、部分東南亞新興國家在內，三菱Galant Fortis上市之後仍繼續販賣第六代Lancer。但這種Lancer主要是使用1.5L直列四缸SOHC 4G15型引擎的「MX-E」系列：「MX-E Navi」、「MX-E」、「MX-E Business Package」等車型，以及使用1.8L直列四缸DOHC 4G93型LPG引擎的教練車。為了徹底降低成本，除了「MX-E Business Package」外其餘車型皆沒有轉速表，車窗框與車體同色，並流用三菱Colt的三幅式方向盤。
2010年 - 4月10日三菱汽車正式停產第六代Lancer，直到2012年3月30日出清所有庫存車輛。正統「Lancer」的名號歷經六個世代、共37個年頭之後由三菱Galant Fortis後繼；直到2019年4月三菱Lancer Cargo（日產AD的兄弟車）停止發售，「三菱Lancer」的名號在日本車壇總共存活了46個年頭。

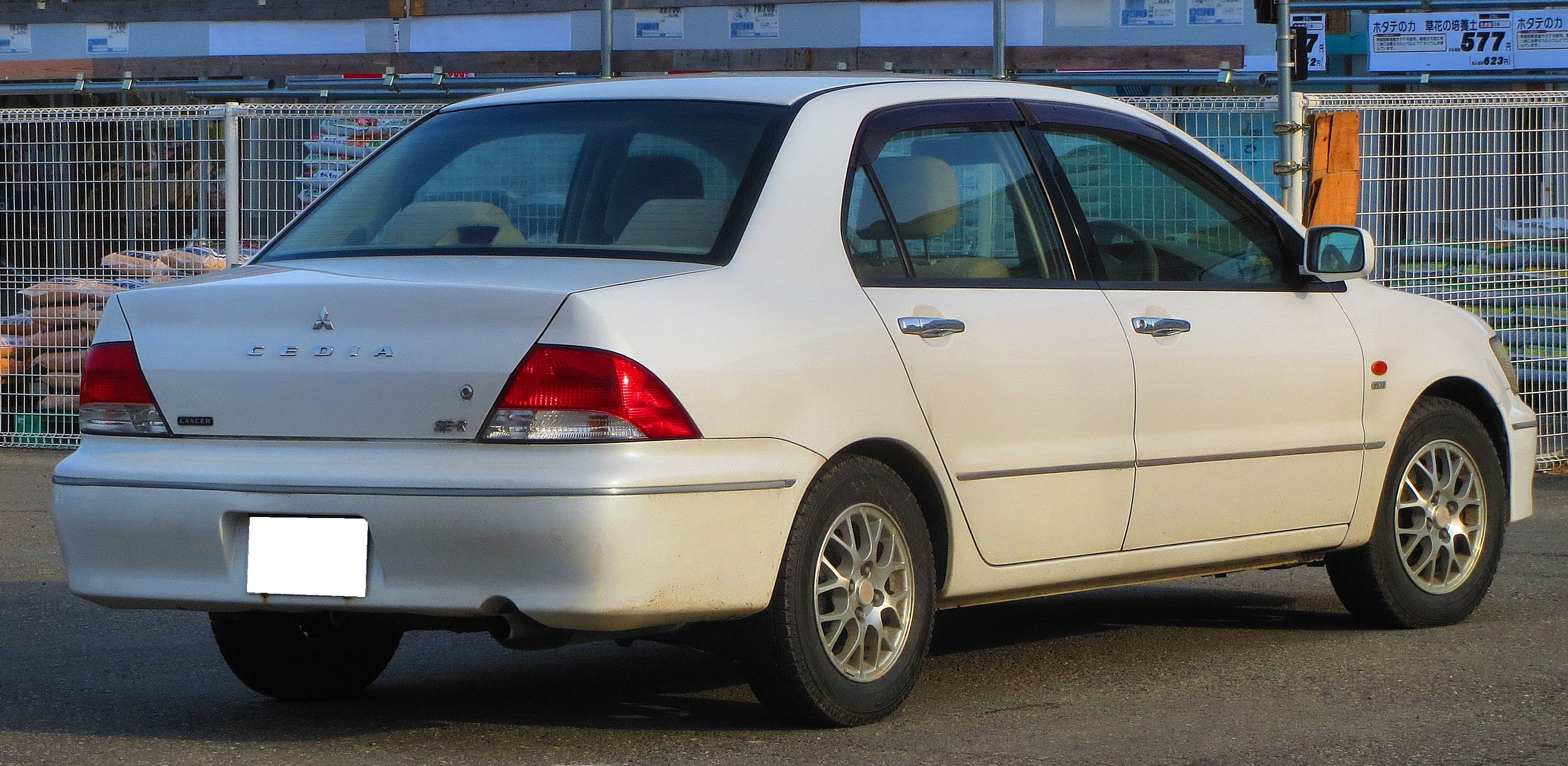
前期型車尾
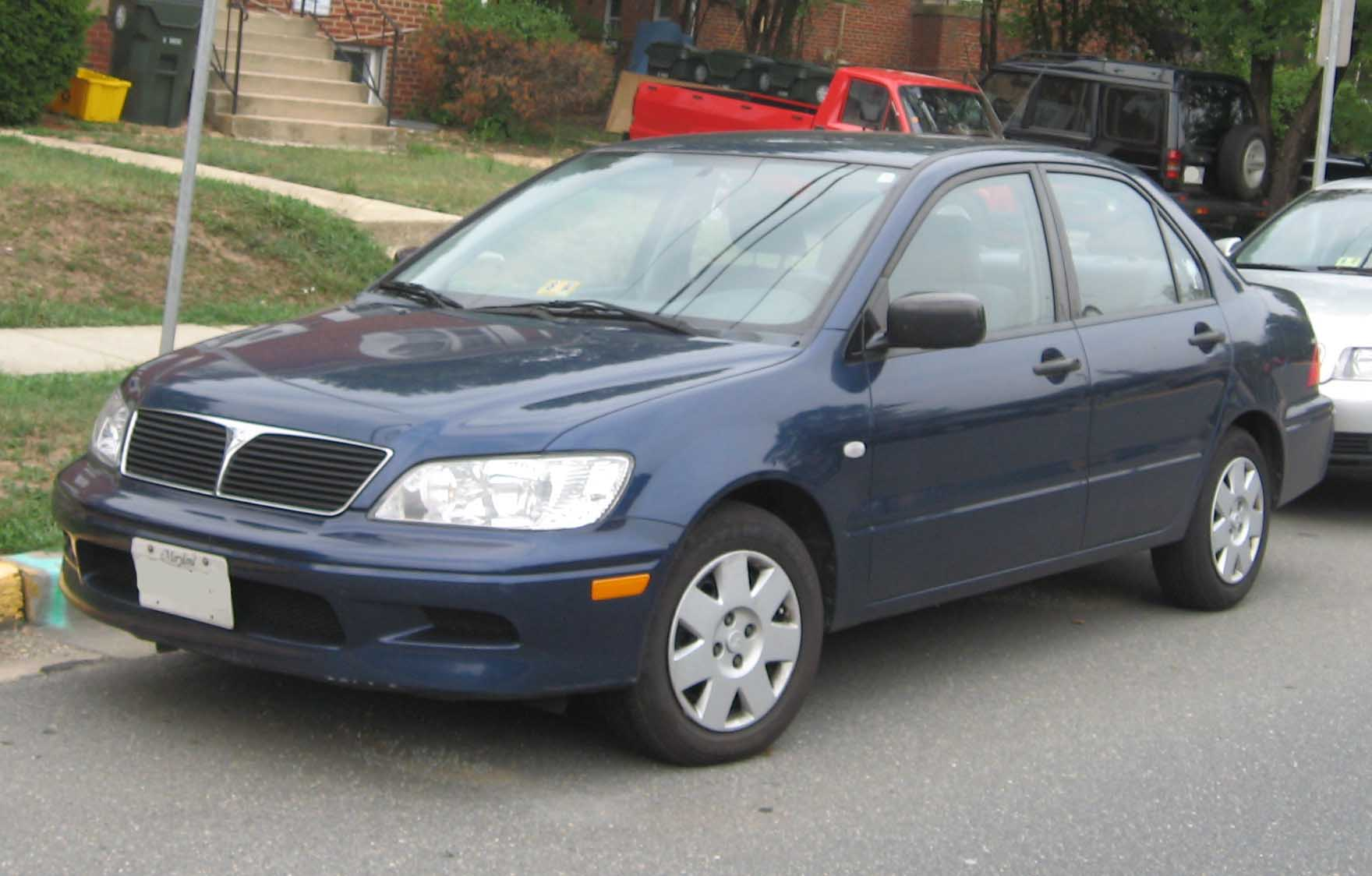
美規版前期型
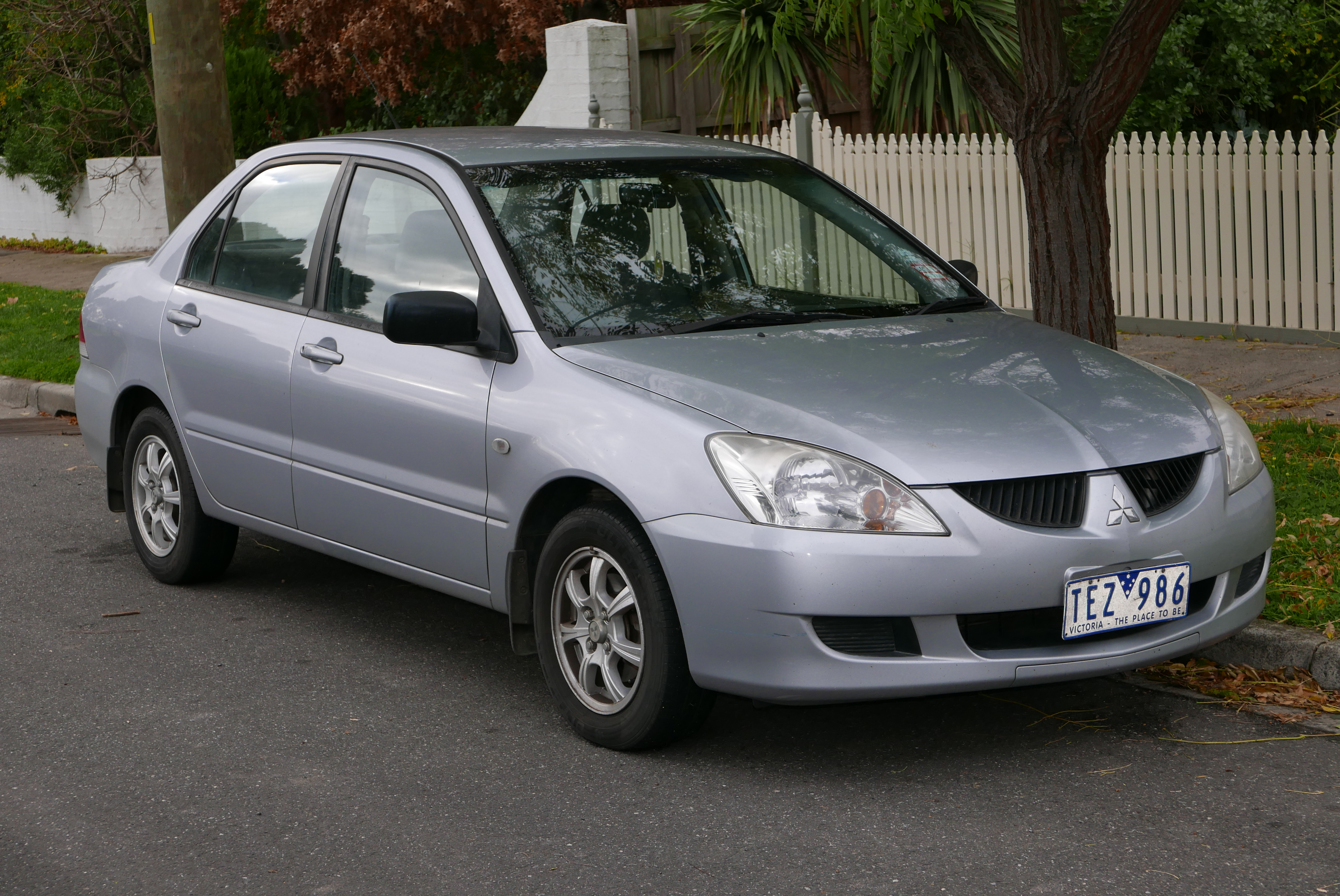
中期型車頭
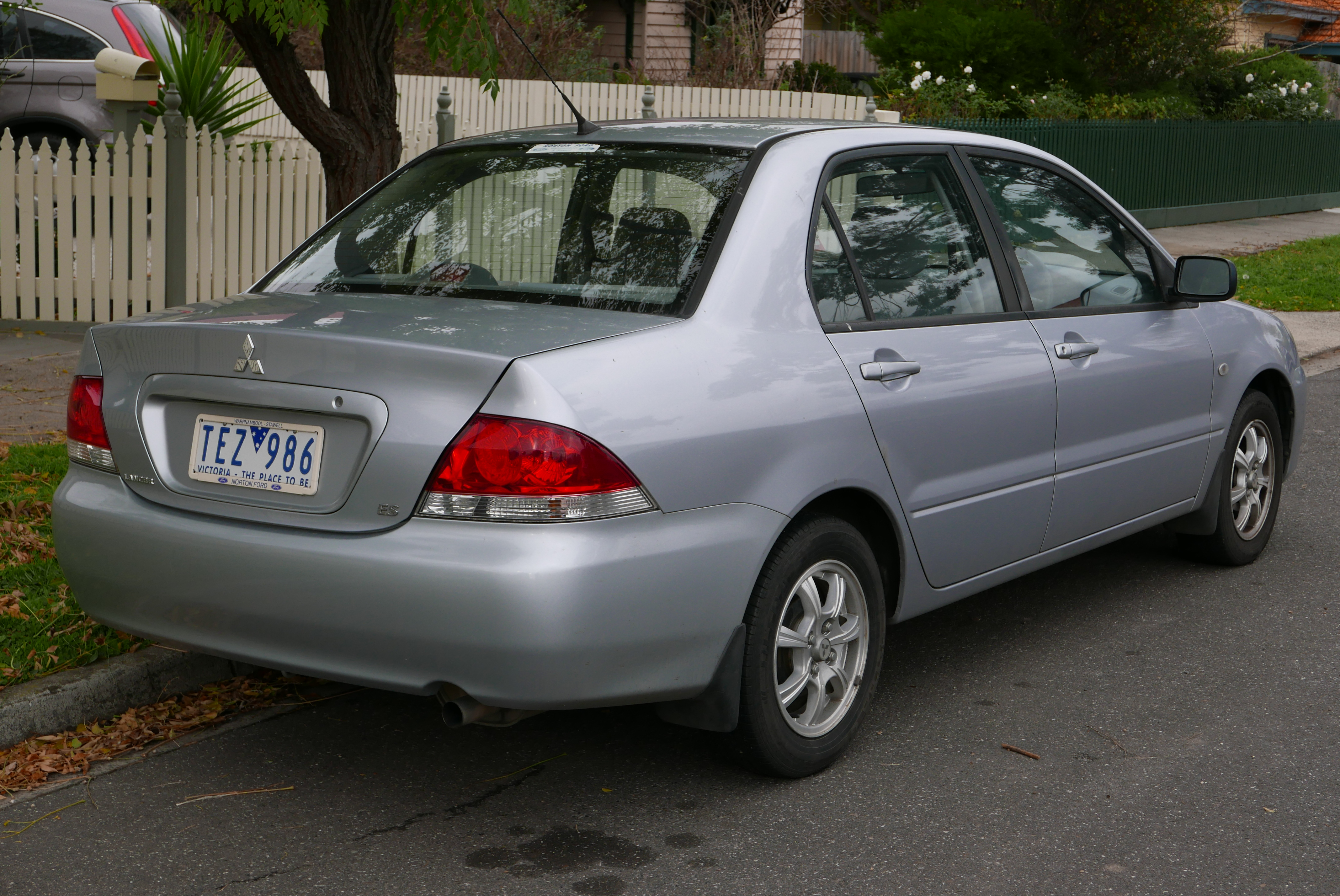
中期型車尾
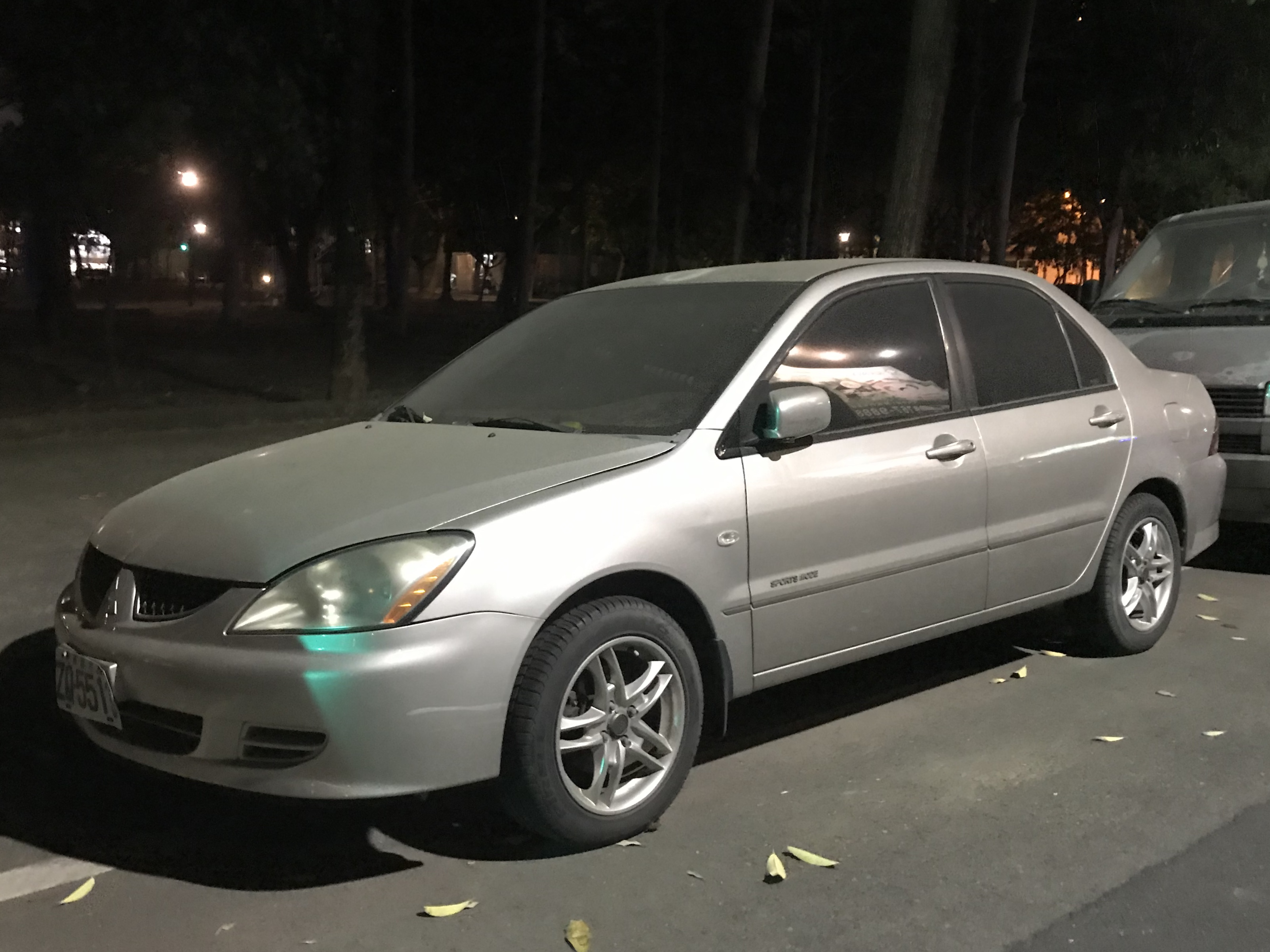
臺灣版Global Lancer車頭
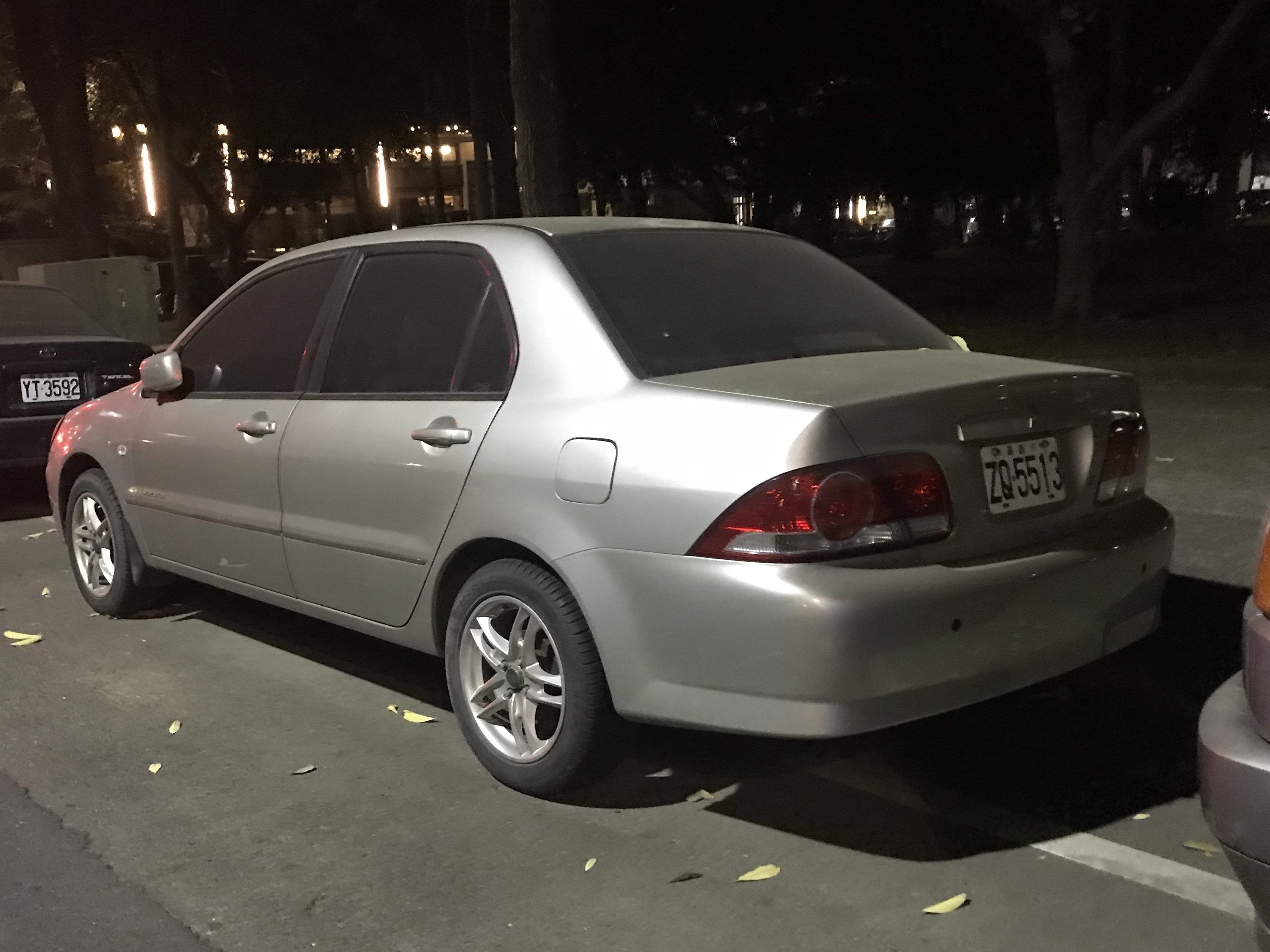
臺灣版Global Lancer車尾，尾燈延伸至後車廂門
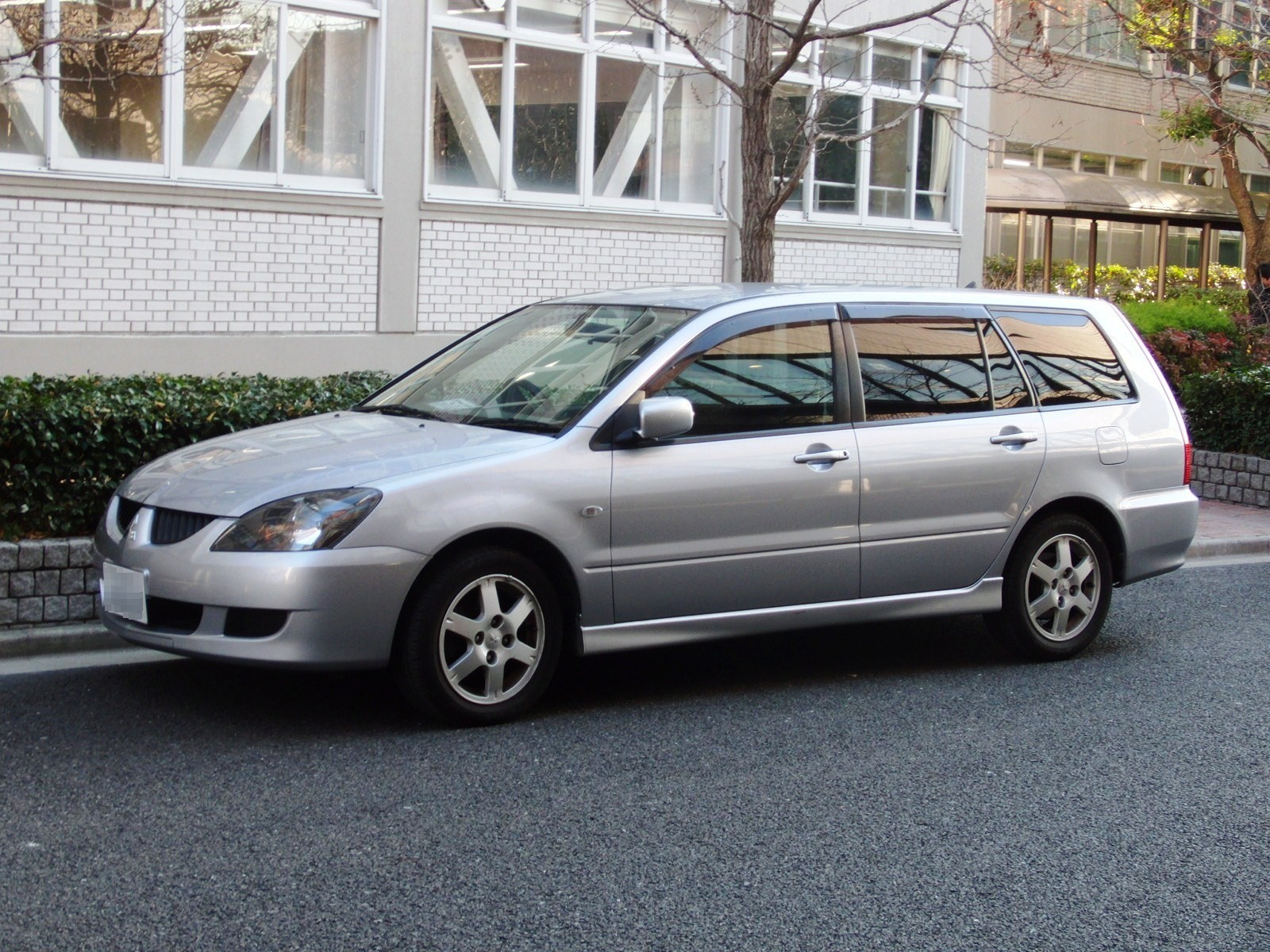
中期型Lancer Wagon
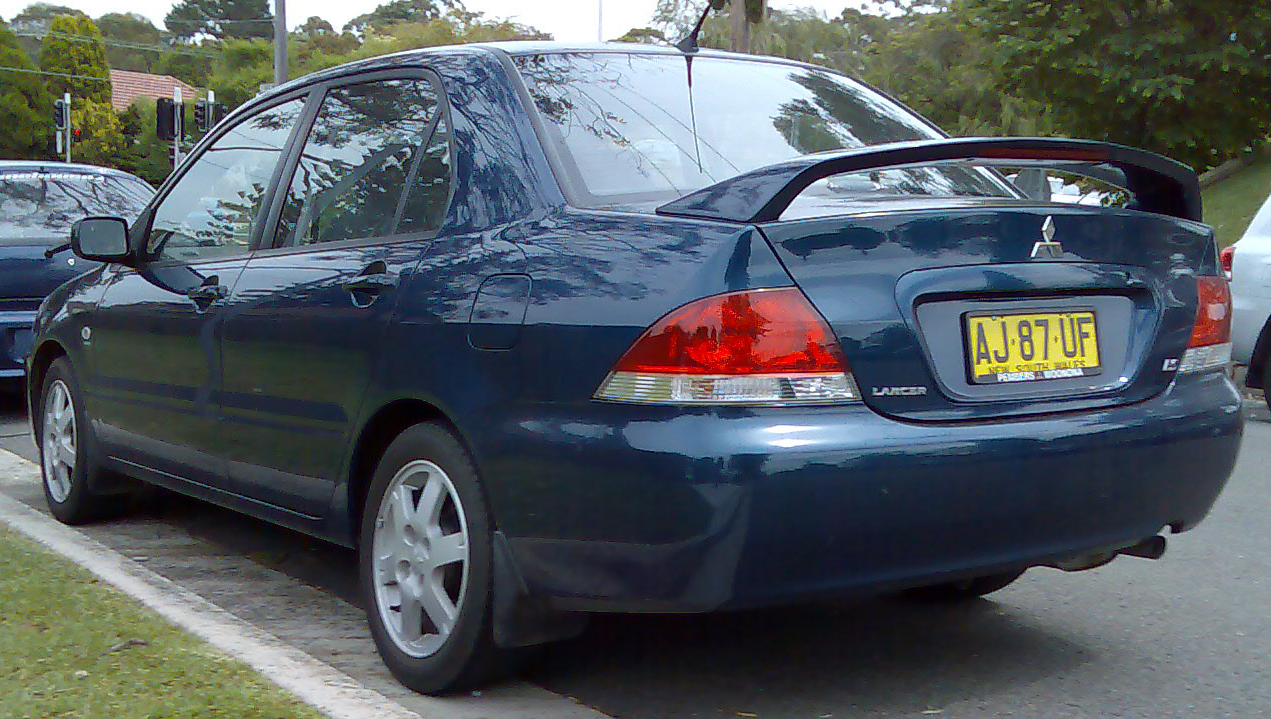
後期型車尾
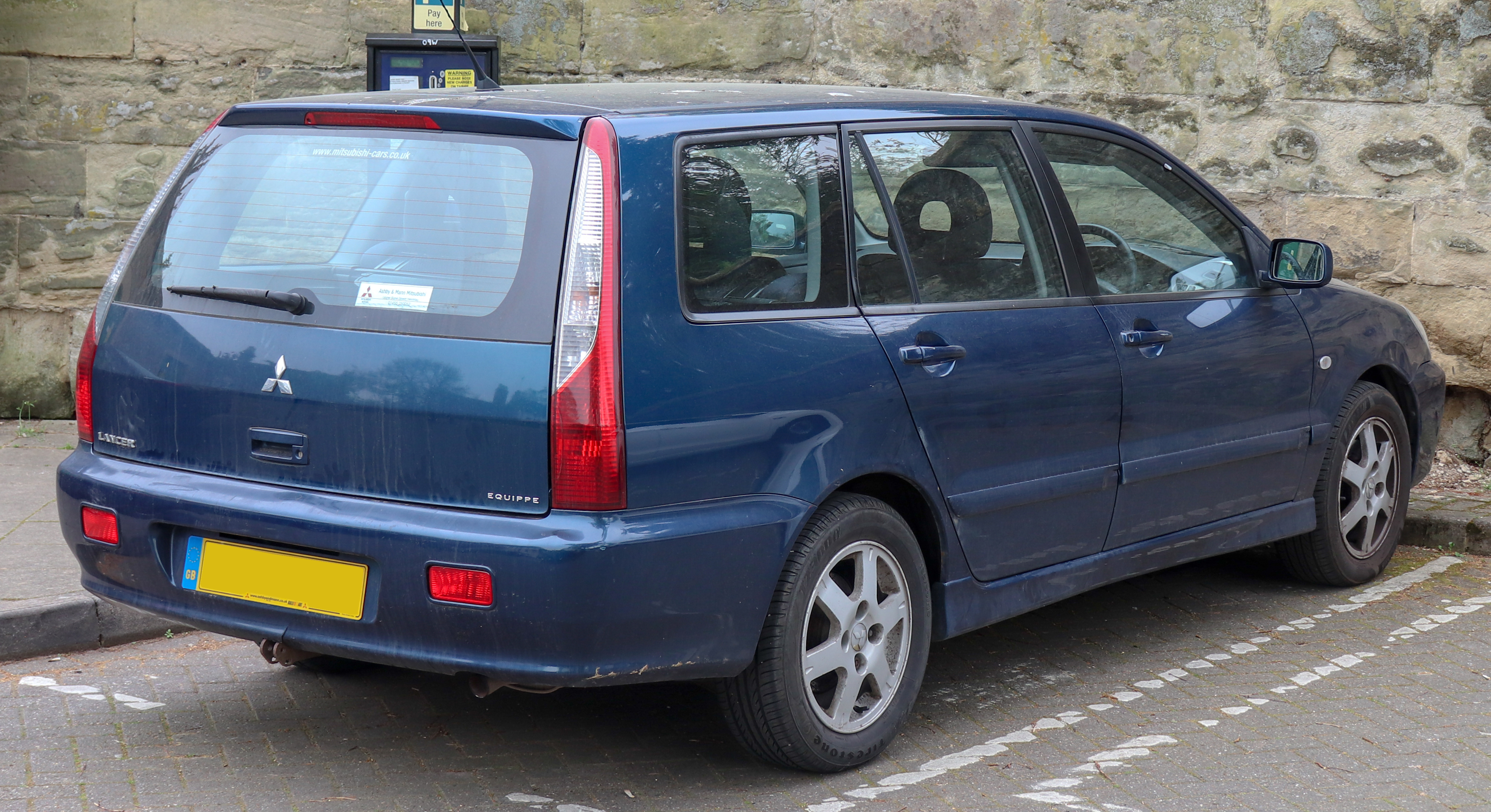
歐規版Lancer Equippe Estate車尾
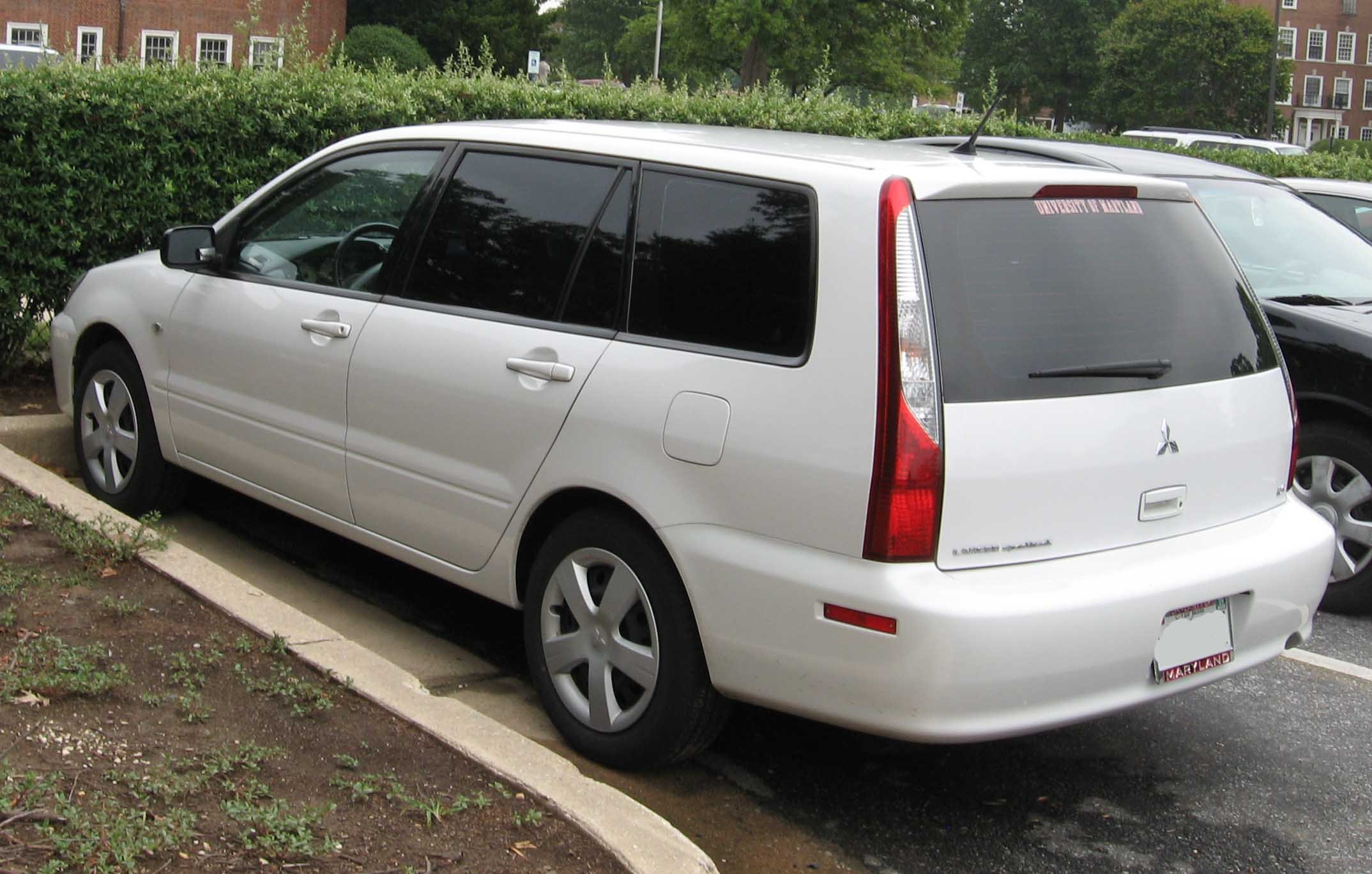
美規版旅行車車尾

### 第七代（2007年－2020年）
關於日本版的第七代Lancer，請參照三菱Galant Fortis；關於臺灣版的第七代Lancer，請參照三菱Lancer Fortis / iO (台灣版)。
2005年 - 三菱汽車在德國國際車展公布「Concept Sportback」，在東京車展公布「Concept X」之後，2007年1月終於在底特律車展公開市售版的第七代Lancer，預計於3月19日上市。底盤平台是與三菱Outlander共用的三菱GS平台，搭載2.0L直列四缸DOHC MIVEC 4B11型引擎，配合可模擬六速的INVECS-III型CVT無段變速系統之下最大馬力為152hp / 6,000rpm、峰值扭力為20.1kg·m / 4,250rpm。另外針對環保法規較為嚴苛的加州，還有低汙染的PZEV（partial zero emission vehicle）版本，最大馬力為143hp / 6,000rpm，峰值扭力為19.7kg·m / 4,250rpm。
2007年 - 4月26日三菱汽車發布消息，決定同年秋季以「Galant Fortis」之車名投放至日本當地，8月23日正式發表，區分成基本的「EXCEED」及運動化的「SPORT」二種車型，動力心臟及變速系統皆與美規版相同，外觀方面也是鯊魚頭式車頭造型；10月再追加「SUPER EXCEED」車型。
同年9月15日中華汽車推出「Lancer Fortis」，車頭設計迥異於美規、日規版本，形成全球獨有的外觀。原來中華汽車早在2005年便針對消費者進行問卷調查，因應當地使用者的需求加以修改。動力來源與美規版一樣是2.0L直列四缸DOHC MIVEC 4B11型引擎，配合可模擬六速的INVECS-III型CVT無段變速系統且重新調校之後，最大馬力為157ps / 6,000rpm，扭力峰值為20.9kg·m / 4,250rpm。全車系標配雙前座氣囊與膝部氣囊，頂級版則有七個安全氣囊。
2008年 - 原廠1月14日在底特律車展上宣布追加配有2.4L直列四缸DOHC MIVEC 4B12型引擎的「Lancer GTS」，以及搭載2.0L直列四缸DOHC MIVEC 4B11型渦輪增壓引擎的「Lancer Ralliart」。和Lancer Evolution X比較之下，後者的水箱護罩四周加上鍍鉻飾框，前保桿造型較為圓潤，且仍保留引擎蓋的散熱開口與中央進氣口。輪拱後方的排氣柵口取消，尾翼的尺碼縮小，簡化後保桿下方的擾流設計，原BBS鍛造輪圈改成放射狀樣式。Lancer Ralliart的內裝包含TC-SST雙離合器自手排變速箱換檔撥片、FAST Key免鑰匙感應門鎖系統、藍牙通訊系統、Recaro座椅、電動天窗、Rockford音響及九支揚聲器、衛星廣播、30GB硬碟衛星導航系統與數位音樂系統等。除此之外，該車型具備全時四輪驅動系統，並擁有整合分配前後輪軸扭力輸出的ACD主動中央差速器。Lancer Ralliart車型於同年7月9日起在日本國內開賣。
同年4月22日中華汽車在臺灣推出「Lancer Fortis 1.8」、「Lancer iO 2.0」以及「1.8空力勁裝版」三種車型，Lancer Fortis 1.8的外型和2.0相同，所安裝的1.8L直列四缸DOHC MIVEC 4B10型引擎，配合模擬六速的INVECS-III型CVT無段變速系統可輸出143ps之馬力與18.2kg·m之扭力。在內裝方面有黑色和米色兩種可選，並新增核桃木環艙飾板、軟質門飾板等，按照不同車型差異在於鋁圈、倒車雷達、音響、電動椅等配備。運動化設定的Lancer iO 2.0擁有臺灣獨家設計的車身外觀以及18吋十爪雙拱式鋁圈，且配置MDSS運動化懸吊系統（Mitsubishi Dynamic Suspension System）。至於1.8空力勁裝版之車型，則是流用iO 2.0的空力套件與黑色內裝。
同年9月原廠在巴黎車展公開發布五門掀背版的「Lancer Sportback」，這是前述「Concept Sportback」概念車的市售版。同年12月2日以「Galant Fortis Sportback」之名進軍日本市場，臺灣則遲至2013年8月下旬才導入。
2009年 - 4月25日臺灣推出限量500輛的「科技進階版」特仕車，以1.8L與2.0L兩種車型為基底，新增HID氙氣頭燈、AFS主動式轉向輔助照明（Adaptive Front-lighting System）、巡航定速系統、藍牙通訊、音響切換鍵、FAST Key科技感應鑰匙等配備。11月10日馬來西亞寶騰推出兄弟車寶騰Inspira，翌日臺灣市場實行部分改良，將巡航定速系統納為全車系標配，Fortis 1.8豪華型安全氣囊數增至7具，iO 2.0新增極光藍新車色、HID頭燈及AFS主動式轉向輔助照明等配備。
2012年 - 2月17日臺灣市場實行小改款，「Lancer iO」的車頭、車尾恢復與全球一致的「鯊魚頭」造型。
2014年 - 三菱汽車在巴西當地將第七代Lancer國產化，並於10月上市發售，直到2019年才停產。
2015年 - 日本的Galant Fortis於3月宣告停售，12月北美市場實施小改款，「鯊魚頭」車頭略有修飾，AWC四驅系統、18吋鋁合金輪圈和固定式尾翼為全車系標準配備，依照配備多寡分成入門款ES、中階SE、頂級SEL等三種車型，另有運動化設定、配置五速手排的GT車型，可選配CVT8變速箱或Sportronic方向盤換檔撥片。除了入門ES款搭載2.0L直列四缸DOHC MIVEC 4B11型引擎以外，其餘皆配置2.4L直列四缸DOHC MIVEC 4B12型引擎。
2016年 - 時任三菱汽車社長的相川哲郎2月3日在記者會上表示Lancer即將停產，沒有後繼車型，未來的開發重心則放在中小型SUV及電動汽車上；翌年12月20日日本國內正式停產，全球銷售亦於2020年完結。

#### 安全性召回
2012年6月23日中華三菱發出回廠更換通知，由於天窗膠條可能老化導致的漏水問題，擬召回2009年6月至2012年5月之間出廠的Lancer Fortis / iO車輛，共計有13,366輛均在召回之列。

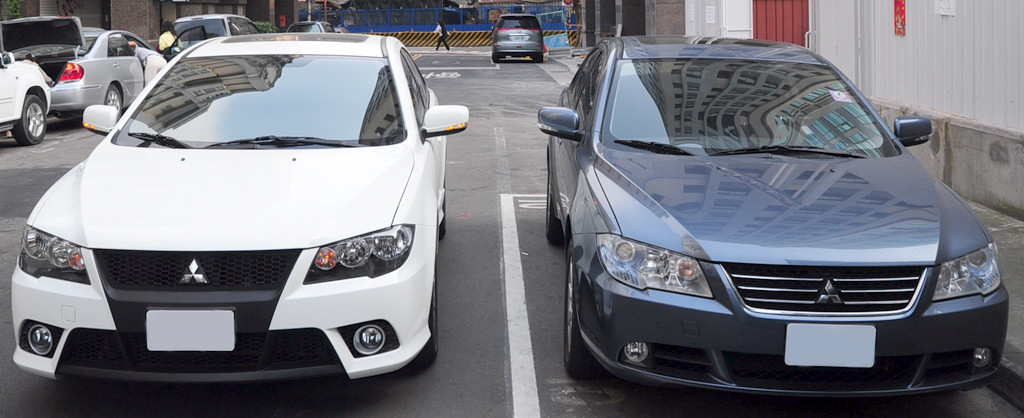
臺灣中華汽車推出的Lancer，湛藍色為家庭版Lancer Fortis，白色為空力套件版Lancer Fortis iO
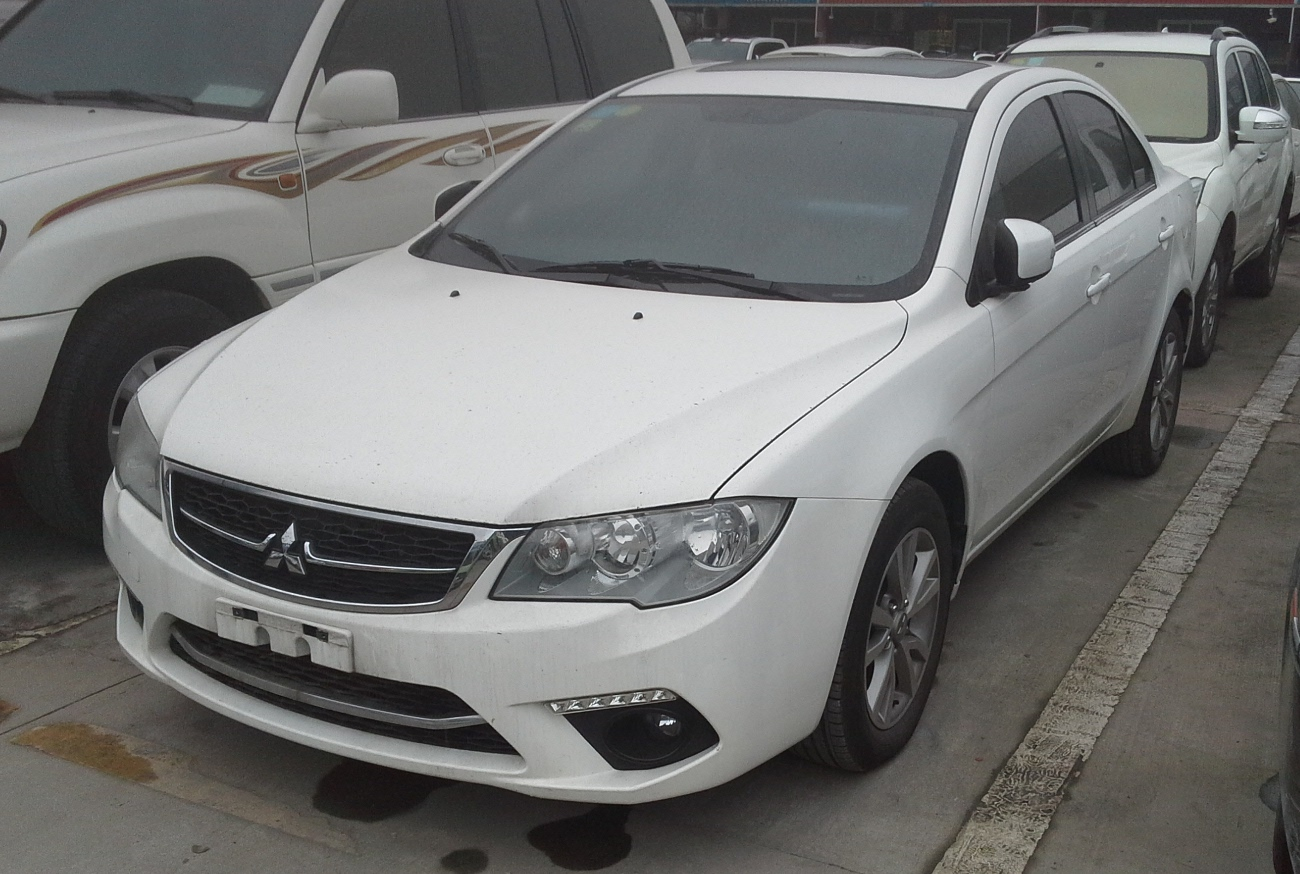
中國東南汽車所生產
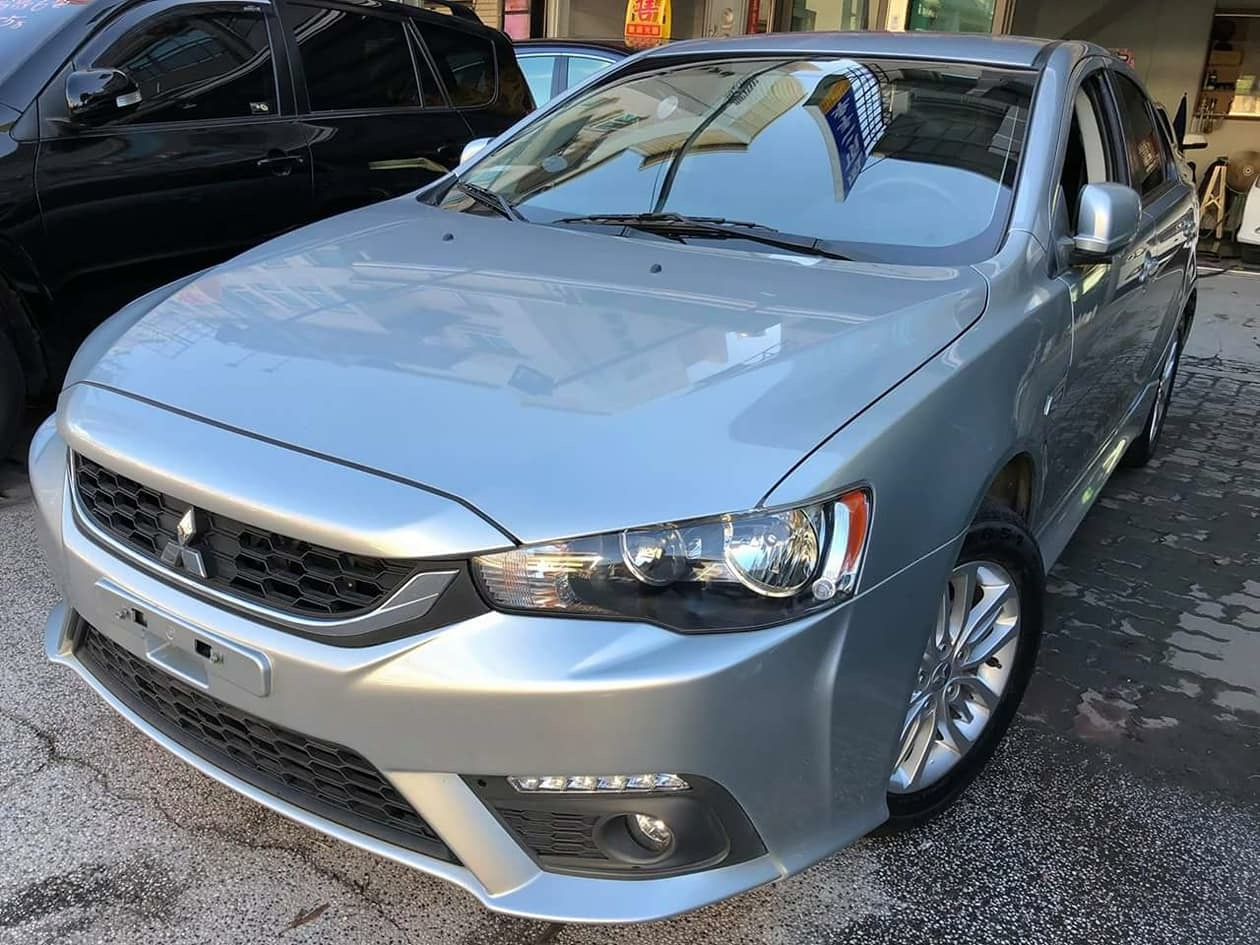
Lancer Fortis後期型車頭
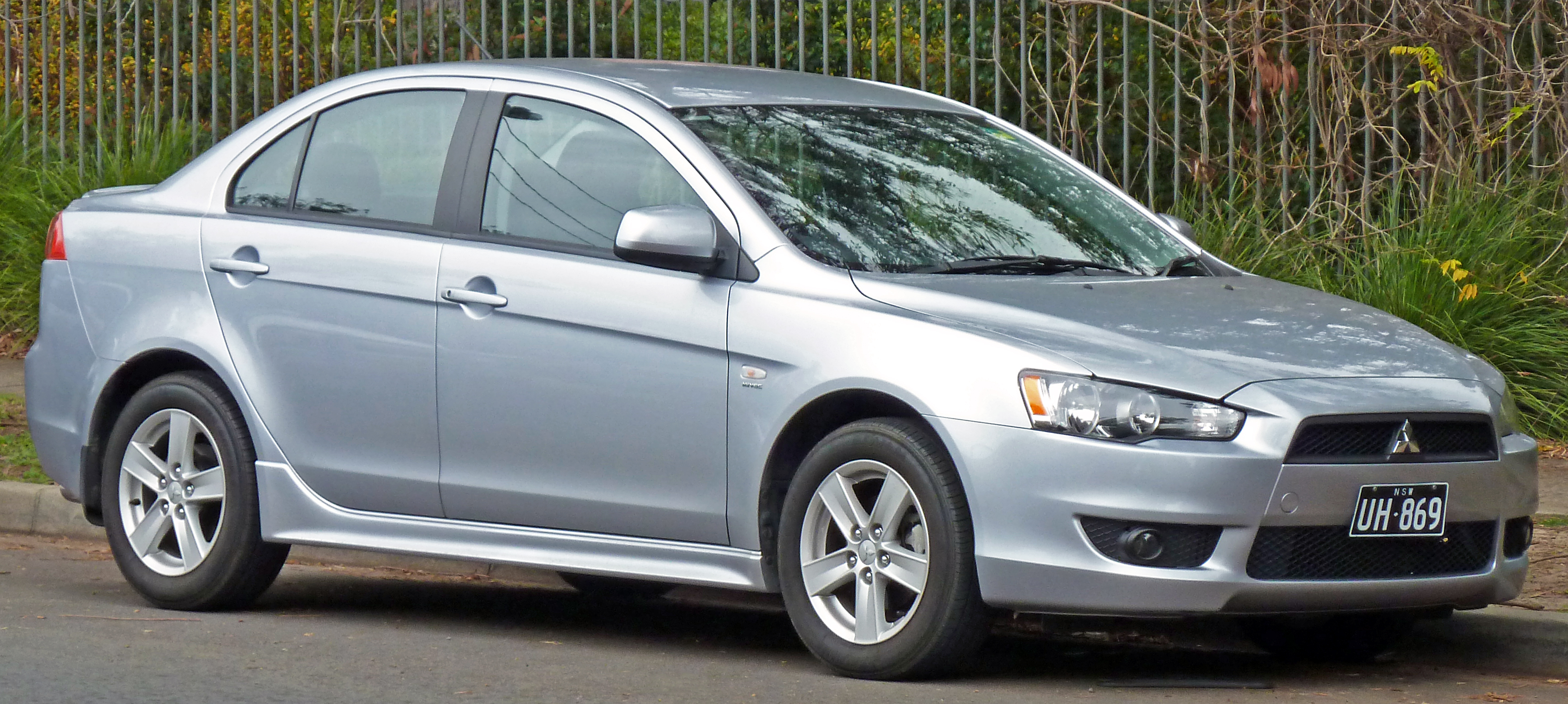
前期型車頭
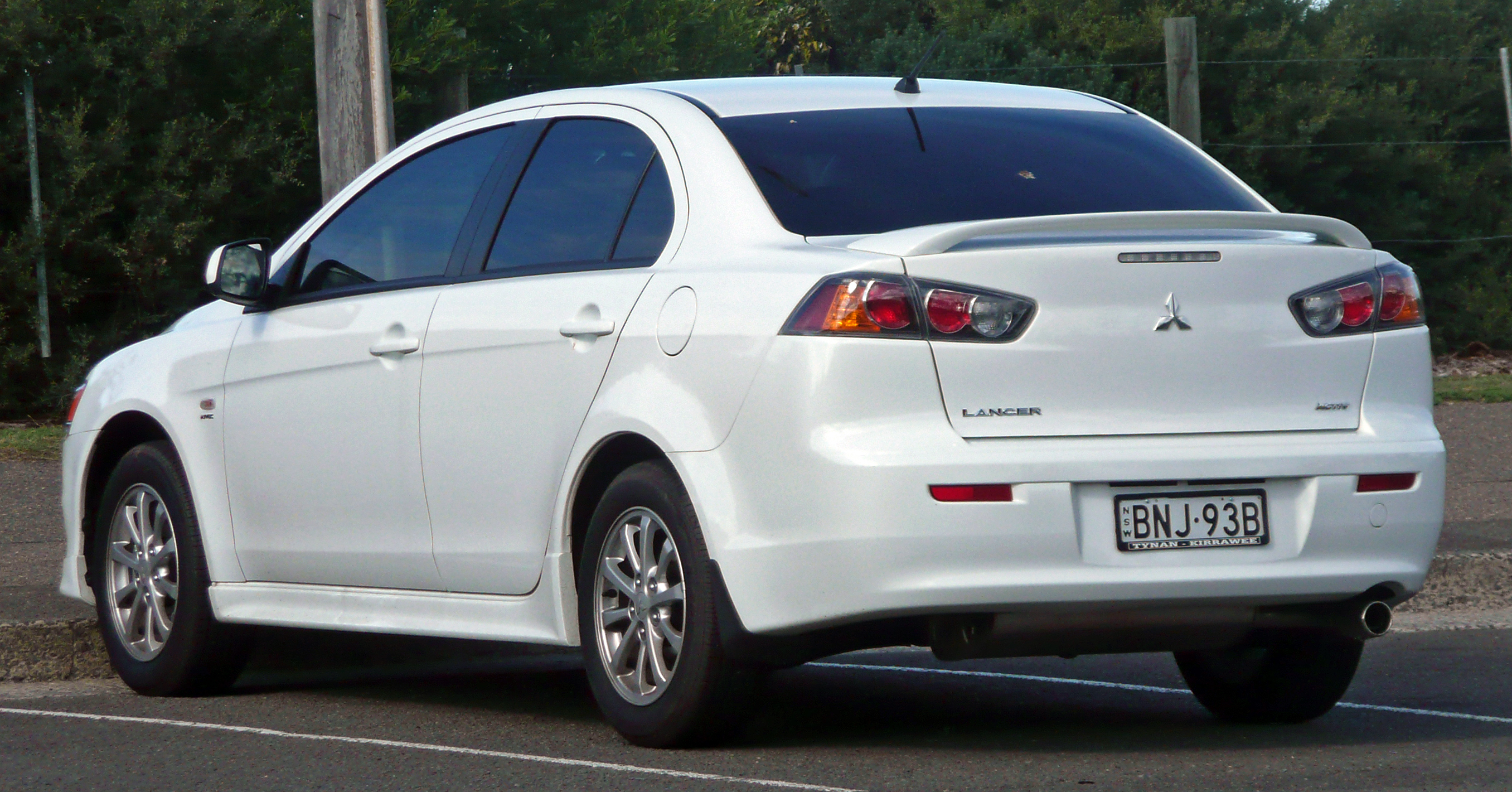
前期型車尾
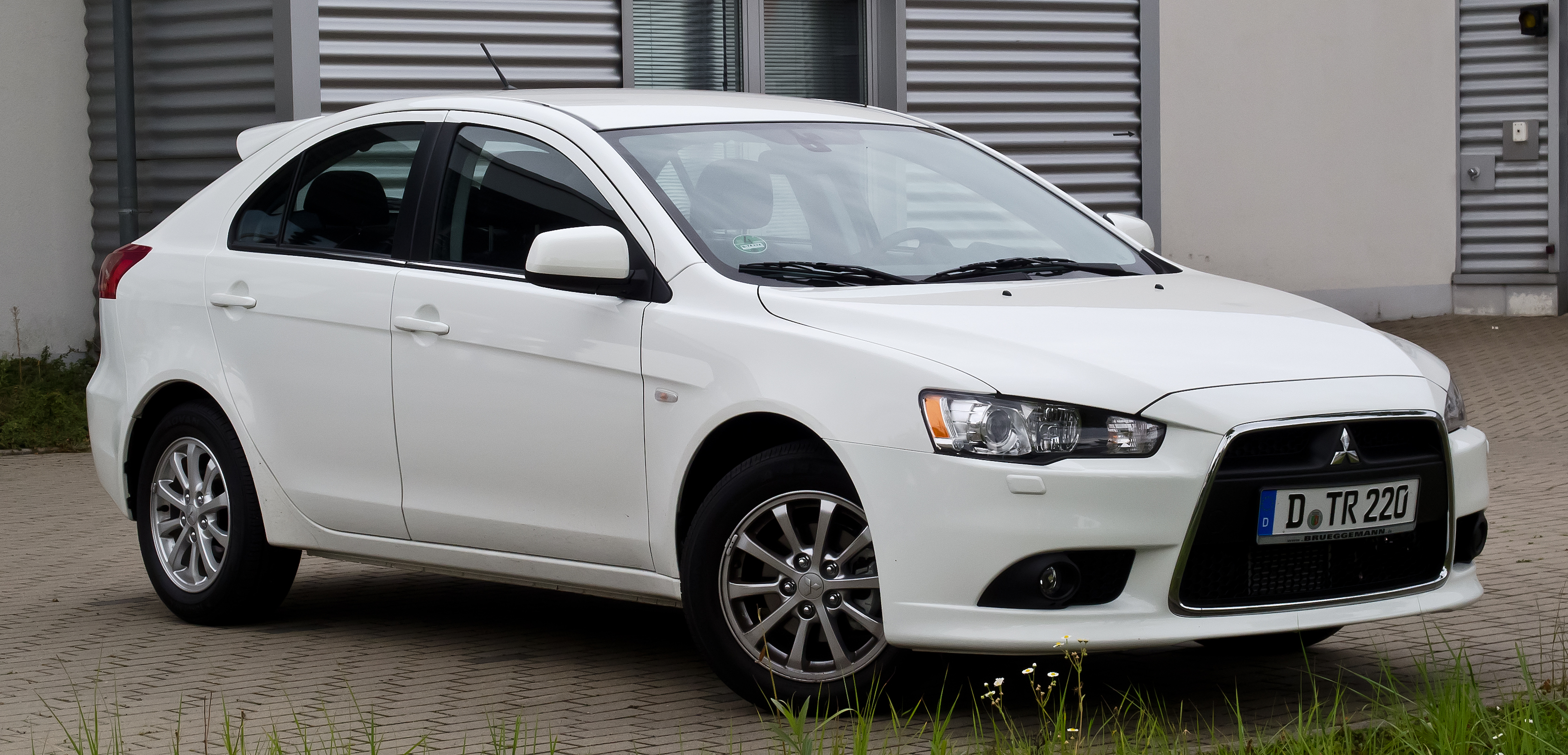
Sportback車頭
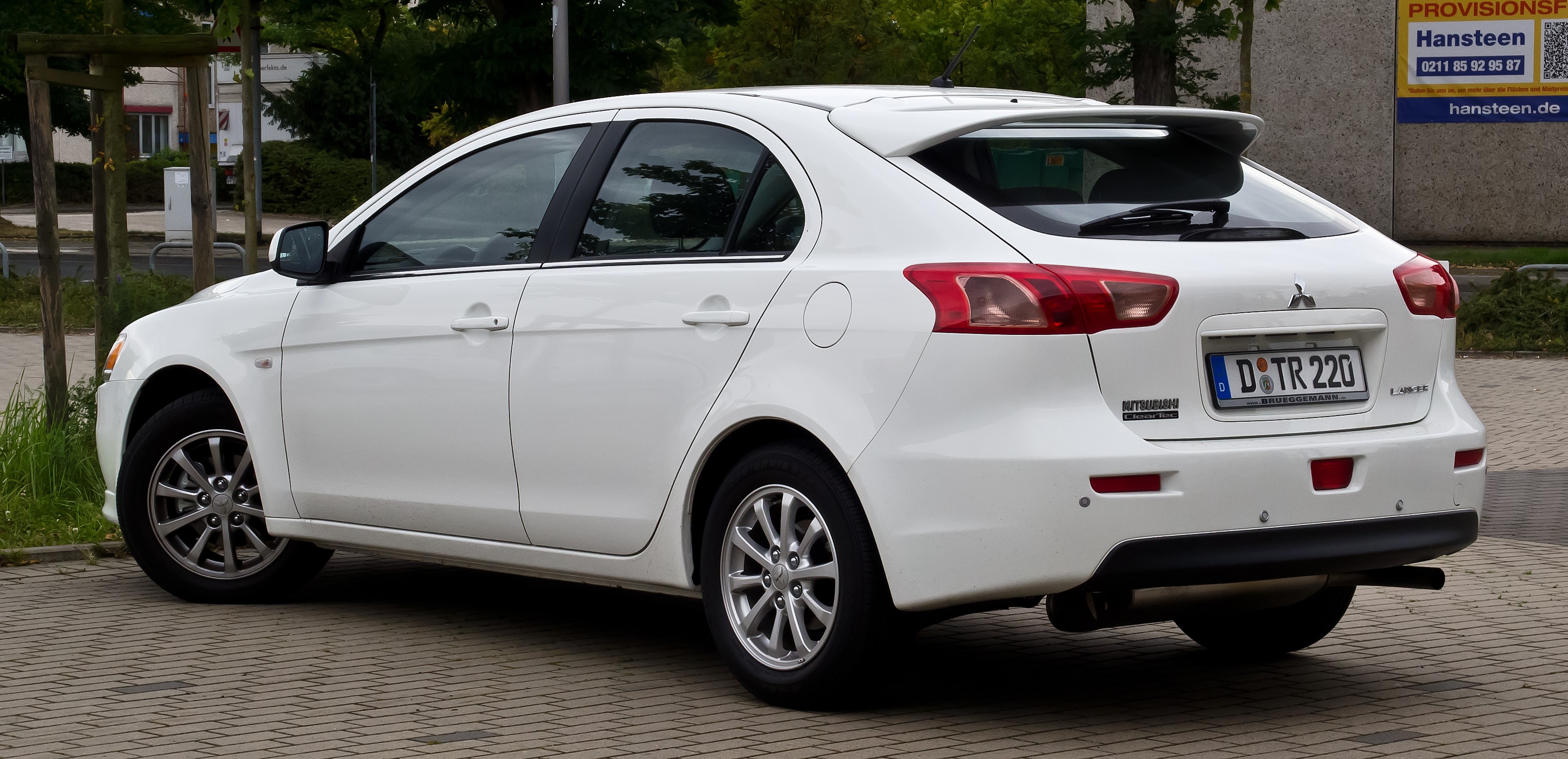
Sportback車尾
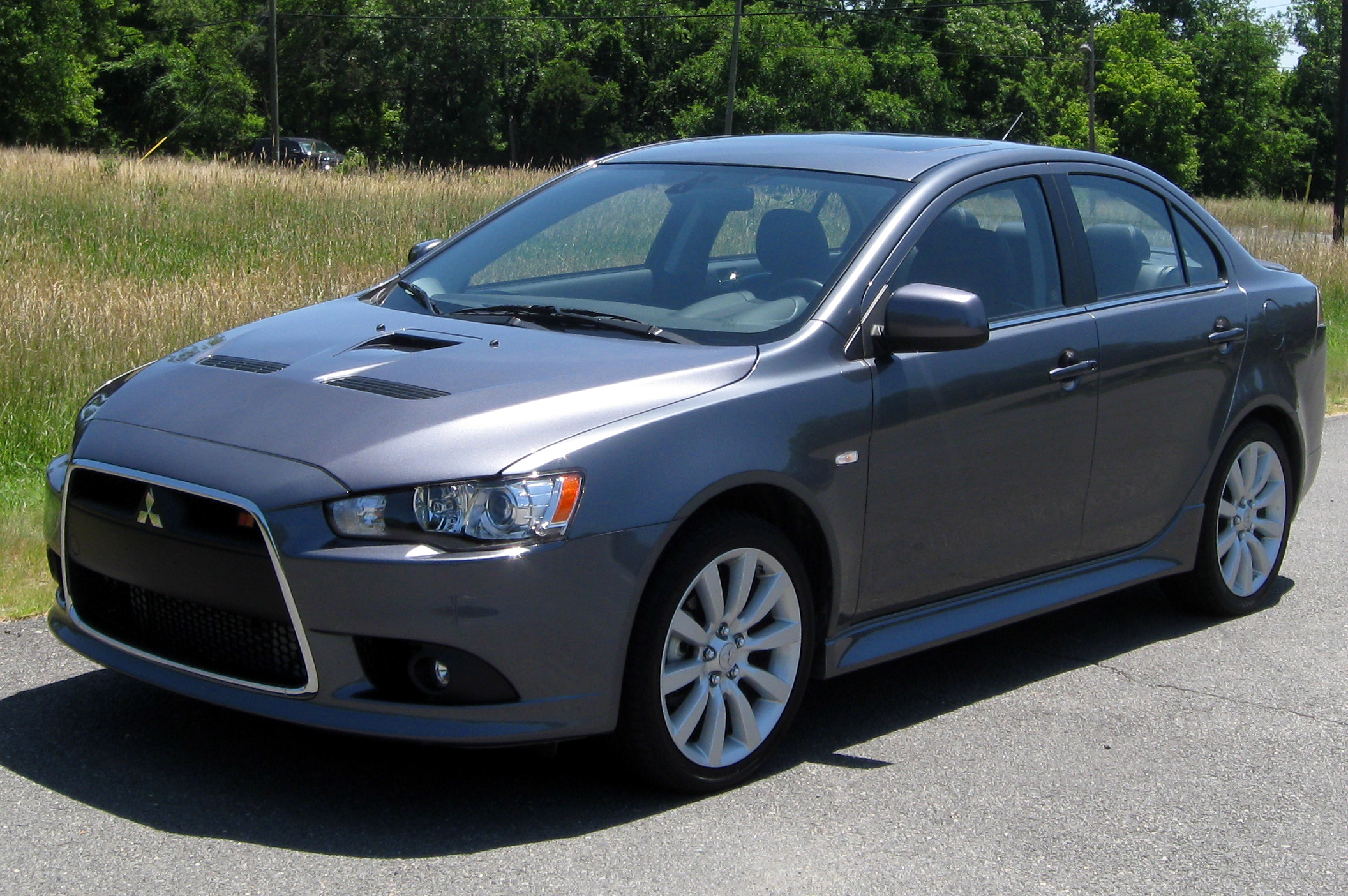
美規版Lancer Ralliart
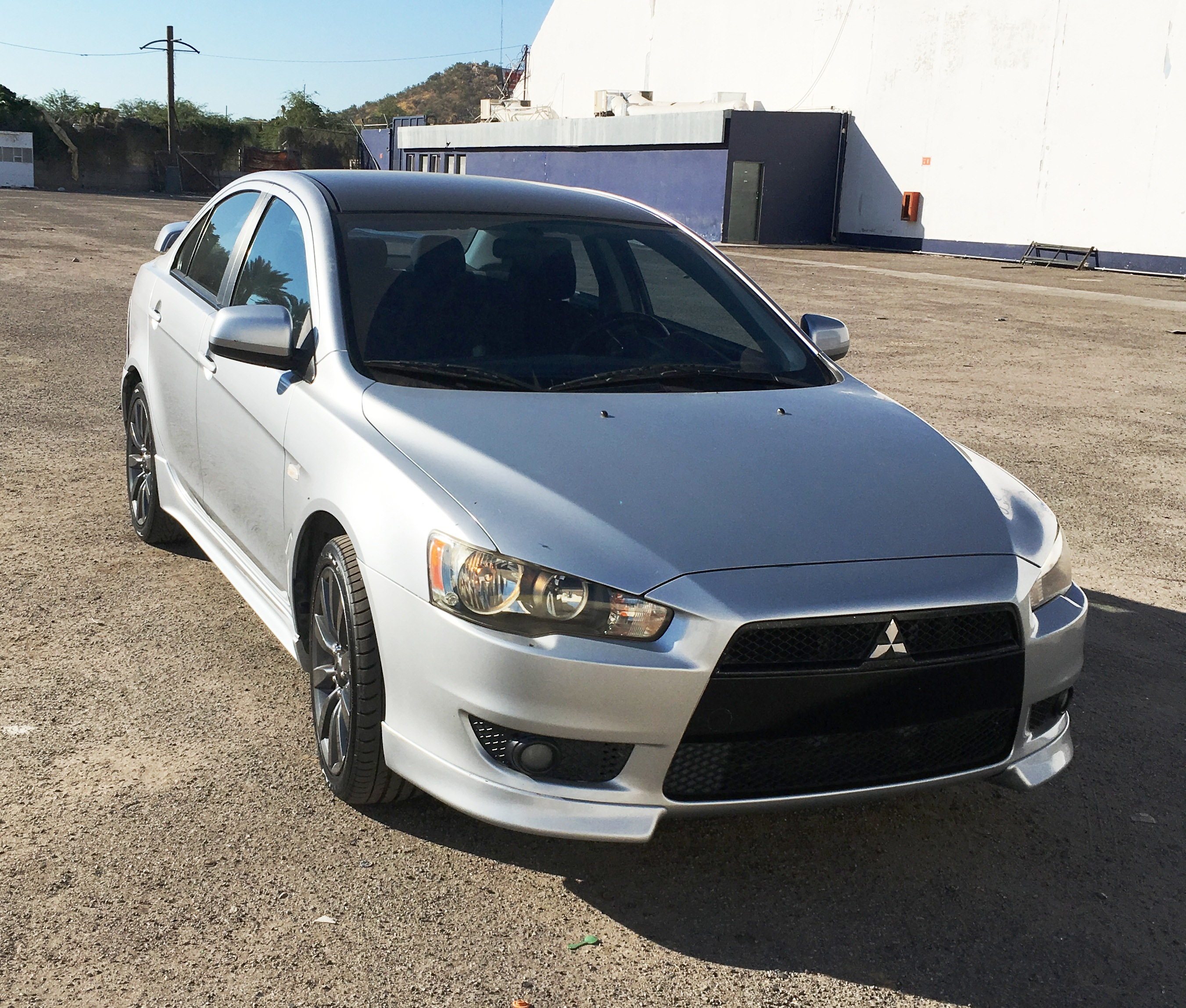
Lancer GTS，攝於墨西哥
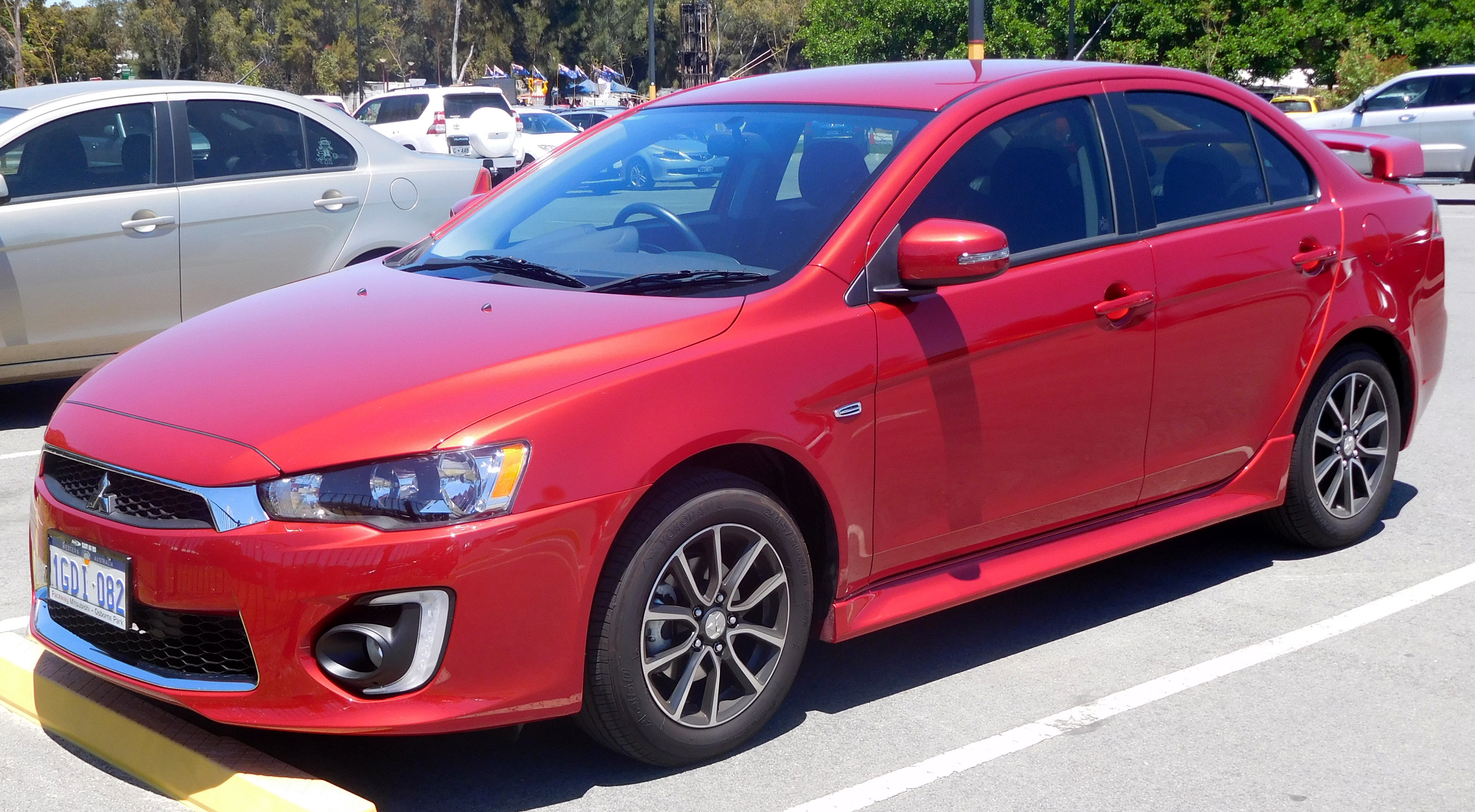
後期型車頭
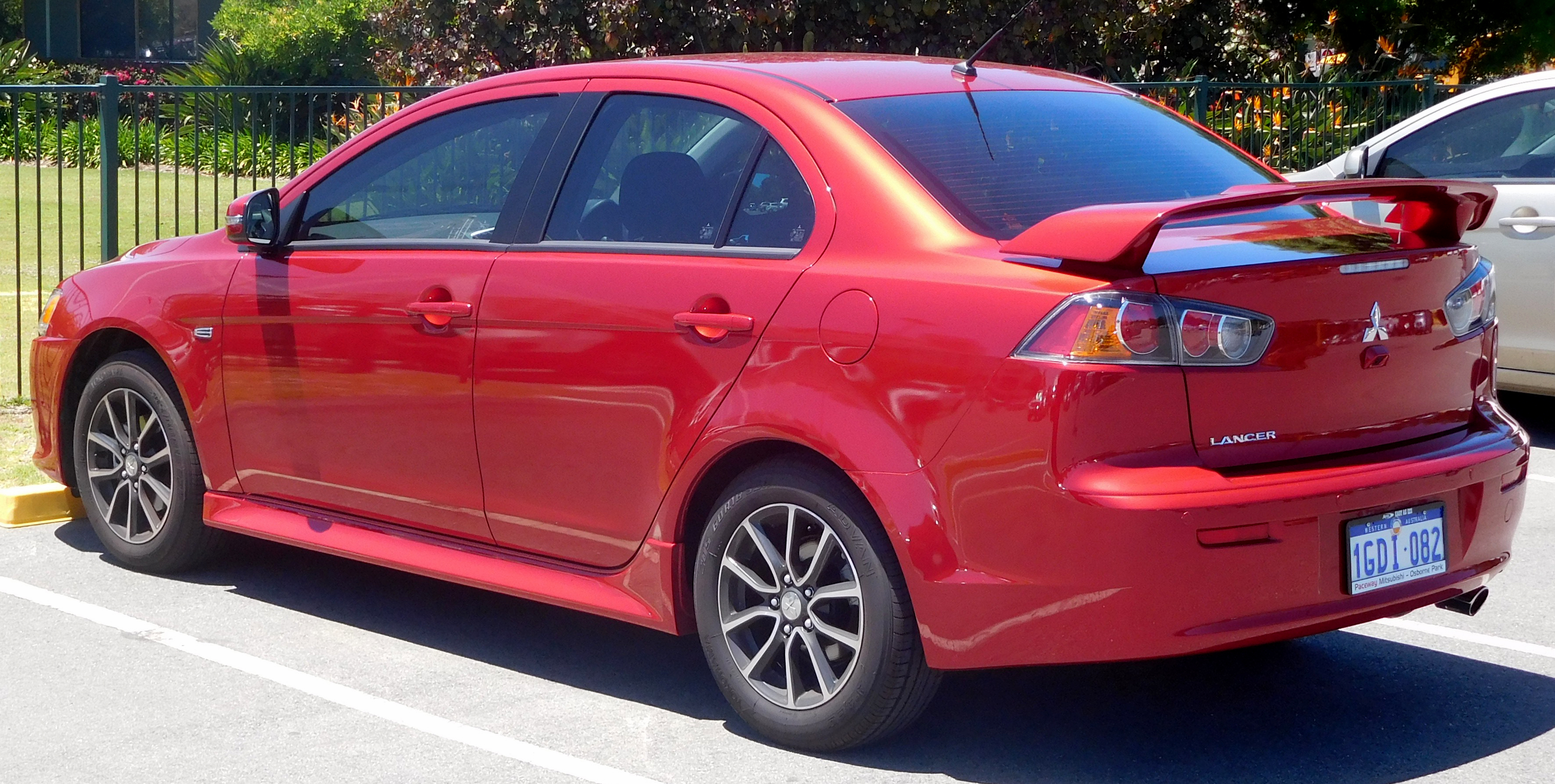
後期型車尾

### 第八代（2017年-2024年）
詳情請參照三菱Grand Lancer。
即便三菱汽車社長相川哲郎在2016年2月3日公開表示該公司至2020年為止的發展方針是以中小型SUV及電動車為優先，但一方面畢竟Lancer Evolution和Pajero是主力產品，另一方面轎車對臺灣市場而言仍有足夠的銷售量支撐，於是中華汽車多次向原廠交涉溝通之後終於獲得認可，繼續推出新世代的Lancer。初步的外型輪廓交由義大利賓尼法利納公司設計，原廠按照設計本部長國本恆博於2013年提出的「Dynamic Shield」造型元素做大幅度修改，剩餘80%的車體開發則由中華汽車亞洲技術研發中心發展。不像上一代區隔成家庭版1.8L及運動版2.0L的劃分，動力來源統一採用1.8L直列四缸SOHC MIVEC 4J10型引擎，配合Jatco供應的CVT8無段變速系統。
2017年 - 4月6日中華汽車宣布「Grand Lancer」正式問世，並由臺灣旅日棒球選手陽岱鋼擔任產品代言人。在主被動安全的部分，全車系的標準配備有ASC車身動態穩定控制系統、TCL循跡防滑控制系統、ABS防鎖死煞車系統、BAS煞車力道輔助系統、BOS煞車優先系統、ESS緊急煞車警示系統、HSA陡坡輔助系統、AWS事故警示信號、TPMS胎壓偵測系統、DSP正座安全帶雙預縮、CHL安全護送照明系統、CMOS倒車顯影系統、WL便利尋車系統、ISOFIX兒童安全座椅固定扣，安全氣囊則依車型不同從兩顆到最高六顆。懸吊系統為前輪麥花臣、後輪多連桿之配置，並附有前後防傾桿。頂級車型升級成MDSS-ADV懸吊系統，優化減震筒與避震彈簧且搭配18吋輪胎。內裝方面則有方向盤換檔撥片、Keyless引擎啟動鈕、整合廣播、數位電視、藍牙通訊連結、連結手機的HDMI鏡像輸出、USB、衛星導航、倒車顯影等的8吋觸控多媒體系統（加價選購）。
2018年 - 10月1日推出「極炫出色版」特仕車，以白、黑兩種車色加裝包含跳色尾翼、雙色側裙、跳色後視鏡、黑色鋼琴烤漆水箱罩等空力套件組、16吋雙色輪圈、6具安全氣囊等配備。
2019年 - 8月1日實行部分改良，改成雙色水箱護罩、車身同色下保桿及車側黑飛鏢造型飾板。
2020年 - 10月份發售「B&W羨定版」特仕車，外觀上以白色塗裝車身搭配黑色的車頂、尾翼、水箱護罩、18吋亮黑鋁圈等，內裝上則安置10.4吋直式螢幕的數位助理IVY，整合GPS 衛星導航、數位電視、HDMI手機鏡射、語音聲控、手機藍牙連結音樂與通訊等多項功能。
2021年 - 10月份將入門及頂規車型調漲新台幣一萬元，但高階車型導入ADAS安全輔助系統，包括FCW前方碰撞警示、LDW車道偏移警示、PCW行人預警、SDA車距警示、FCDA前車啟動提醒、VB虛擬保險桿等功能。此外，中階與高階車型可加價選配小改款Eclipse Cross所使用的9吋國際牌全中文介面多媒體觸控主機。
2024年 - 因跨界休旅車與運動型多用途車崛起，房車市場嚴重萎縮，同時中華汽車工業決定將產能挪給甫引進國產化不久的MG車款，最後一輛Grand Lancer遂於3月底正式停產。Lancer車系在臺灣國產化製造了約31年，總計生產了396,957輛。

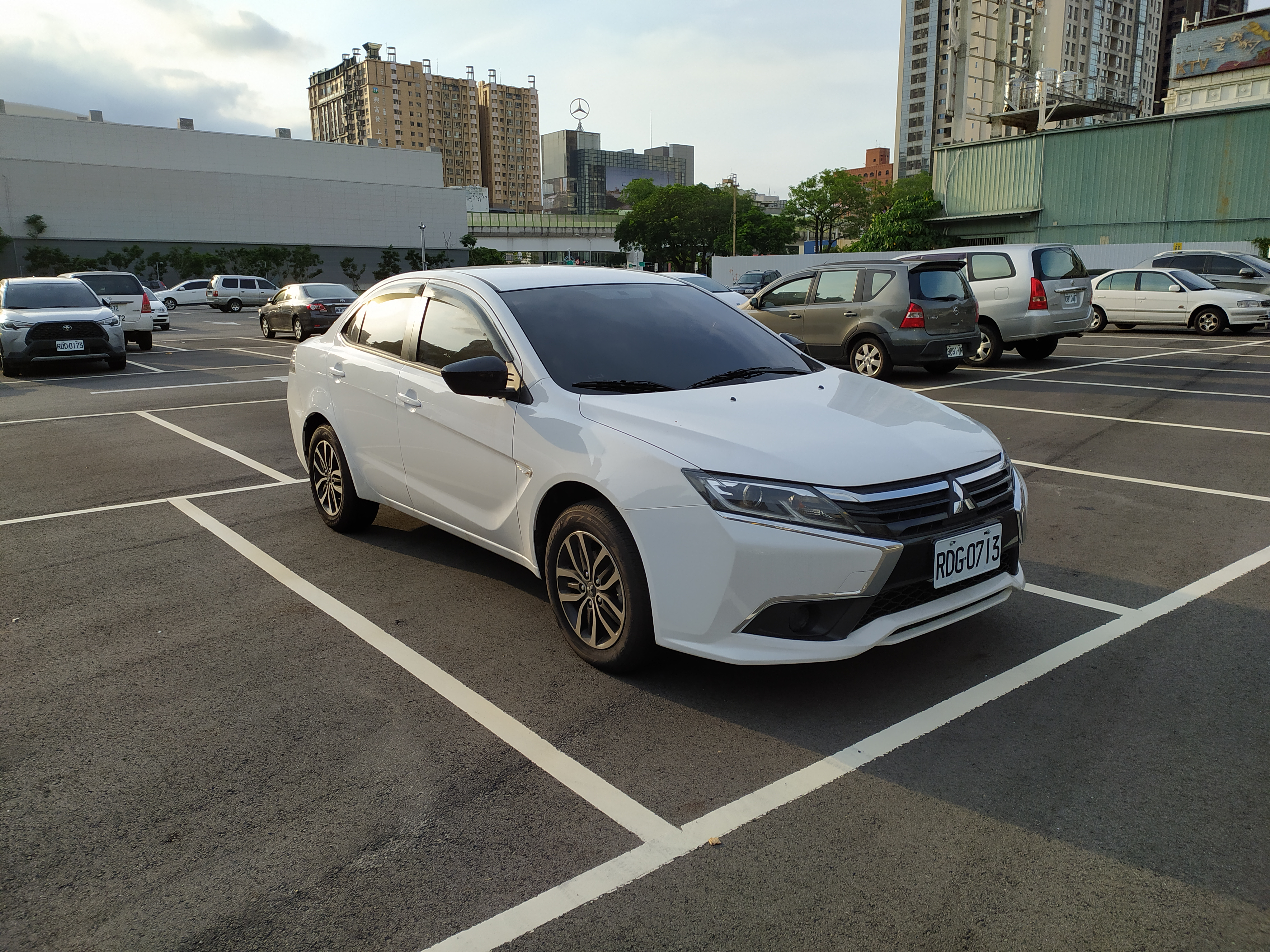
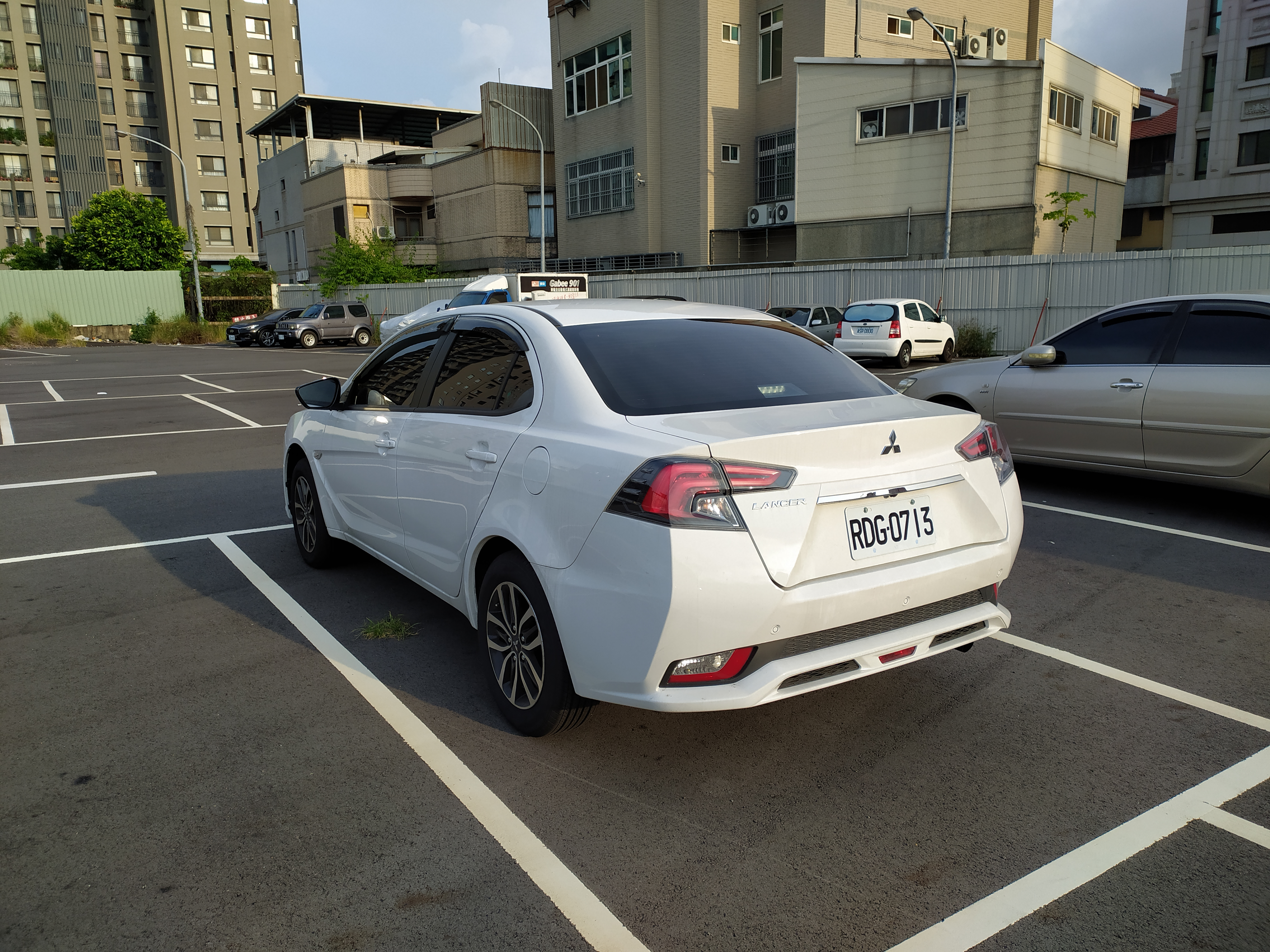
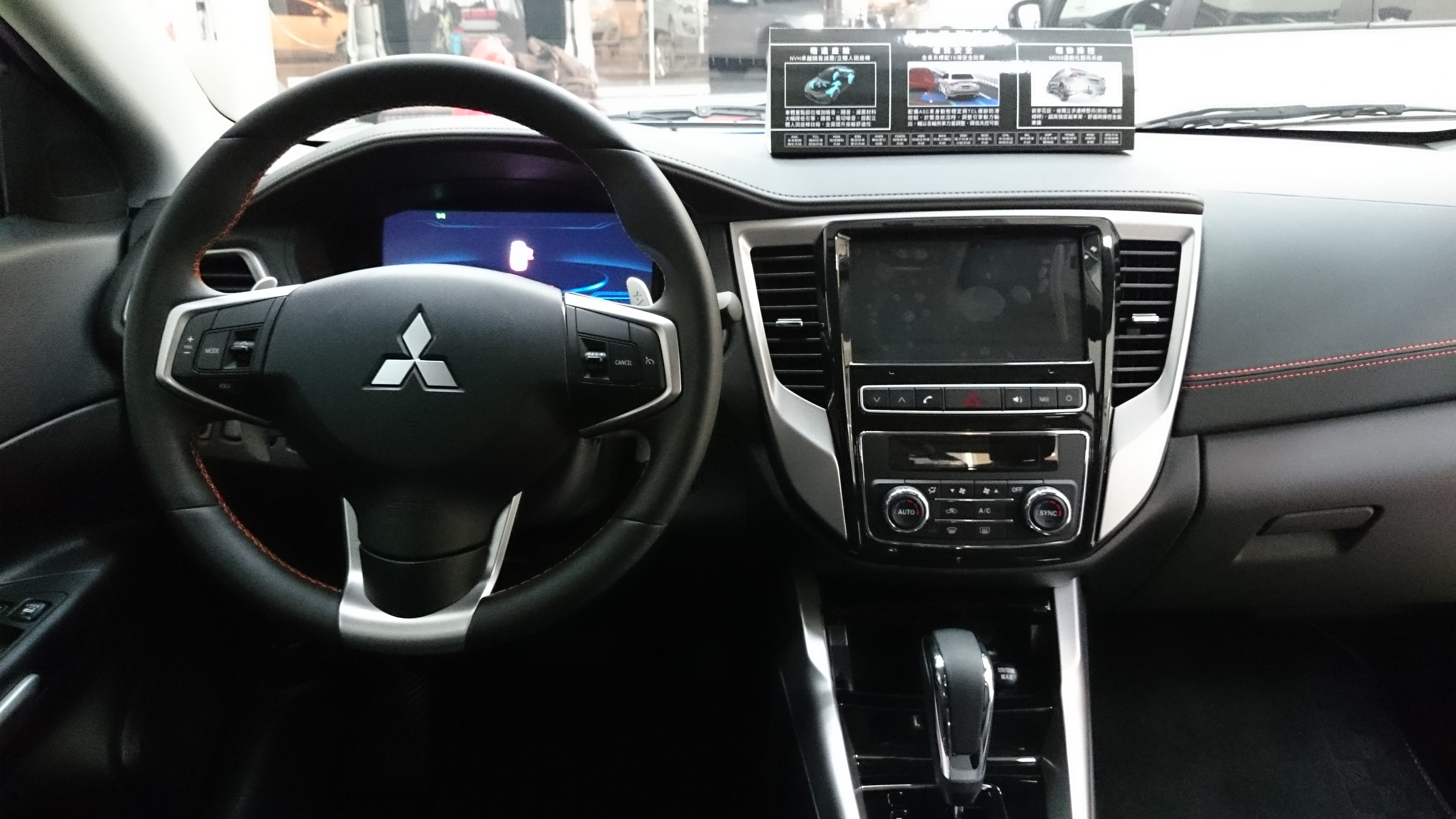

## 外部連結
- 臺灣官方網站 （页面存档备份，存于）
- 走過20餘載，Mitsubishi Lancer在臺灣 （页面存档备份，存于）
- （英文）LANCER & LANCER EVOLUTION - A bona fide performance heritage （页面存档备份，存于）